# Église Saint-Martin de Cormeilles-en-Parisis
L'église Saint-Martin est une église catholique paroissiale située à Cormeilles-en-Parisis, en France. Elle succède à une église romane, dont ne restent que deux chapiteaux au début de la nef. Le principal seigneur de Cormeilles est l'abbaye Saint-Denis : c'est sous son abbé Suger que la construction de la crypte sous le chœur de l'actuelle église est lancée, vers 1145. Peu connue et généralement fermée au public, elle représente néanmoins l'une des deux plus anciennes cryptes gothiques connues, avec celle de la basilique Saint-Denis, et est d'une grande valeur archéologique. Le chœur de l'église, au chevet plat, est édifié un peu plus tard, au dernier quart du XIIe siècle ; puis il est prolongé vers l'ouest pendant la première moitié du XIIIe siècle. Ce chœur a considérablement évolué depuis, car des problèmes de stabilité ont plusieurs fois donné lieu à des reconstructions. Le collatéral sud notamment est refait à neuf au XVIe siècle, dans le style flamboyant. La plupart des chapiteaux de la nef sont du même style, et datent des années 1515-1525 : six grandes arcades ont dû être reprises en sous-œuvre à cette époque. Une seule base de pilier rappelle que la nef doit initialement dater du XIIIe siècle. Hormis les chapiteaux, elle ne présente rien de remarquable, sauf sa physionomie générale, qui évoque la période romane. Cette forme archaïque n'a pas encore été expliquée, et la datation du clocher pose également problème, d'autant plus qu'il a été en grande partie rebâti en 1865, en même temps que la façade occidentale. Dans son ensemble, l'église Saint-Martin est un édifice hétérogène et atypique, ce qui fait en partie son intérêt, et motive son classement au titre des monuments historiques par arrêté du 13 février 1997, avec la crypte. Son aspect intérieur est en grande partie celui qu'on lui a donné au XIXe siècle. Le mobilier n'est pas très riche, mais comporte néanmoins des boiseries et un retable du maître-autel d'une valeur artistique certaine. L'église Saint-Martin reste le principal lieu de célébration d'une paroisse vivante, et accueille régulièrement les messes de la communauté de Cormeilles-La Frette.
L'Association pour la Sauvegarde de l’Église Saint-Martin (ASESM) œuvre à la conservation du bâtiment et à faire vivre ce haut lieu du patrimoine cormeillais.

## Localisation
L'église est située en Île-de-France, dans le département du Val-d'Oise, au nord-ouest de Paris, non loin de la rive droite de la Seine, sur la commune de Cormeilles-en-Parisis, 124 rue Gabriel-Péri. La façade occidentale donne directement sur le trottoir de cette rue, et il n'y a pas de parvis, mais une petite place existe du côté opposé de la rue. Elle permet de contempler la façade et le clocher avec un peu de recul. Au nord, une courte impasse avance jusqu'au clocher, puis des terrains privés s'approchent de l'église, et l'on ne peut pas en faire le tour. Au sud, le square Daguerre borde l'église. C'est un petit jardin public qui tient son nom du pionnier de la photographie qui est né à Cormeilles, un peu plus bas dans la même rue, et dont un buste orne l'entrée. En même temps ce jardin comporte la voie d'accès au parking, qui se situe à l'est et au sud-est de l'église. L'on bénéficie d'une vue sur le chevet depuis ce parking.

## Histoire

### Histoire de la paroisse

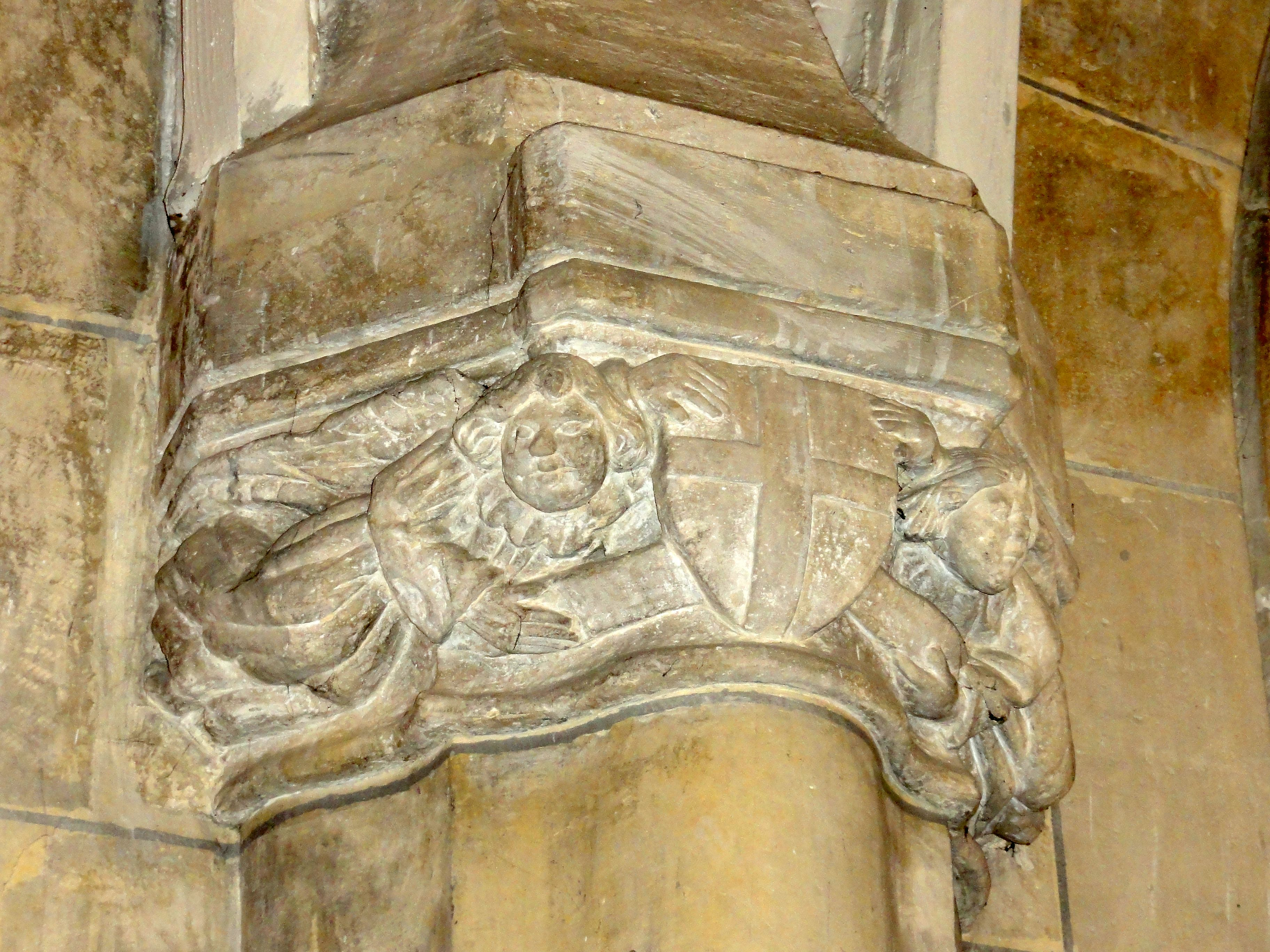
Chapiteau du XVIe siècle avec le blason de l'abbaye Saint-Denis.

Les terres de Cormeilles figurent dans le catalogue des terres dont l'abbaye de Saint-Denis jouissait en 832. Quand l'abbé Louis procède au partage des terres de l'abbaye entre lui et les religieux en 862, il leur donne le village de Cormeilles et les vignobles que l'abbaye y possède, pour en tirer leur vin ordinaire. Ce ne sont pas tous les vignobles de Cormeilles, car le prieuré d'Argenteuil en détient également une bonne partie. À cette époque, sous le règne de Charles II le Chauve, l'abbaye Saint-Denis est le seigneur de Cormeilles, et demeure le principal seigneur du bourg jusqu'à la fin de l'Ancien Régime. Initialement elle touchait l'ensemble de la dîme, mais au XIIe siècle au plus tard, des portions de la dîme reviennent à des chevaliers. L'abbé Suger parle dans le traité qu'il a rédigé sur sa gouvernance de l'abbaye des cens de Cormeilles, qu'il avait augmenté de huit livres par an, ce qui le fit passer de douze à vingt livres, signe que la prospérité s'accrut. En tant que principal décimateur de Cormeilles, l'abbaye de Saint-Denis fait construire le chœur de l'église Saint-Martin, en commençant par la crypte, vers 1145. Elle fait également construire le nouveau collatéral sud du chœur pendant la seconde moitié du XVIe siècle, où ses armes et l'initiale « D » figurent sur des chapiteaux. Malgré ce rôle prépondérant de l'abbaye Saint-Denis à Cormeilles-en-Parisis, la cure a toujours été à la pleine collation de l'évêque de Paris, et la paroisse fait partie du doyenné de Montmorency du diocèse de Paris sous l'Ancien Régime. Le patron de la paroisse est saint Martin de Tours,.
Après la Révolution française et la création du département de Seine-et-Oise, la paroisse est rattachée au nouveau diocèse de Versailles qui correspond exactement au territoire du département. En 1937, une seconde église est construite au sud de la commune : l'église Christ-Roi. Dans le contexte de la refonte des départements d'Île-de-France, le nouveau diocèse de Pontoise est érigé en 1966, et Cormeilles-en-Parisis en fait partie à l'instar de toutes les autres paroisses du département. Le diocèse de Paris se limite désormais à la seule ville de Paris. L'importance de la commune permet à la paroisse de Cormeilles-en-Parisis d'éviter l'intégration dans un grand regroupement paroissial, entraînant toujours une diminution du nombre de messes : seule la paroisse de La Frette-sur-Seine est rattachée à celles de Cormeilles. L'église du Christ-Roi étant devenue vétuste, le chantier pour une nouvelle église est lancé en 2006, et elle est inaugurée dès fin novembre 2007. Une salle paroissiale y est associée. L'église Saint-Martin reste cependant le principal lieu de culte de la paroisse, et des messes dominicales y sont célébrées le samedi à 18 h 00 et le dimanche à 9 h 00.

### Histoire de l'église

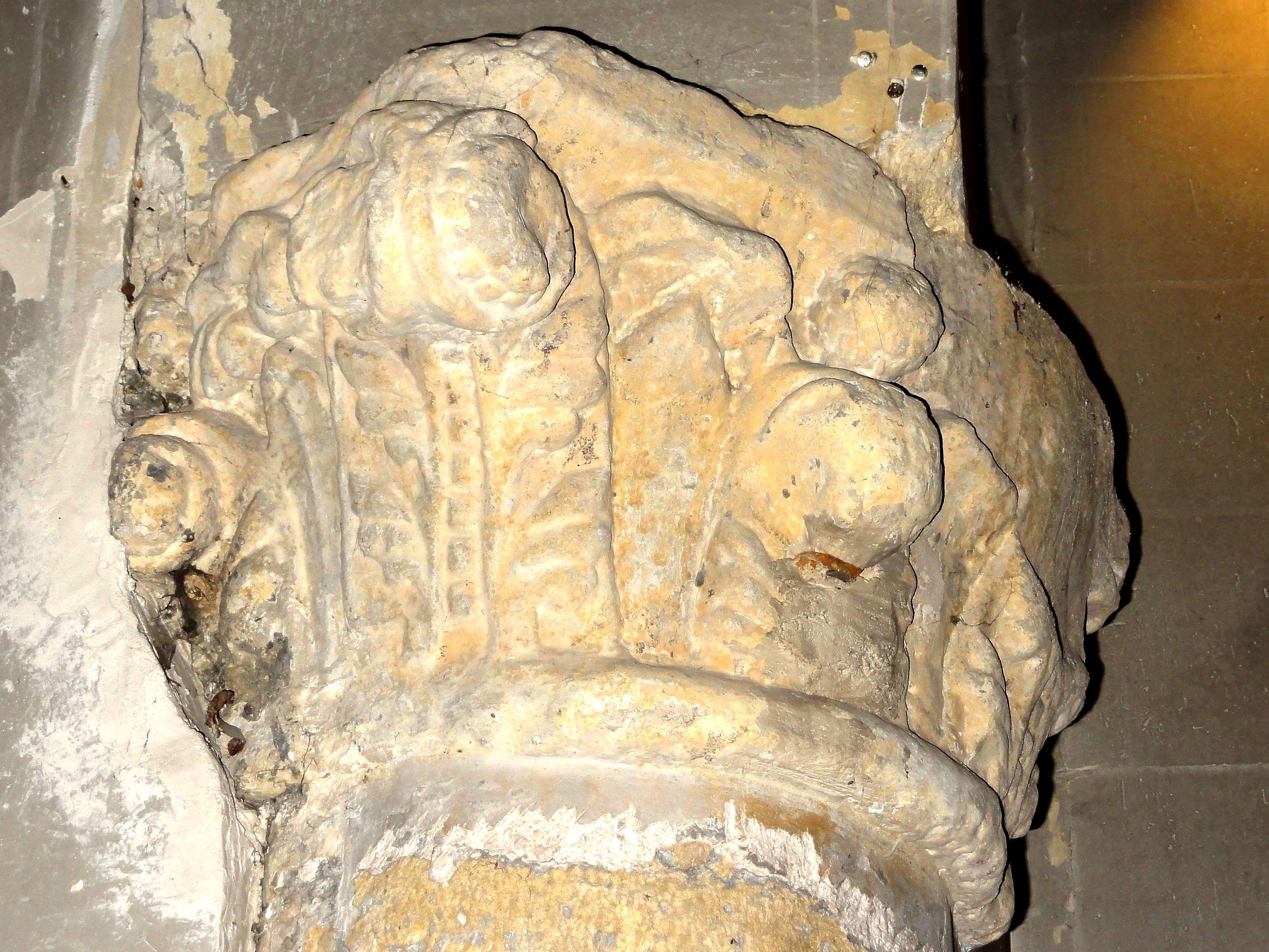
Chapiteau roman de réemploi au début des grandes arcades du nord.

L'église Saint-Martin est un édifice hétérogène, qui est issu de plusieurs campagnes de construction, mais qui a également subi des remaniements profonds dans ses parties déjà construites, ainsi que des restaurations assez radicales au XIXe siècle. Les documents d'archives sur le chantier de l'église faisant défaut, l'on est limité à se tenir à l'analyse archéologique, ce que l'architecte Albert Besnard a fait avec scrupule en 1904. La construction de l'église actuelle a été précédée par celle de la crypte, sous le chœur, sans doute jugée nécessaire pour parer à l'instabilité du terrain, qui doit également être à l'origine de divers remaniements. La crypte présente des analogies avec la crypte de Suger sous le chœur de la basilique Saint-Denis, commencé en 1140, mais elle est d'un style plus avancé car utilisant l'arc en tiers-point. Le début de la construction devrait donc être postérieur à 1145, surtout en sachant que la dîme de Cormeilles appartenait principalement à l'abbaye de Saint-Denis : l'on n'y aurait pas appliqué des innovations pour ensuite revenir en arrière pour la basilique Saint-Denis. Le vaisseau central de l'église a été entamé par le chevet plat, au cours du dernier quart du XIIe siècle. Cette première campagne de construction porte sur la quatrième et la troisième travée du chœur, y compris pour les supports à la limite avec la seconde travée. Ces deux travées présentent les caractéristiques du style gothique primitif. Le chœur devait se raccorder à une nef romane, voir à l'avant-chœur roman faisant suite à cette nef, car la campagne de construction suivante ne se situe qu'au second quart ou au milieu du XIIIe siècle. Elle porte sur la seconde et la première travée du chœur, dont le profil des ogives diffère, et qui sont plus profondes que les autres. Mais la datation repose presque uniquement sur le pilier entre la première et la seconde travée au sud et son chapiteau. Des incertitudes subsistent, car le pilier précédent, qui marque le début des grandes arcades au sud du chœur, indique le style de la fin du XIIIe siècle. Ceci ne peut pas s'expliquer par l'incidence de la construction de la nef sur le chœur, car le chapiteau n'est pas situé à la bonne hauteur pour les grandes arcades de la nef. Il pourrait s'agir du résultat d'une première reprise en sous-œuvre.

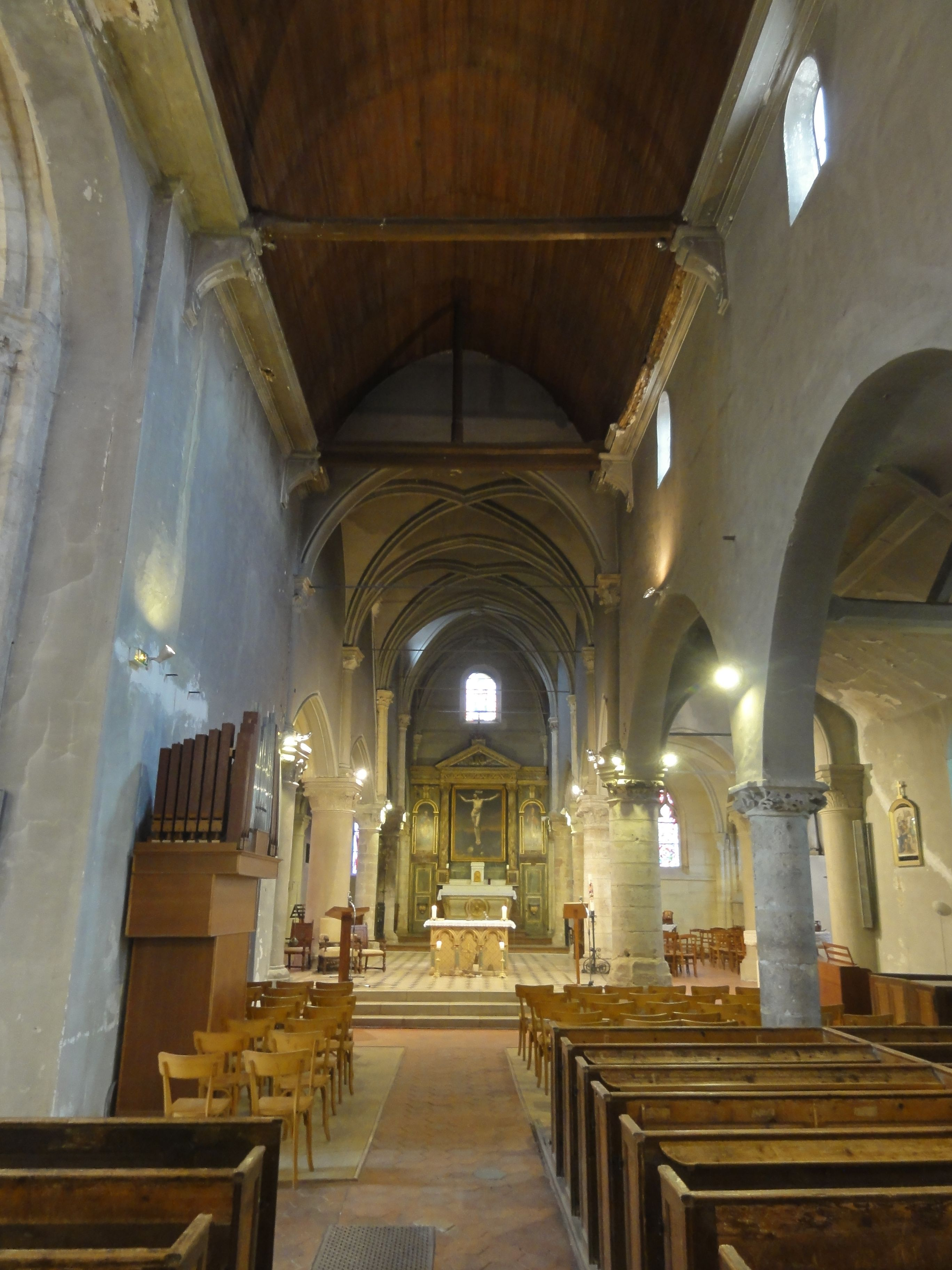
Nef, vue vers l'est.

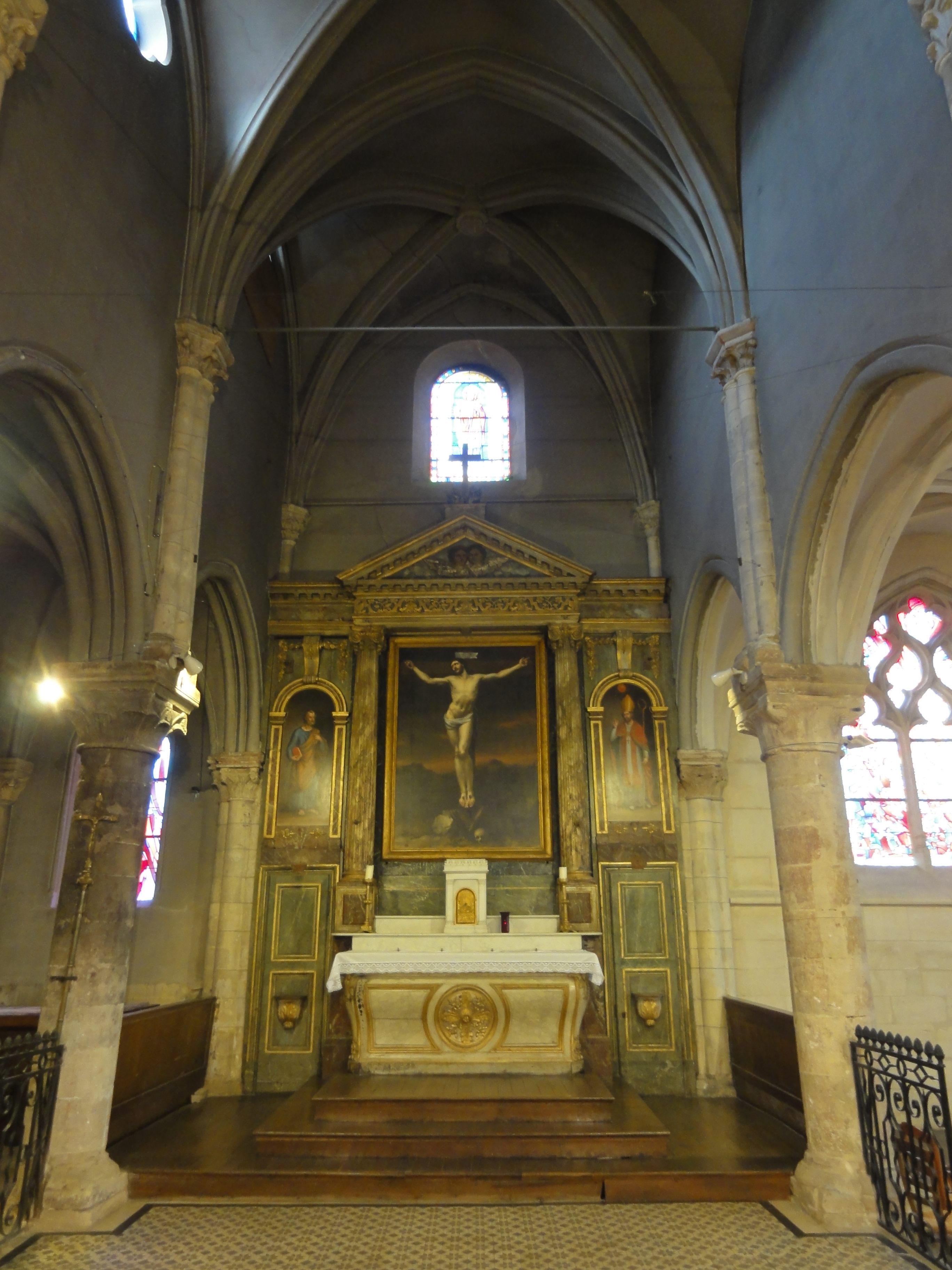
Le sanctuaire du dernier quart du XIIe siècle.

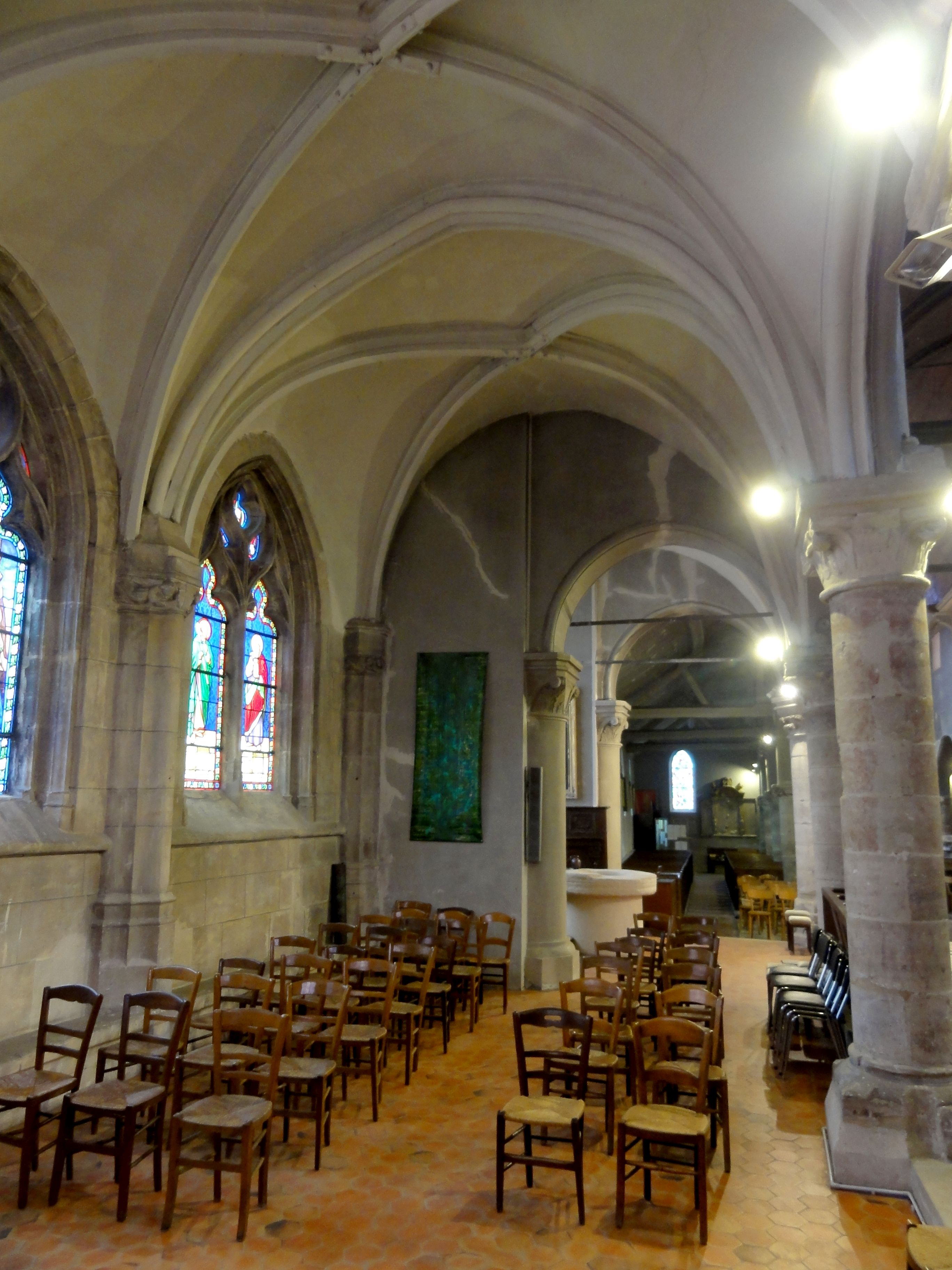
Collatéral sud, vue vers l'ouest.

L'arc triomphal séparant le chœur de la nef est mouluré de deux tores séparés par un méplat, et paraît dater du XIIIe siècle, mais déjà au début du XXe siècle, Albert Besnard n'est pas sûr s'il ne s'agit pas d'une réfection du XIXe siècle. La nef soulève encore davantage d'interrogations. À la première vue, elle paraît romane, car ses grandes arcades sont en plein cintre et non moulurées ; les murs hauts sont parfaitement nus et percés seulement de fenêtres de taille moyenne en plein cintre ; et rien n'a jamais été prévu pour un voûtement d'ogives. Des chapiteaux romans se trouvent effectivement engagés dans le mur occidental, au début des grandes arcades. Or, le premier chapiteau au nord est placé avec une volute d'angle en pointe, ce qui indique qu'il a été déplacé. Albert Besnard en conclut que les deux chapiteaux ne sont qu'un réemploi, et n'ont pas de lien avec la nef actuelle. Tous les autres chapiteaux de la nef datent du règne de François Ier (1515-1547), et plus précisément du premier quart du XVIe siècle, ce qui explique, au moins en partie, que le service des Monuments historiques considère que la nef date du XVe siècle. Même si la période diffère, il s'agit dans les deux cas de la période gothique flamboyante. Or, le troisième pilier au sud de la nef possède une base du XIIIe siècle à plinthe carrée, gros tore aplati et à griffes. Albert Besnard suppose donc que le corps des autres piliers serait aussi du XIIIe siècle, et que la nef remonte en réalité au règne de Philippe Auguste. Les chapiteaux des années 1515-1525 résulteraient d'une reprise en sous-œuvre, ce qui n'explique toujours pas le tracé en plein cintre des arcades, qui ne revient à la mode qu'au milieu du XVIe siècle. Pour que la nef ne soit pas antérieure aux deux premières travées du chœur, les années 1220 seraient les plus plausibles, et la nef aurait donc été bâtie en même temps que les deux premières travées du chœur. Mais le règne de Philippe-Auguste n'est vraisemblablement pas une datation à prendre à la lettre, car la base d'un pilier est un indice bien mince. En tout cas, la façade occidentale est un pastiche de l'architecture du XIIIe siècle, ce qui donne à penser qu'elle remplace une façade ancienne remontant, globalement, à cette époque. La construction de l'église n'est pas encore terminée : un clocher est édifié à l'emplacement de la troisième travée du bas-côté nord, peut-être en même temps que la nef, comme l'indique la fenêtre à sa base, ou seulement au début du XIVe siècle : il est difficile de l'affirmer, car le clocher a été surmonté d'un second étage au XIXe siècle,. L'abbé Lebeuf qui a vu le clocher au milieu du XVIIIe siècle a pensé qu'il datait du XVe siècle : il aurait donc subi des remaniements flamboyants, que la reconstruction au XIXe siècle aurait fait disparaître (à moins que l'abbé Lebeuf n'ait regardé que la voûte et ses supports, qui sont effectivement flamboyants). Des lettres données en 1359 par Charles V avaient ordonné la destruction de la cour de l'église, incorrectement lu tour par l'abbé Lebeuf, pour que les ennemis du royaume ne s'y retranchent pas. Ce qui a laissé supposer la nécessité d'une reconstruction du clocher après la guerre de Cent Ans. Mais rien ne prouve que le clocher fut réellement démoli.
Plus ou moins en même temps que les grandes arcades de la nef sont reprises en sous-œuvre, la voûte de la base du clocher est refaite. Selon Albert Besnard, la base du clocher aurait primitivement été voûtée à la hauteur du plafond du bas-côté, et il serait probable qu'une intercommunication existait vers l'ouest et vers l'est. Mais la hauteur de la fenêtre qu'il dit du XIIe siècle s'oppose à l'hypothèse de l'exhaussement. Toujours au cours des années 1515-1525, le collatéral sud du chœur nécessite une reconstruction de la seconde jusqu'à la dernière travée. Il est élargi à l'occasion, sans doute parce que les anciennes fondations n'étaient pas établies sur un terrain suffisamment solide, mais les claveaux des anciens arcs-doubleaux sont réemployés, ainsi qu'un chapiteau, dans l'angle sud-est. Finalement, la crypte est elle aussi réparée, et certains chapiteaux sont remplacés. Une autre campagne de reconstruction, plus limitée, a lieu pendant la seconde moitié du XVIe siècle. Elle porte uniquement sur la première travée du collatéral sud du chœur, aussi large que les travées suivantes, mais dont la partie méridionale est cloisonné par deux murs. L'église trouve ainsi sa physionomie actuelle, mais subit encore des réparations et restaurations qui modifient son aspect en maints détails. En premier lieu, les deux piliers engagés entre la première et la troisième travée du collatéral nord du chœur sont remplacés par des pilastres au XVIIe siècle ou XVIIIe siècle. Les trois travées au sud de la crypte sont comblées, et l'arcade au sud de la base du clocher est murée, en ne laissant libre qu'une porte. Sous la Révolution française, le porche devant le portail occidental est détruit. Au XIXe siècle, d'importants travaux sont effectués sous l'architecte diocésain Blondel, et se terminent en 1865. Ils portent sur la construction d'une nouvelle façade occidentale néogothique ; la surélévation du clocher par la construction d'un second étage ; et la restauration des deux premières travées du bas-côté nord. Elles servent alors de chapelle des fonts baptismaux. L'état avant les travaux n'a pas été documenté, ou Albert Besnard n'a pas trouvé les documents. La charpente apparente de la nef datée de 1512 est remplacée par une fausse voûte en berceau de bois et plâtre, dont le baron Ferdinand de Guilhermy dit qu'elle est de l'aspect le plus vulgaire. Il a connu l'ancienne charpente en forme de carène renversée, qui était lambrissée et formait un berceau brisé. Exécuté avec beaucoup de soin, elle était soutenue par des poutrelles, ornée à chaque travée d'un écusson armorié, et rehaussée de petits fleurons peints en noir. En outre, les fenêtres du bas-côté nord et du collatéral nord du chœur sont toutes repercées ; les deux premiers chapiteaux des grandes arcades au nord du chœur sont remplacés en 1891, ainsi que les deux chapiteaux qui encadrent le renfoncement de la première travée du collatéral sud. Tout l'intérieur du vaisseau central est enduit et peint dans un gris-bleu assez foncé,,.
L'édifice est classé au titre des monuments historiques par arrêté du 13 février 1997. À cette époque, le collatéral sud du chœur est restauré,. La chapelle de la seconde moitié du XVIe siècle devient la nouvelle chapelle baptismale. Sinon, en comparant avec l'état décrit par Albert Besnard en 1904, l'on peut constater que le mur qui fermait la base du clocher a été abattu, et que celle-ci a aussi bénéficié d'une restauration. Des fonts baptismaux y ont été également installés. Dans la nef, le recouvrement en plâtre de la charpente est remplacé par un lambris, qui s'approche davantage de l'aspect d'origine. Par contre, le reste de l'église reste tel que les restaurateurs de la seconde moitié du XIXe siècle l'ont laissé. Au lieu de procéder à de nouvelles restaurations qui se seraient imposées, toutes les voûtes en pierre du collatéral sud du chœur et la voûte de la seconde travée du vaisseau central du chœur ont été substituées à des voûtes factices et provisoires en bois, ce qui est notamment visible au niveau des nervures et des vissages à l'endroit des clés de voûte. L'église de Cormeilles-en-Parisis n'est pas seule dans ce cas ; la collégiale Saint-Martin d'Étampes fournit un autre exemple de voûtes factices en bois. L'église de Cormeilles-en-Parisis est propre et bien entretenue, mais l'enduit du XIXe siècle qui recouvre l'intérieur se fend et se détache à maints endroits, et le teint des murs est devenu indéfinissable et inhomogène.

## Description

### Aperçu général

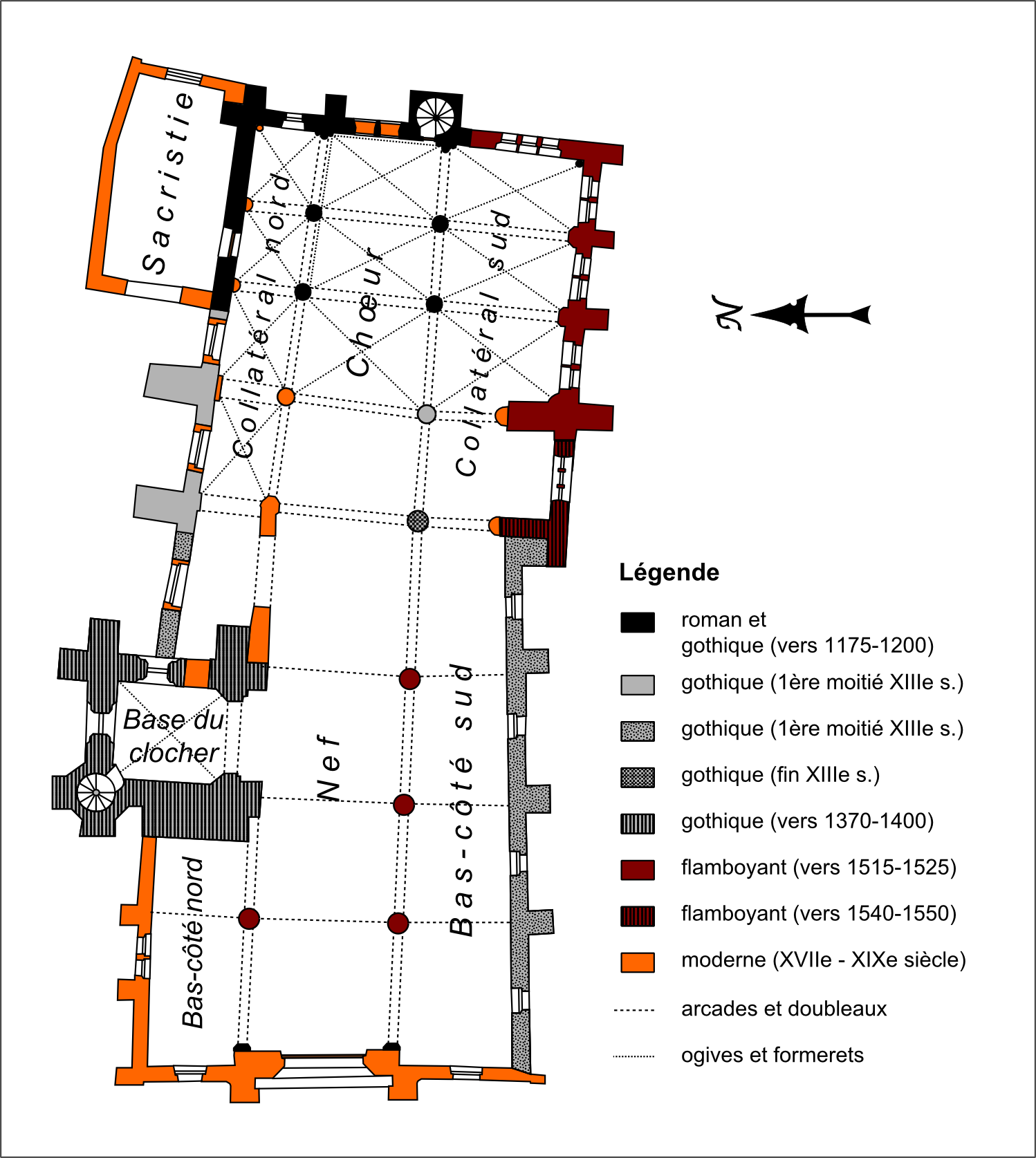
Plan de l'église.

Régulièrement orientée, l'église se compose de deux parties bien distinctes : la nef avec ses bas-côtés, non voûtées, et le chœur avec ses collatéraux, voûtés d'ogives. Chaque partie comporte donc trois vaisseaux parallèles, et chaque vaisseau compte quatre travées. La nef est plus élevée que le chœur, alors que l'aspect extérieur suggère le contraire. Le chœur est désaxé vers la droite (vers le sud) par rapport à la nef, alors qu'un désaxement vers la gauche est plus courant, et l'on imagine qu'il symbolise la tête penchée du Christ crucifié. Hormis cette particularité, le plan de l'église n'est pas non plus symétrique : le clocher intercepte le bas-côté nord au niveau de la troisième travée ; le bas-côté sud se rétrécit successivement ; et le vaisseau central du chœur pareillement ; alors que la largeur du collatéral du chœur augmente légèrement d'ouest en est. Il est, en moyenne, un peu plus large que le vaisseau central. Le chevet est plat. Le portail occidental de la nef est l'unique accès à l'église, mais elle possède des issues de secours à la fin du bas-côté sud et au nord de la base du clocher. La crypte n'est plus accessible que par un escalier et une porte à l'est de la base du clocher. La porte donne sur une galerie à forte pente, creusée à même la roche, puis sur un tunnel recouvert d'un berceau rampant. La crypte à sa limite occidentale au milieu de la seconde travée du chœur, et son ancienne limite méridionale sous l'ancien mur gouttereau du collatéral sud, avant qu'il ne fut élargie. Le plan est simple : trois vaisseaux de trois travées chacune, qui reposent au centre sur quatre piliers isolés, et sinon sur des piliers engagés. Le vaisseau méridional est comblé. — Albert Besnard a relevé les principales dimensions de l'église. La longueur intérieure est de 36,20 m, dont 21,15 m pour la nef et 15,05 m pour le chœur. La largeur de la nef est de 6,03 m entre les axes des grandes arcades, et le chœur mesure 5,85 m de large au début, et 4,80 m de large à sa fin. Les bas-côtés de la nef ont une largeur de respectivement 3,53 m et 3,66 m au niveau de la première travée. La largeur du collatéral nord du chœur est comprise entre 2,90 m et 2,61 m, et la largeur du collatéral sud varie autour de 5,40 m.

### Intérieur

#### Nef

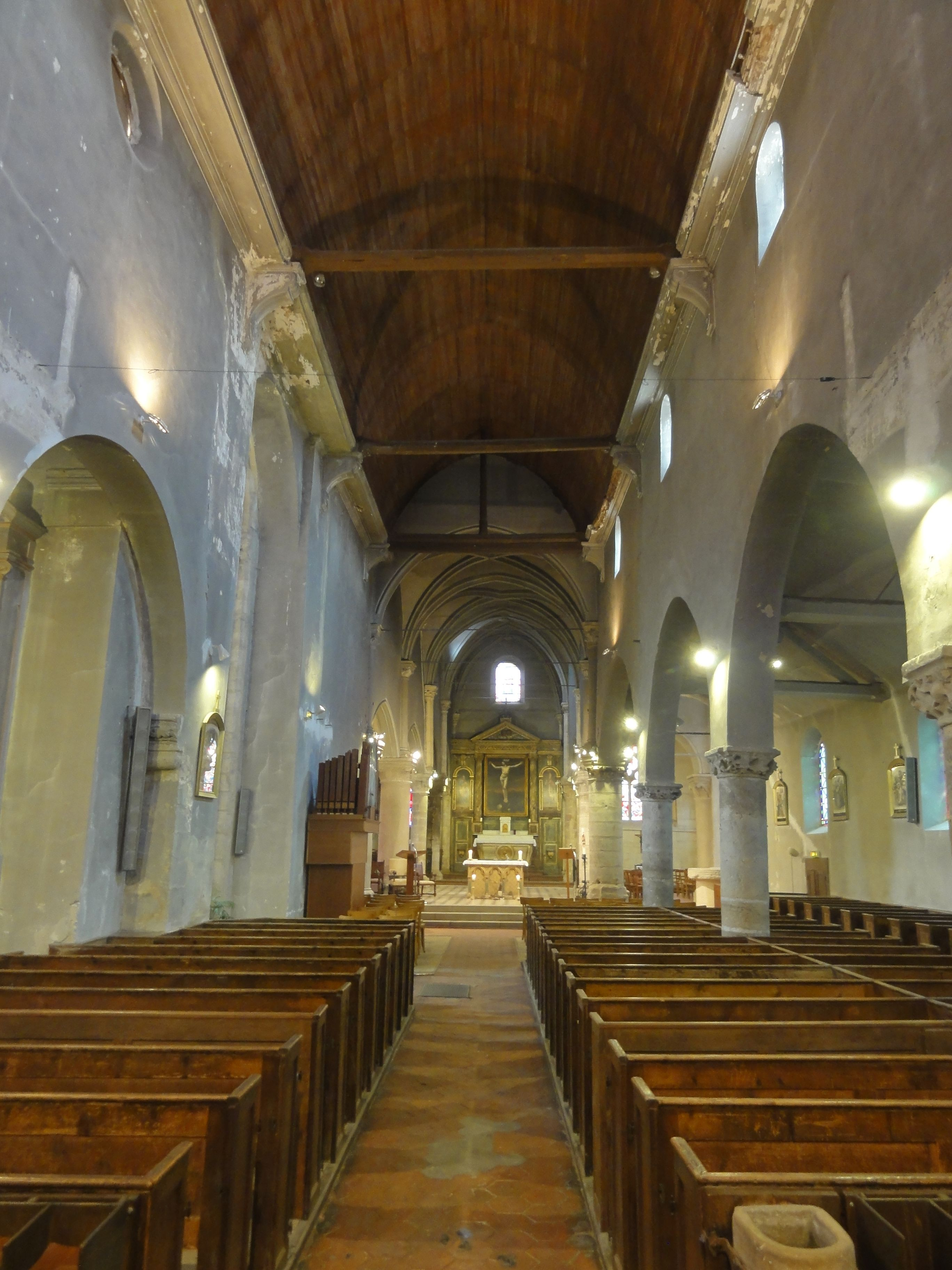
Nef, vue vers l'est.

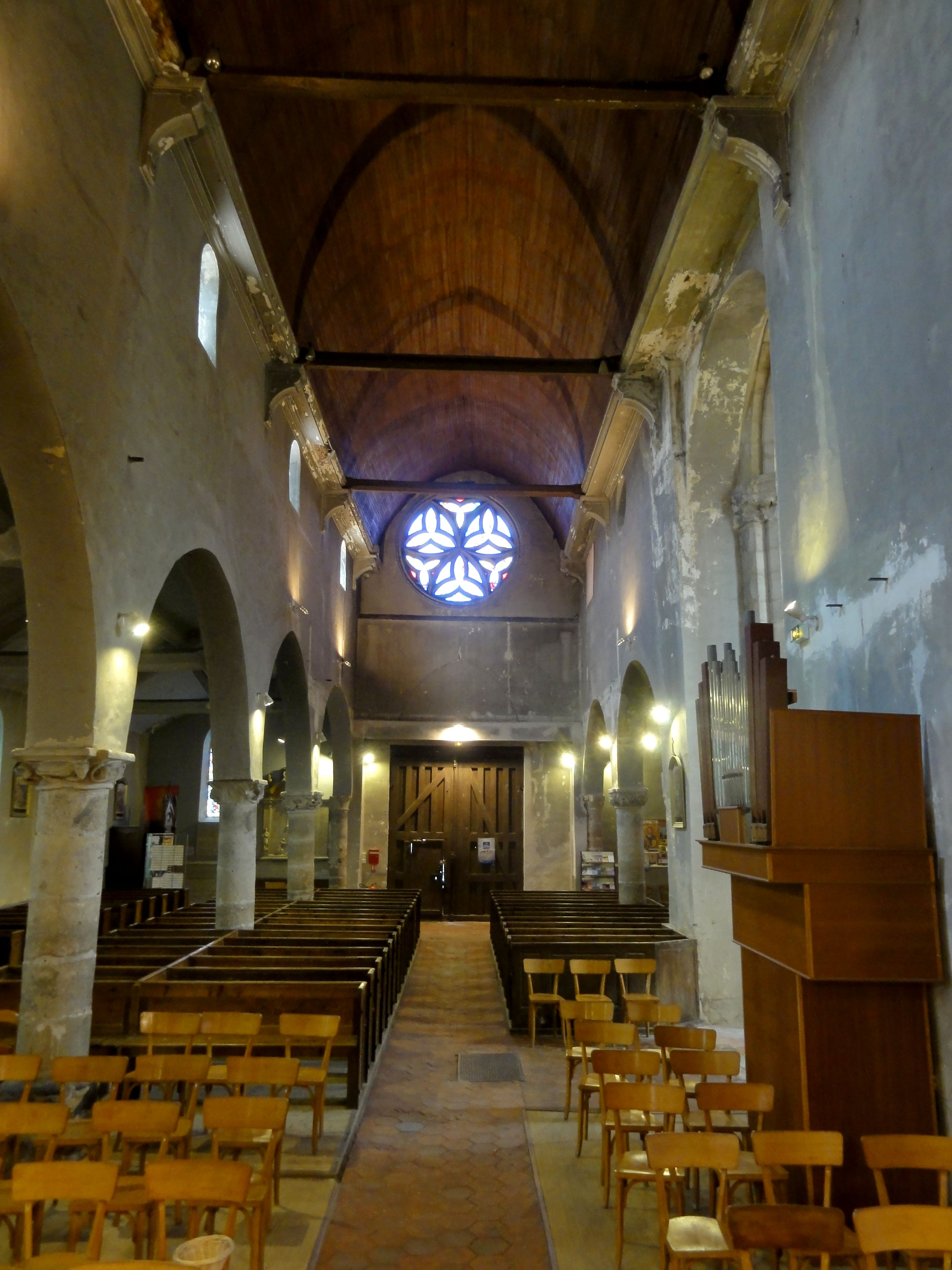
Nef, vue vers l'ouest.

La nef est de dimensions généreuses, tant pour sa longueur que sa hauteur. Les quatre grandes arcades du sud paraissent légères et presque élégantes, grâce à leur large ouverture, la minceur relative du mur et aux chapiteaux de qualité des piliers. La première et la dernière arcade sont plus larges et mesurent respectivement 6,20 m et 6,25 m entre les axes des piliers ; la seconde et la troisième arcade ont quant à eux respectivement 4,80 m et 4,90 m. Il ne faut donc pas se tromper sur la faible nombre de travées. Les deux travées les plus anciennes du chœur n'ont qu'une profondeur de 3,15 m, ce qui montre que le nombre de travées n'indique en rien l'ampleur du vaisseau. La première et la dernière travée de la nef sont approximativement carrées ; les deux autres sont barlongues. Malgré ses dimensions, l'aspect de la nef est pauvre, car les murs hauts au-dessus des grandes arcades sont nus ; les fenêtres petites et non décorées, et le teint des murs délavé. Les fenêtres hautes du côté nord ne sont que des oculi, et le premier est condamné par une planche. Dans la quatrième travée, il n'y a aucun jour côté nord, et dans la troisième travée, la haute arcade en plein cintre ouvrant la vue sur la base du clocher contribue à éviter la monotonie. L'arcade de la quatrième travée du bas-côté nord qui suit est brisée et plus petite que les autres, et la seule dans l'église à être dépourvue de chapiteaux. Les fenêtres hautes du côté sud sont des petites baies en plein cintre, dont l'âge est incertain. La rosace occidentale présente un réseau de triangles curvilignes qui imite le style flamboyant, et date de 1865.
Les murs se terminent par une corniche moderne. En haut des murs, des consoles cannelées en bois, en talon, très saillants, sont implantés dans l'axe des piliers. Ils supportent les entraits de la charpente, dont le premier a néanmoins disparu depuis longtemps. Seul le poinçon près de l'arc triomphal subsiste. En dépit du témoignage du baron de Guilhermy, Albert Besnard pense que les principaux éléments de la charpente sont antérieurs au XVIIe siècle, ce que lui indiquent les arêtes abattues en biseau. C'est peut-être seul le recouvrement en plâtre du berceau brisé qui a fait penser au baron de Guilhermy que la vieille charpente avait été enlevée. — Les nefs non voûtées deviennent rares dans les églises d'une certaine importance dès la seconde moitié du XIIe siècle, sans pour autant devenir exceptionnelles dans la région. Les nefs d'Asnières-sur-Oise, de Beaumont-sur-Oise, de Gonesse et d'Herblay en fournissent des exemples, même si les nefs de Beaumont et d'Herblay ont reçu de fausses voûtes d'ogives au XIXe siècle.
Comme déjà évoqué, les grandes arcades reposent au début sur des chapiteaux romans engagés dans le mur occidental. Ils sont dépourvus de tailloirs, et leurs fûts cylindriques ne possèdent pas de bases. Le premier chapiteau au nord a des feuilles d'angle perlées, dont les extrémités se recourbent en volutes. Ce chapiteau est placé de biais. Le premier chapiteau au sud est devenu méconnaissable. Le principal intérêt de la nef résident dans les quatre chapiteaux du règne de François Ier, un au nord et trois au sud, ainsi qu'une console au nord, à la fin de la seconde arcade. Tous ces chapiteaux ont en commun en tailloir cruciforme, et les corbeilles sculptés de feuilles frisées. La sculpture est d'un bon niveau, mais accuse moins de fini que celle généralement exécutée à la même époque, sauf sur le second chapiteau du sud côté nef, et le troisième chapiteau du sud côté bas-côté, où les feuilles se détachent de la corbeille et développent une admirable plasticité. Les fûts sont monocylindriques et appareillés en tambour. Les bases, mal visibles car cachées par les bancs de fidèles, sont de trois types différents. Au nord, la base est de plan octogonal, et formée par une plinthe à double ressaut biseauté. Au sud, les deux premières bases sont « à poire », d'après Albert Besnard, caractéristiques de la dernière période gothiques, et la troisième base est celle du XIIIe siècle qui a déjà été mentionné. Pour venir aux motifs des chapiteaux, le premier au nord est décoré d'enroulements de feuilles de chou et de la salamandre utilisée souvent comme emblème par François Ier ; de là, la datation des chapiteaux. L'absence d'influences de la Renaissance parle plus particulièrement pour le premier quart du XVIe siècle, soit les années 1515-1525/1530. Sur le premier chapiteau au sud, un homme à tournure de monstre rampant sur les genoux se détache de feuilles de vigne et de grappes de raisin. Les feuilles ne sont pas tout à fait réalistes, et se rapprochent un peu des feuilles de houx. Sur le second chapiteau au sud, l'on identifie des feuilles de houx, partiellement frisées, et des feuilles de chardons. Le troisième chapiteau utilise le chardon exclusivement, mais un diable rampant apparaît à l'est, dont la tête fait angle vers la nef. Le chapiteau à la fin de la quatrième grande arcade du sud appartient déjà au chœur. Il est situé plus haut que les chapiteaux de la nef, de sorte que l'arcade ne retombe pas sur le tailloir, mais bute contre lui.

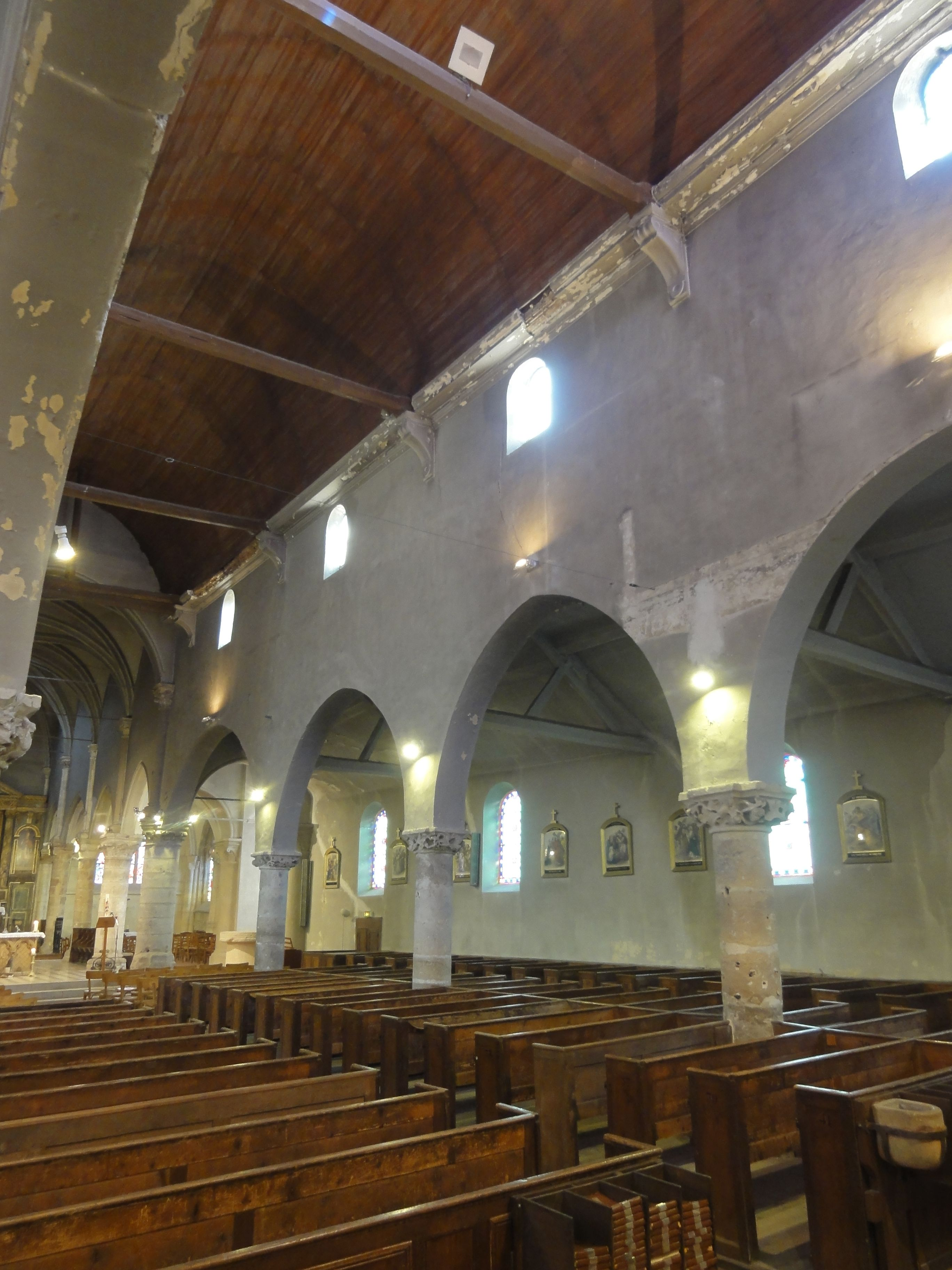
Nef, grandes arcades du sud et fenêtres hautes.
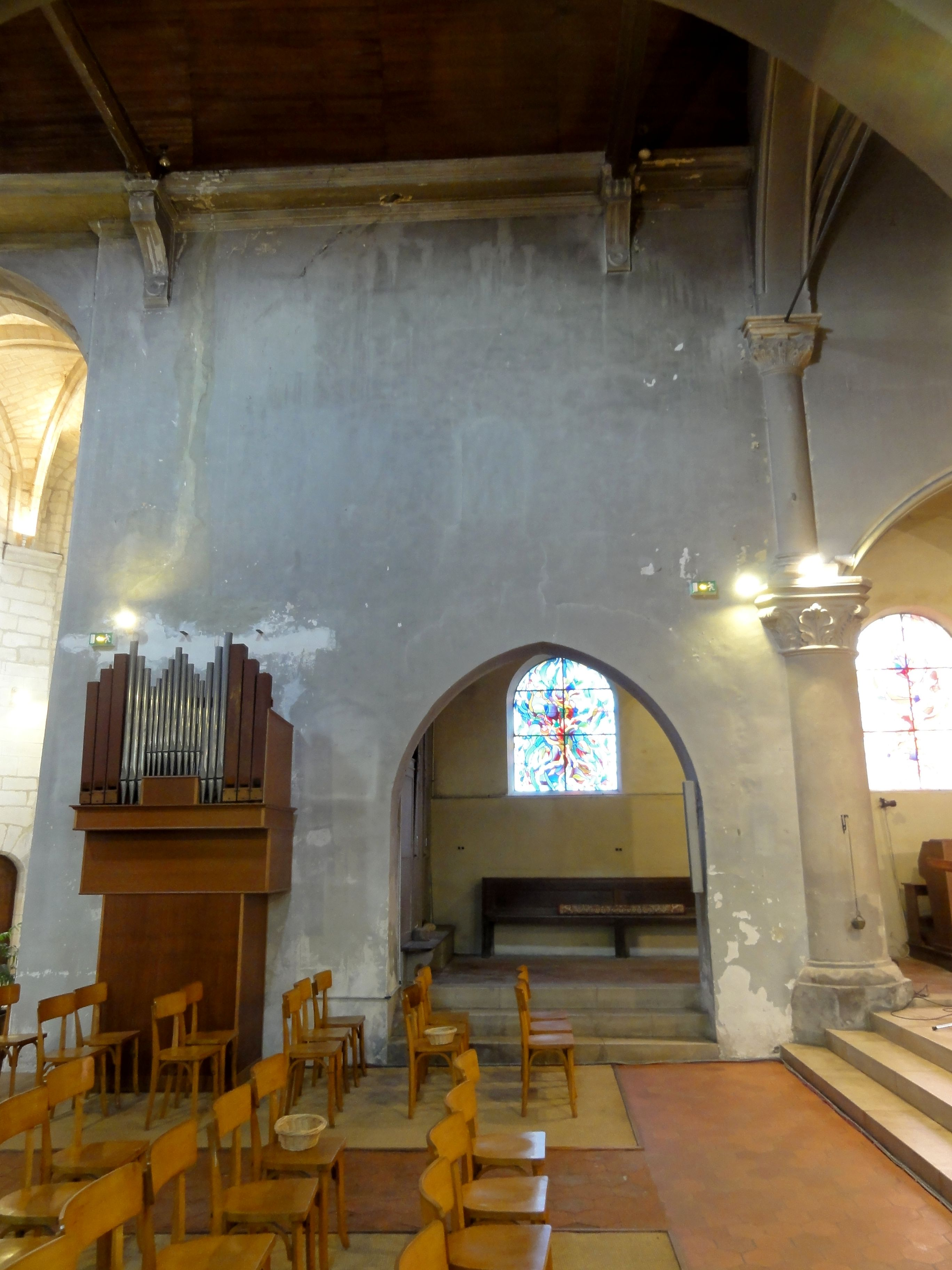
Nef, orgue et 4e grande arcade du nord.
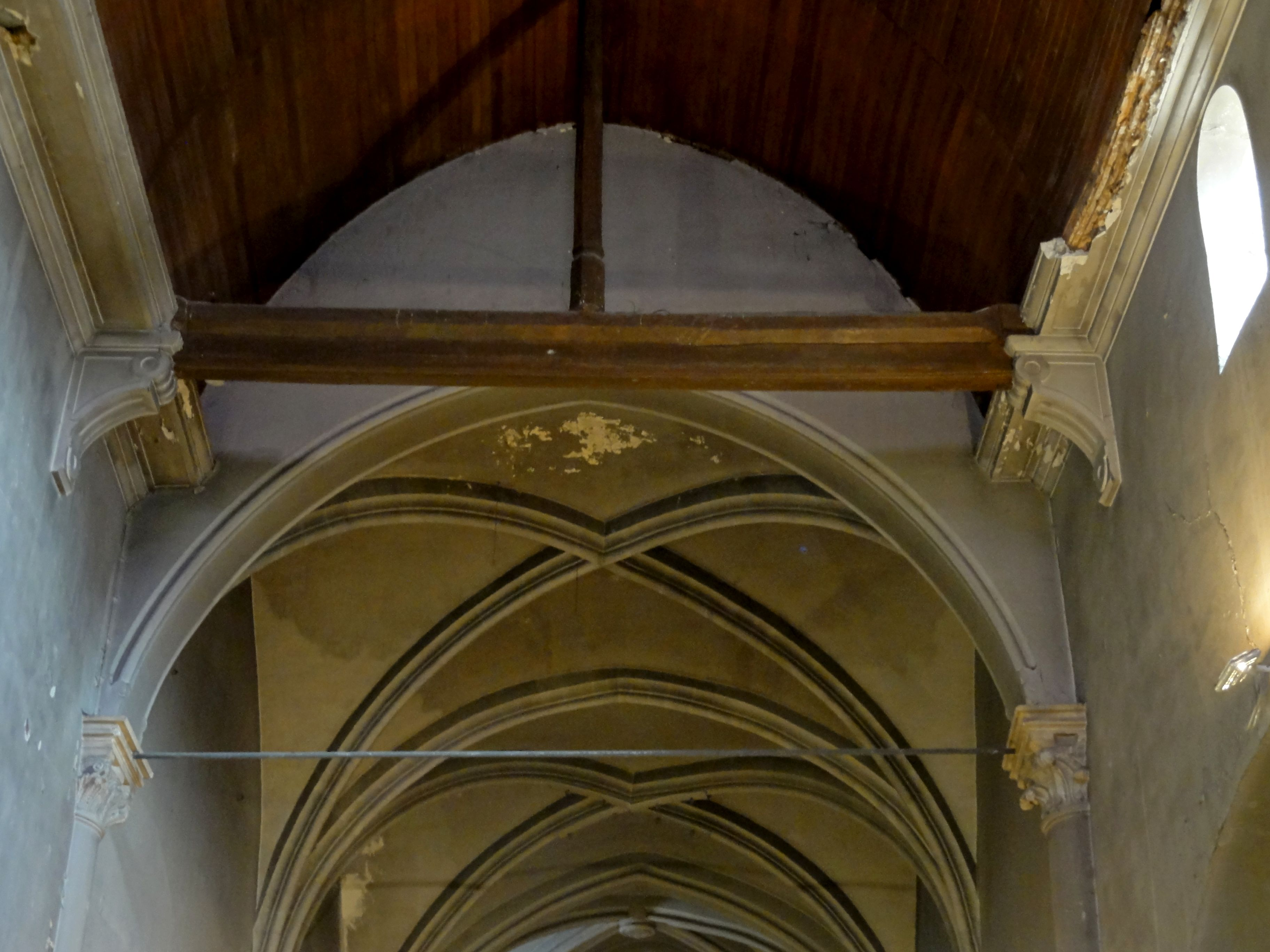
Arc triomphal à l'intersection avec le chœur.
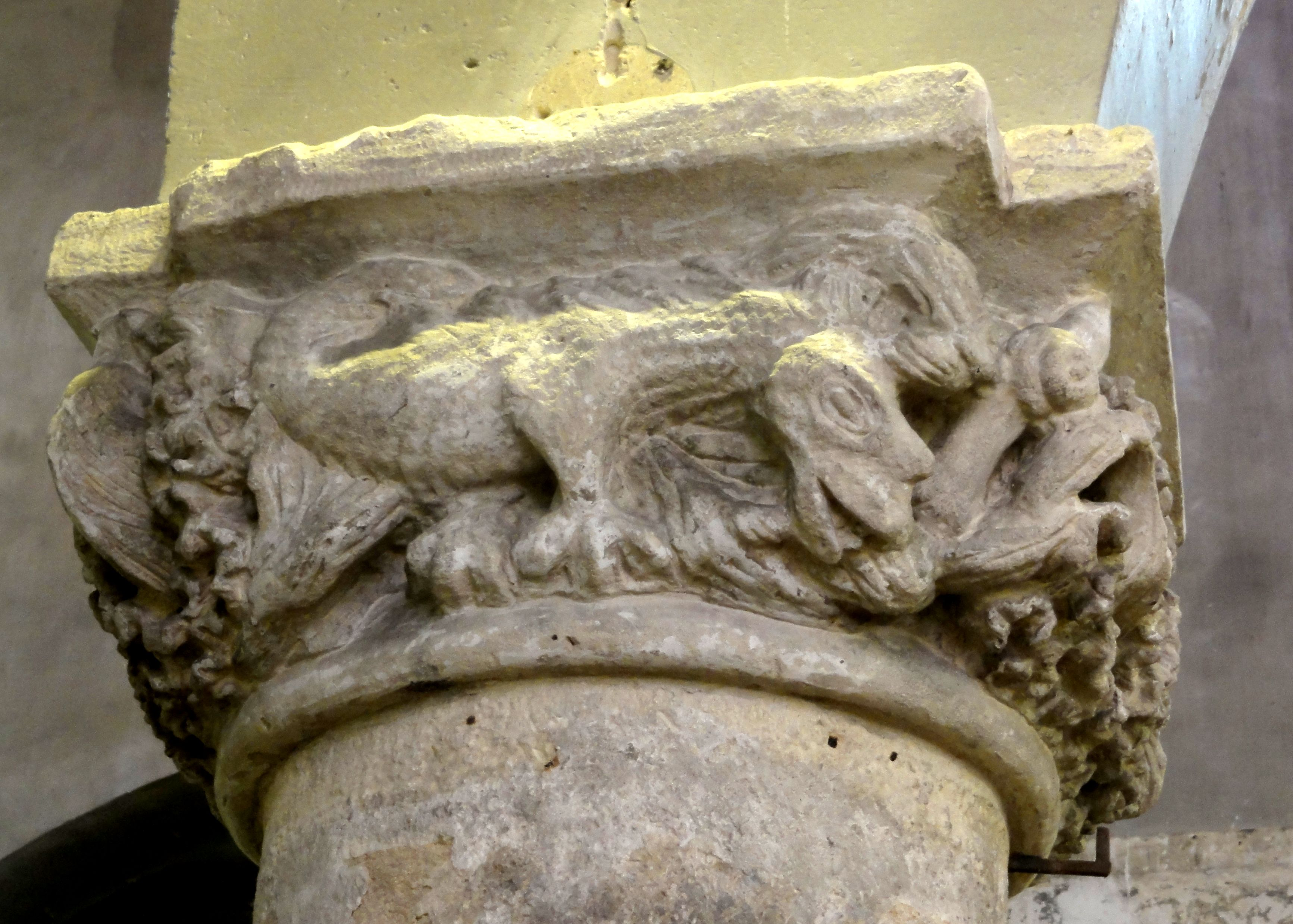
Grandes arcades du nord, chapiteau du 1er pilier.
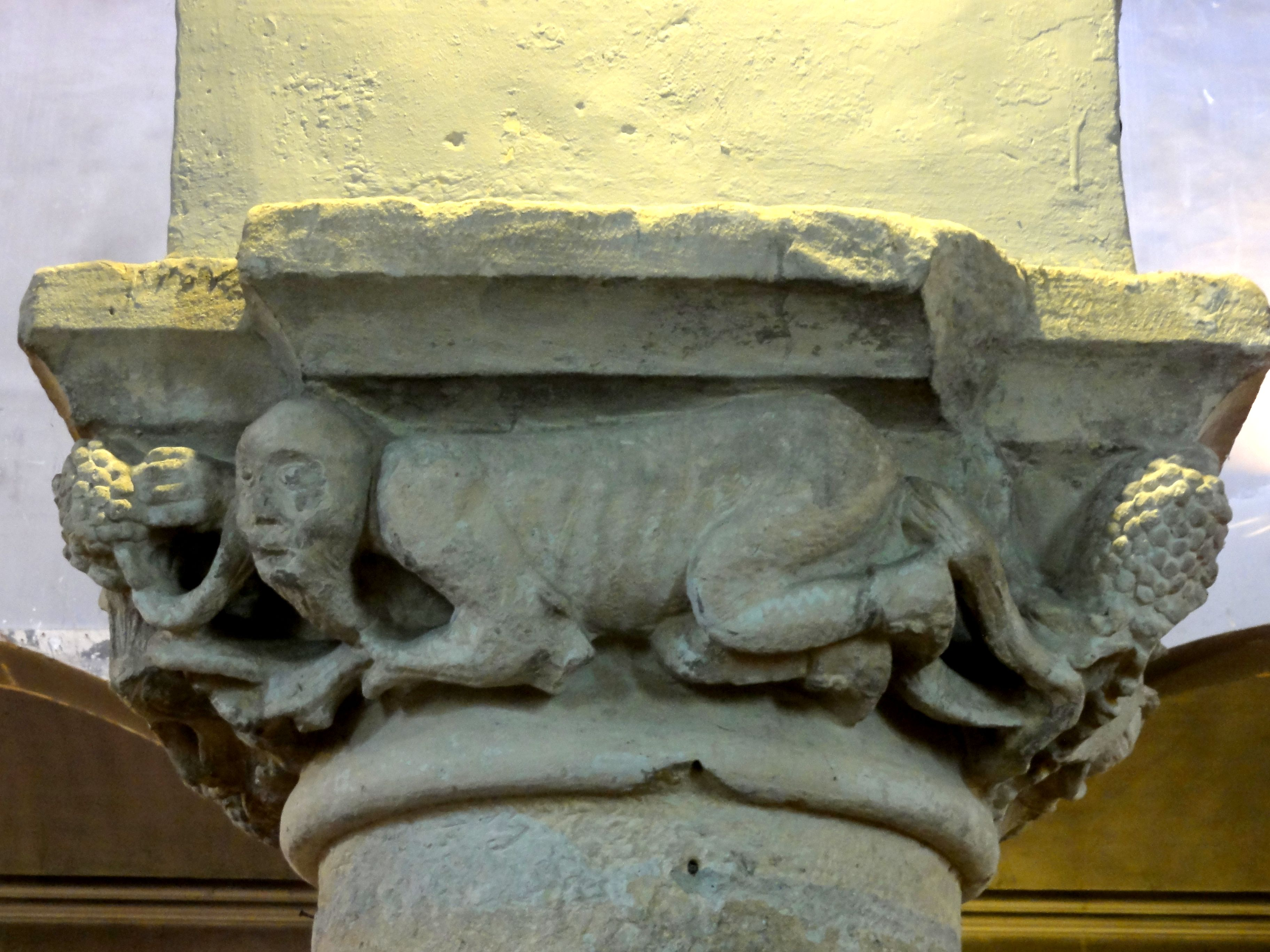
Grandes arcades du sud, chapiteau du 1er pilier.
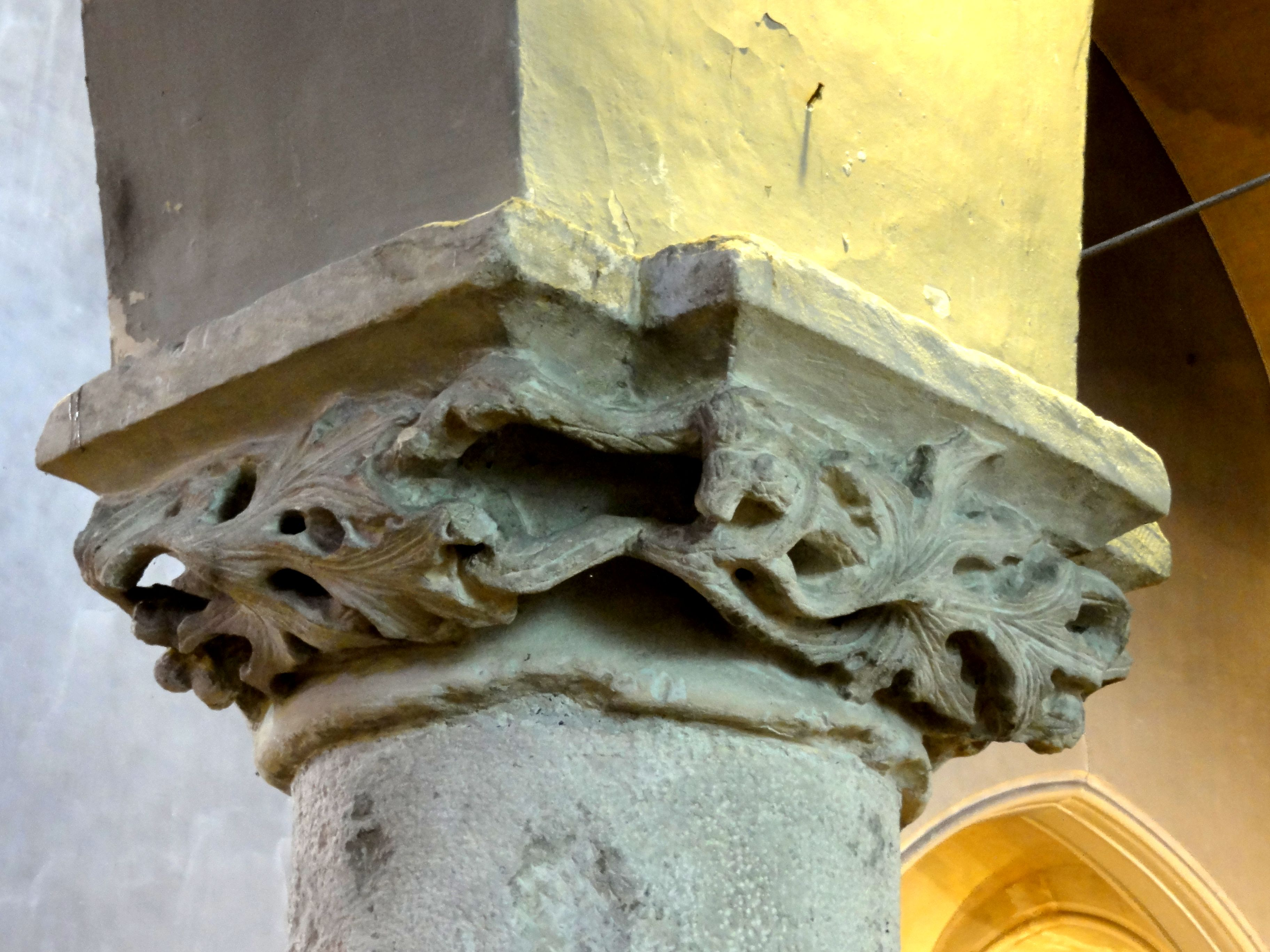
Grandes arcades du sud, chapiteau du 3e pilier.

#### Bas-côtés de la nef

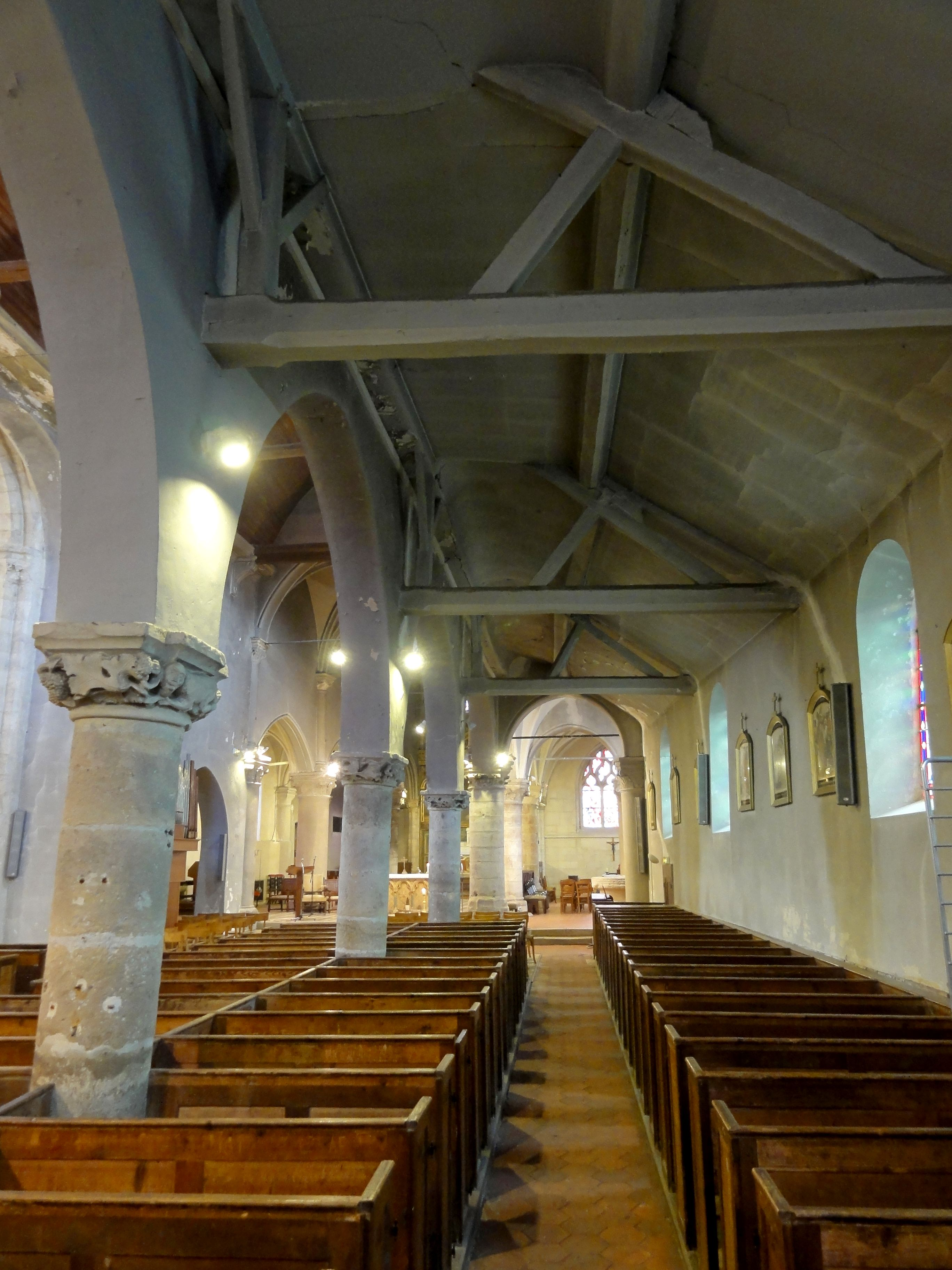
Bas-côté sud, vue vers l'est.

Les bas-côtés sont de faible intérêt. Un voûtement n'ayant jamais été prévu, le maître d'œuvre s'est tenu au strict nécessaire, et a renoncé à des supports, qui auraient pu, par exemple, soutenir des arcs diaphragmes. De ce fait, les murs restent nus, et les fenêtres du bas-côté sud ne sont pas davantage décorées que celles de la nef. Ce sont des baies en plein cintre, plus grandes que les fenêtres hautes de la nef, et également d'âge incertain. Puisqu'il n'est pas prouvé que la nef conserve de la substance romane, et puisque les arcs brisés prévalaient encore au premier tiers du XVIe siècle, il devrait s'agir de réfections du XVIIe siècle ou du XVIIe siècle, voir du début du XIXe siècle, avant que le style néogothique ne s'imposa. Les deux fenêtres occidentales des bas-côtés sont en arc brisé, et contemporaines de la façade de 1865. Le bas-côté nord a reçu deux fenêtres analogues qui se jouxtent immédiatement, et qui sont entourées d'une baguette. Ces fenêtres éclairent les deux premières travées, qui ne communiquent pas avec la base du clocher, et qui accueillent aujourd'hui la chapelle de la Vierge. Quant à la quatrième travée, elle possède une fenêtre en plein cintre qu'Albert Besnard considère comme moderne. — Le bas-côté sud est suffisamment large pour contenir des bancs de fidèles de part et d'autre d'une allée centrale et augmenter ainsi la capacité de la nef, quoique la visibilité sur le sanctuaire ne soit pas bonne. Ici le plafond est un plan incliné qui épouse la pente du toit en appentis, mais est courbé en quart de cercle déprimé à son sommet, près des grandes arcades, sauf dans la seconde travée. La charpente est entièrement apparente, et consiste d'entraits avec contrefiches, demi-arêtiers et pièces de renfort dans les angles rentrants. Près du mur de la nef, chaque entrait supporte un petit poinçon avec deux jambes de force. La chapelle de la Vierge possède une voûte en berceau de plâtre en anse de panier, et la dernière travée un simple plafond moitié plat, moitié incliné. Des placards muraux sont ménagées contre le mur oriental de la base du clocher. Derrière le mur, se situe l'escalier descendant vers le tunnel d'accès à la crypte, ce qui rend une intercommunication avec la base du clocher impossible.

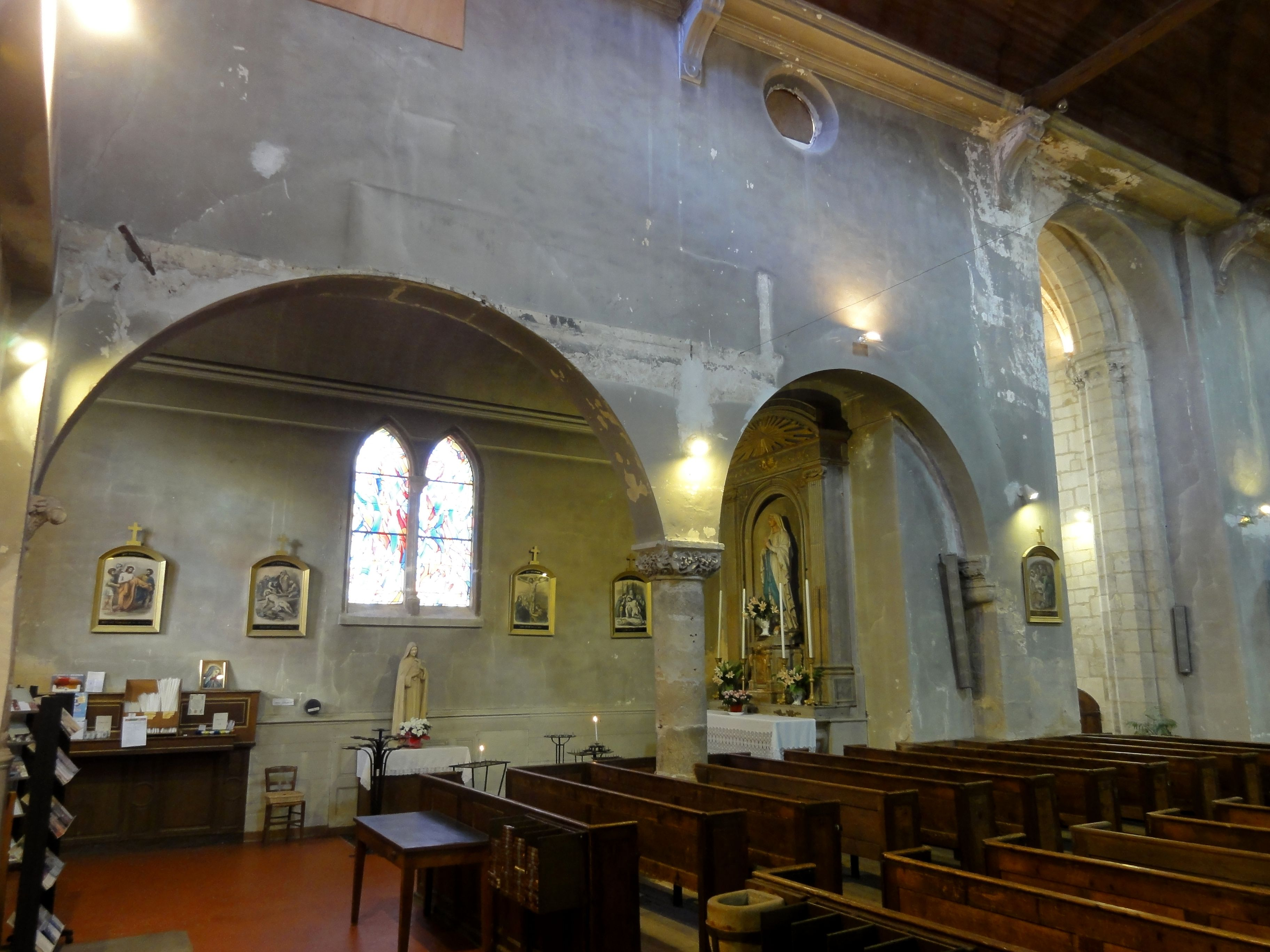
Nef, grandes arcades du nord.
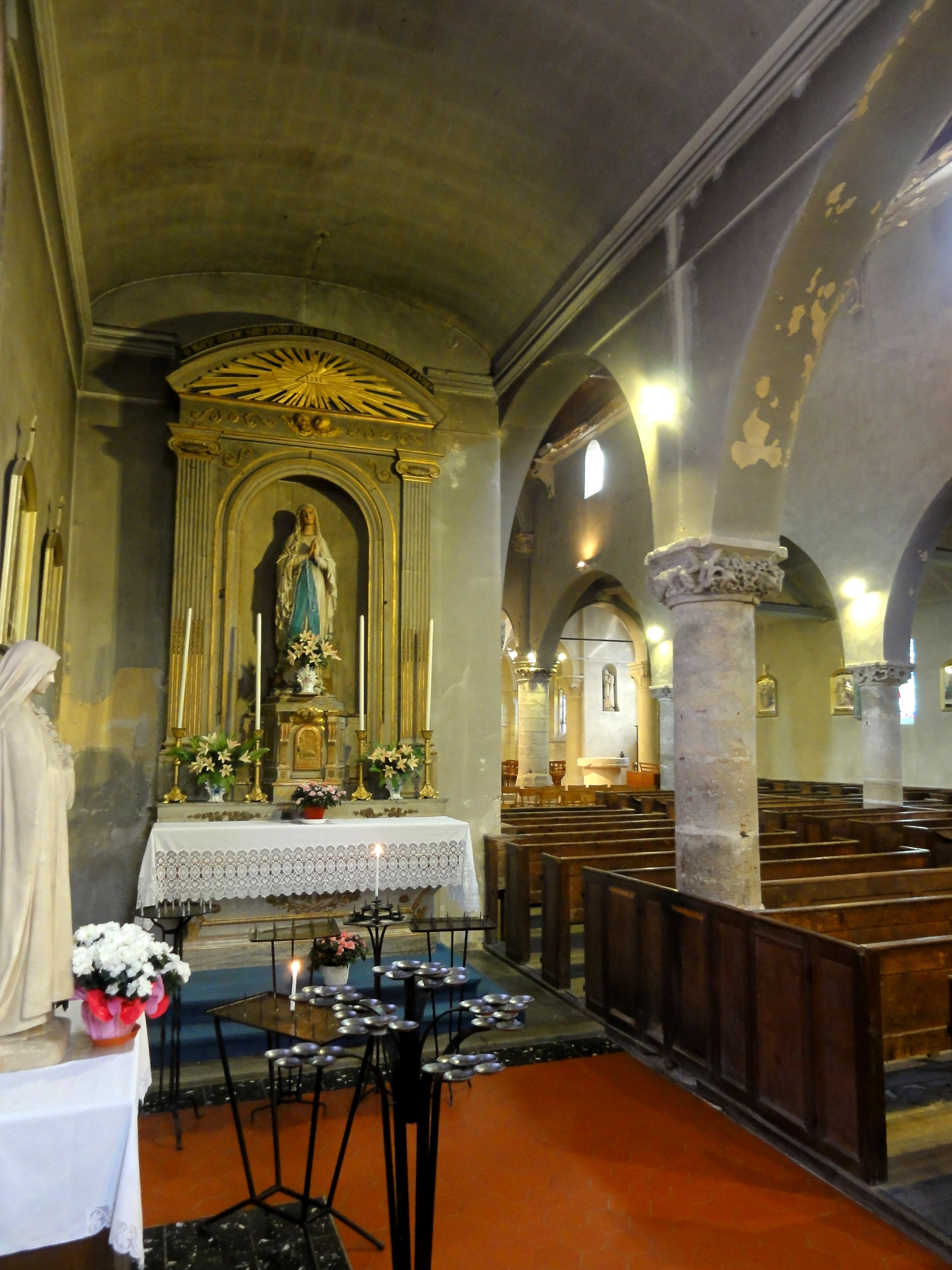
Bas-côté nord, chapelle de la Vierge.
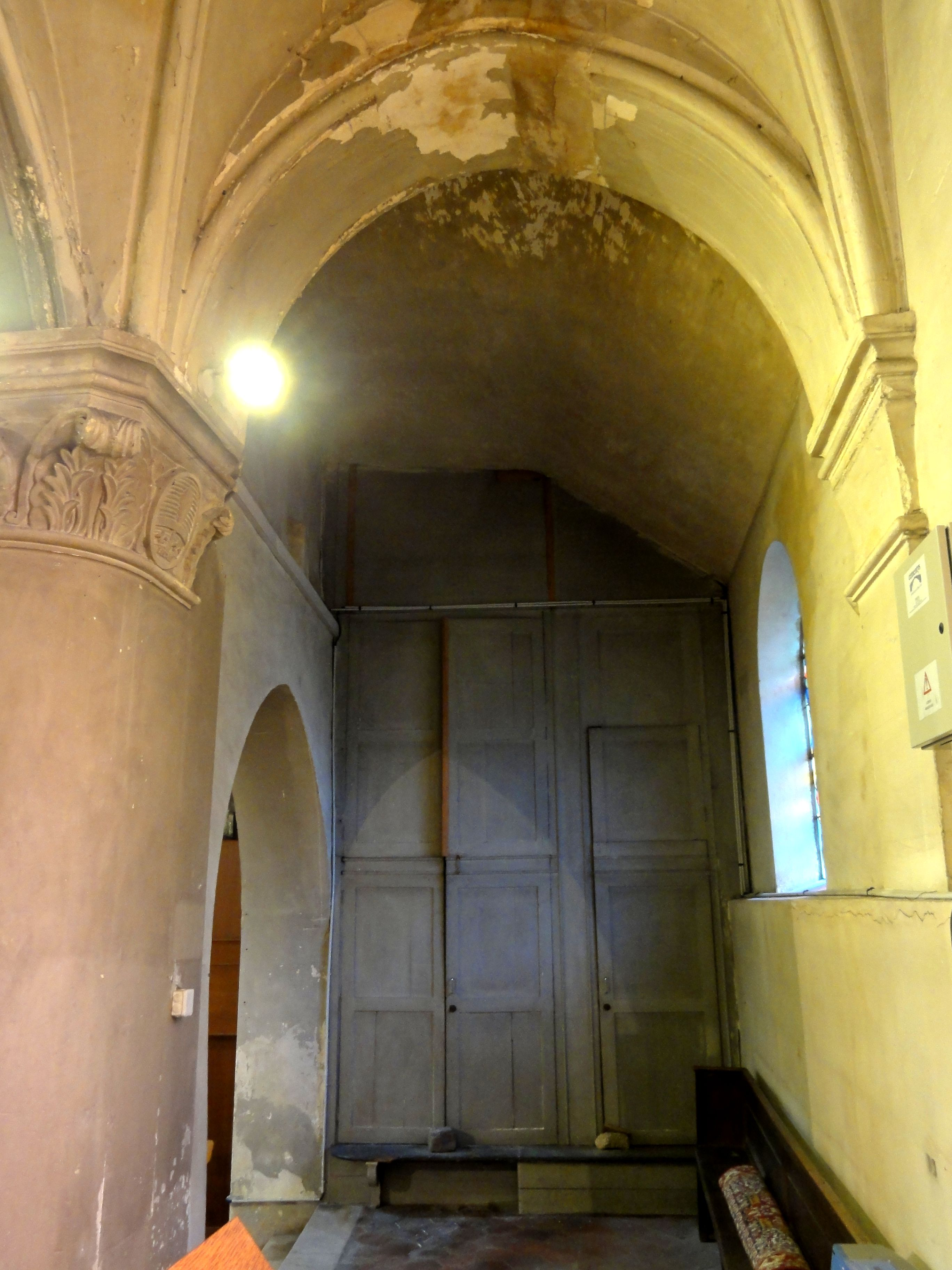
Vue dans la 4e travée du bas-côté nord.
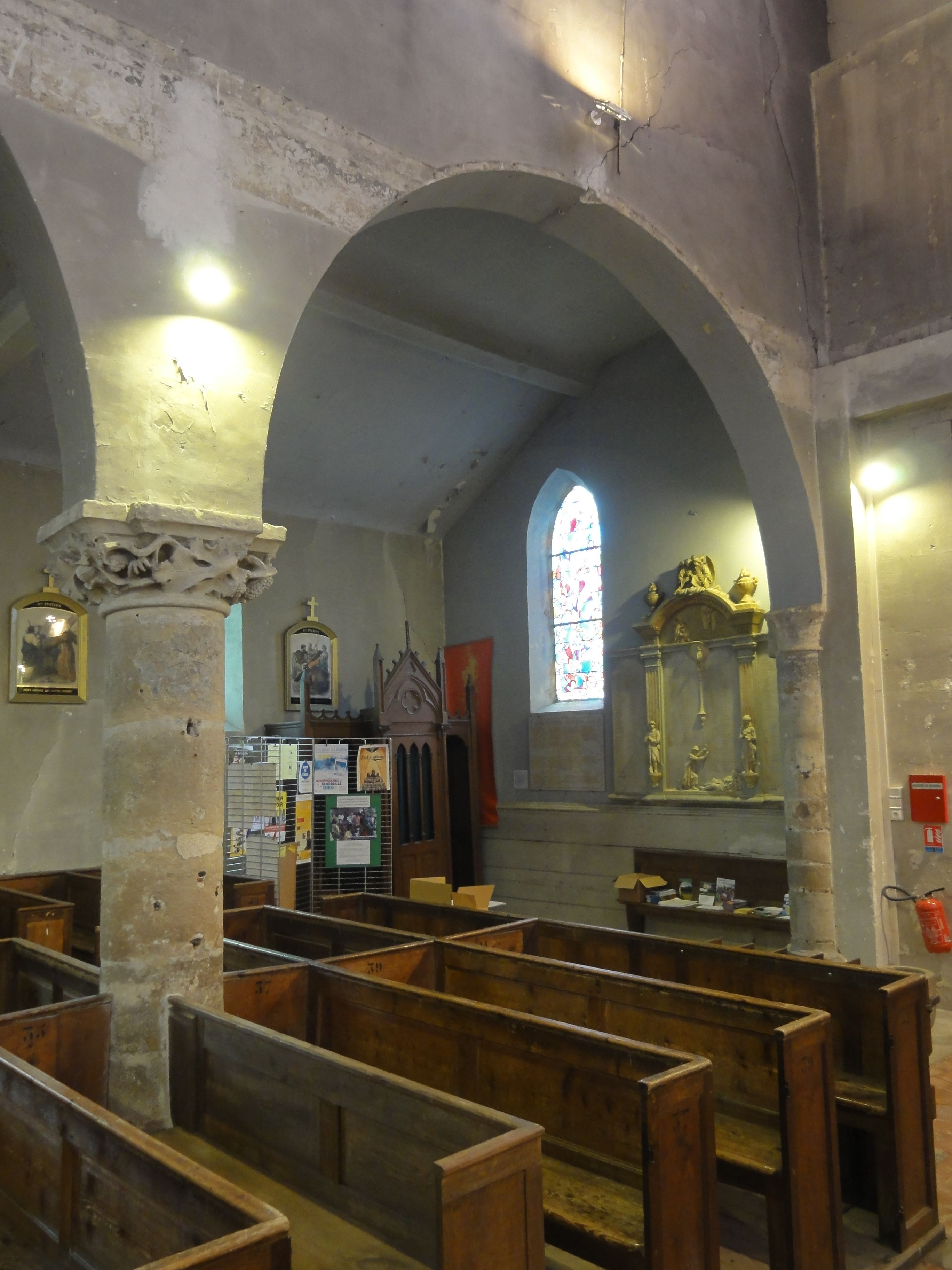
Nef, 1re grande arcade du sud.
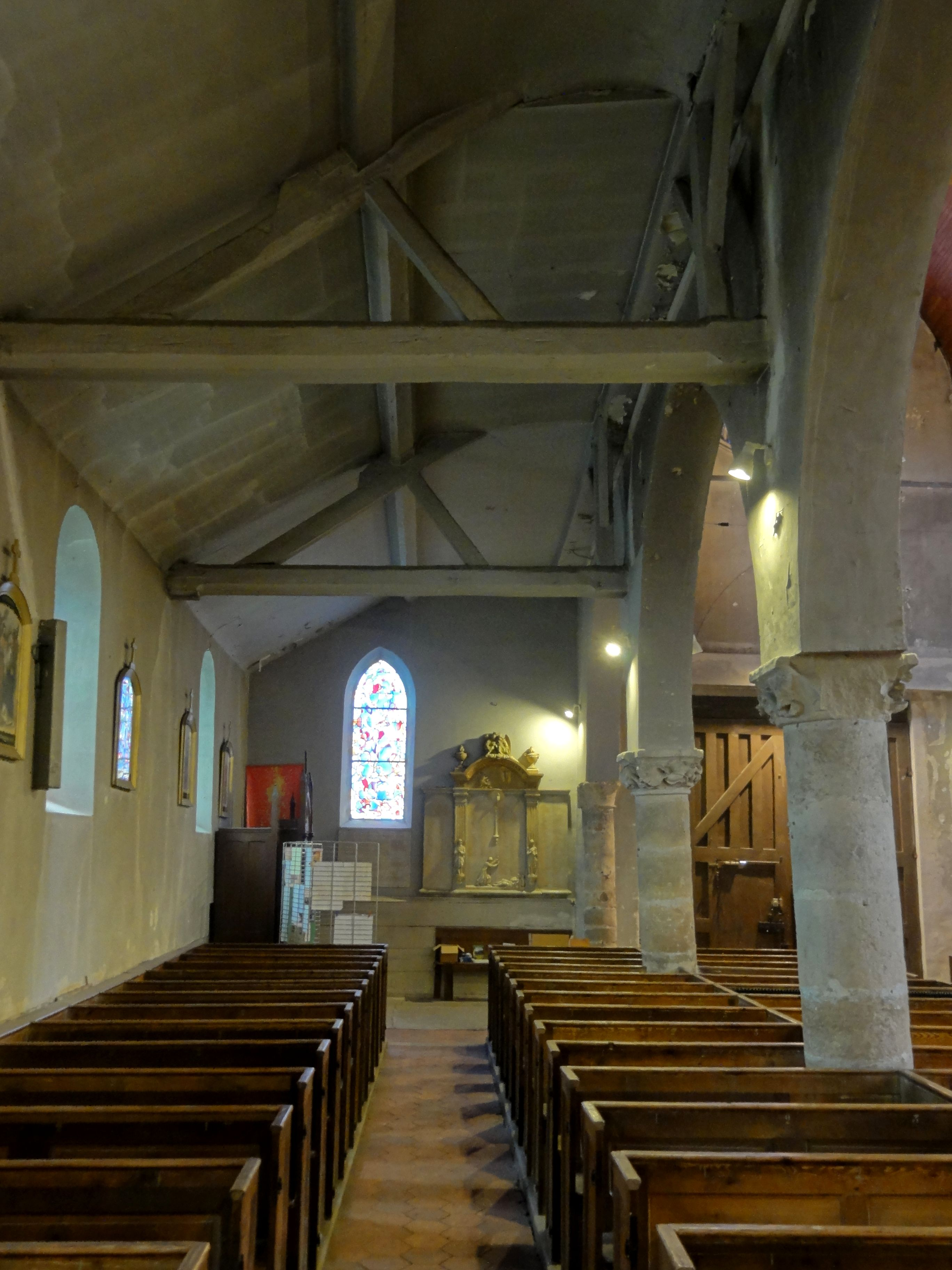
Bas-côté sud, vue vers l'ouest.
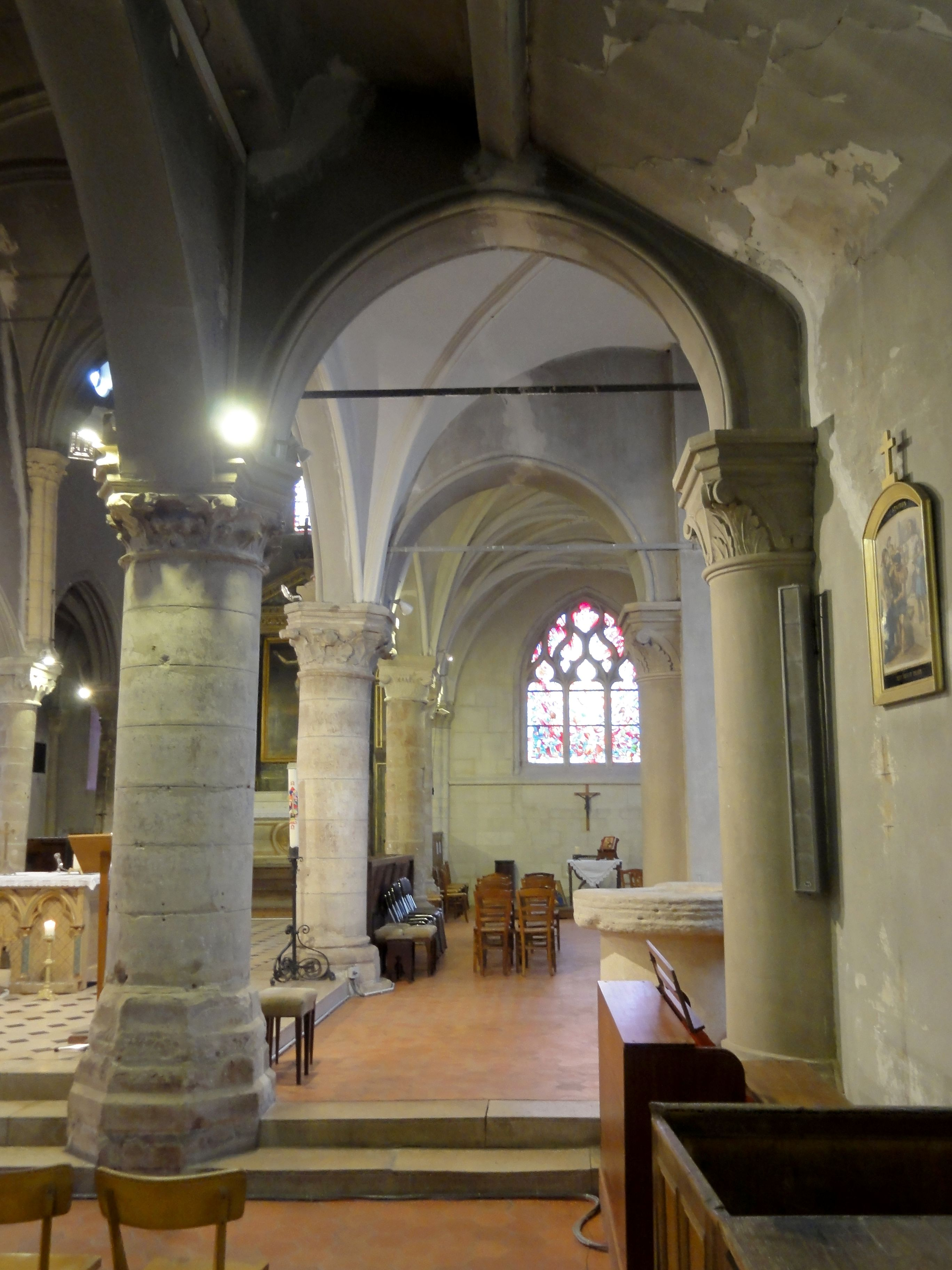
Bas-côté sud, vue dans le collatéral du chœur.

#### Base du clocher

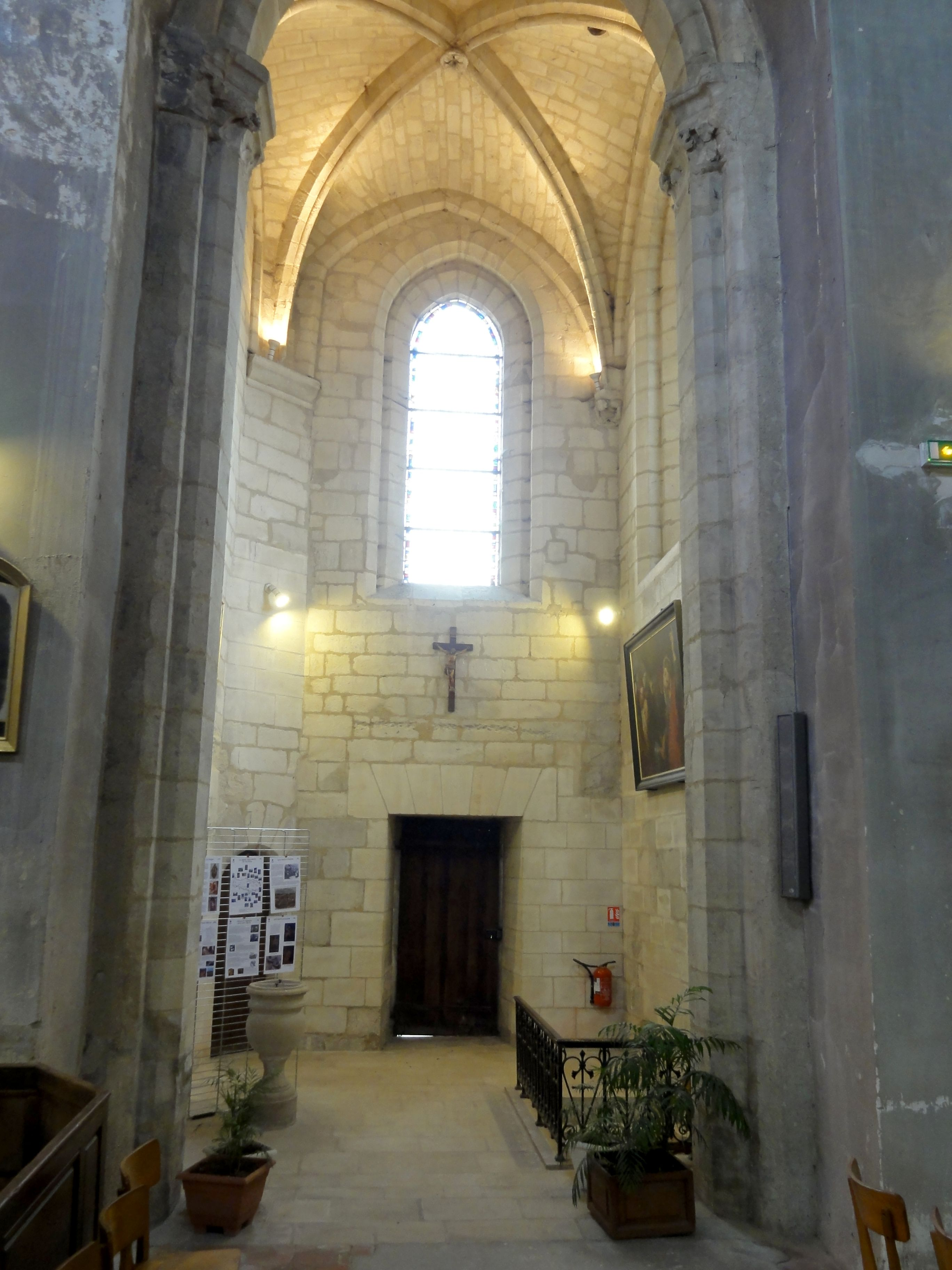
Vue dans la base du clocher.

L'arcade en plein cintre ménagée dans le mur nord devant la base du clocher n'était qu'un arc de décharge au début du XXe siècle, mais il est possible qu'elle fut initialement ouverte. L'on note toutefois qu'elle ne doit pas être contemporaine de la base du clocher : En effet, le clocher possède au sud de sa base une arcade en tiers-point qui lui est propre, et qui n'est pas solidaire avec le mur de la nef. Elle est à double rouleau, et son rang de claveaux supérieur est presque entièrement caché par l'arcade de la nef, si l'on regarde depuis la nef. L'arcade du clocher retombe sur des impostes, moulurés d'une plate-bande, d'un cavet, d'un boudin suivi d'un quart-de-rond, et d'un filet. Les chapiteaux ou frises que l'on voit en dessous ne concordent pas avec la description fournie par Albert Besnard, qui cite une feuille de chardon ou de chou très fouillée. De petites feuilles groupées deux par deux se profilent à l'angle nord-ouest de l'imposte oriental de l'arcade ; sinon, l'on voit notamment des feuilles très stylisées, dont les extrémités supérieures se recourbent en bourgeons ou crochets, ce qui évoque plutôt le XIIIe siècle ou le XIVe siècle que le XVIe siècle. Le XIIIe siècle serait justement la période des hautes fenêtres en tiers-point, à lancette unique, qui s'ouvrent dans les murs du nord et de l'est. Ces fenêtres sont entourées d'une double archivolte biseautée, ce qui a fourni à Albert Besnard leur datation. L'arcade au sud du clocher présente un profil analogue, ce qui s'oppose, tout comme la sculpture, à la datation de la période flamboyante. Et puisque les sommets des fenêtres se rapprochent des lunettes de la voûte, qui se situe au niveau du sommet du mur de la nef, l'hypothèse d'un exhaussement de la base du clocher avancée par Albert Besnard ne paraît pas concluante. Les murs ne sont plus enduits, et l'appareil en gros moellons bien retaillés affleure : il devient ainsi visible qu'ils sont parfaitement homogènes, et ne laissent pas voir de traces d'arcades bouchées vers le bas-côté, dont l'existence ancienne a été supposée par Besnard.
Les ogives de la voûte présentent un profil composé d'un bandeau aux flanc plats et à la face profilée en arête, sur lequel un fin tore aplati en profil d'amande a été posé. Ce n'est pas le profil prismatique mentionné par Albert Besnard. La clé de voûte est une petite rosace composée de quatre feuilles assez naturalistes. Les ogives retombent sur de petits culots non sculptés près de l'arcade vers la nef ; sur un massif de maçonnerie qui occupe cet angle de la travée, au nord-ouest ; et sur un cul-de-lampe représentant un buste d'homme dans l'angle nord-est. Albert Besnard se souvient de personnages grotesques à la retombée de toutes les ogives, et se trompe pour une nouvelle fois. Les formerets ne sont que des simples rangs de claveaux non moulurés. Il faut conclure que l'analyse de la base du clocher n'a pas encore été menée avec le soin nécessaire, et que la datation du XVIe siècle paraît nettement trop avancée. Étant donné les différentes observations faites, ainsi que l'indication sur l'ordre de démolition supposé du clocher de 1359 fournie par l'abbé Lebeuf, il semble plus raisonnable de dater la base du clocher des années 1360/1370. Cette période n'a pas laissé un style bien affirmé dans la région, car l'activité constructrice fut réduit à un minimum, et les références se font rares. Le style de la base du clocher est assez rustique, avec une mouluration qui se limite aux ogives et aux impostes de l'arcade vers la nef, et seulement deux chapiteaux et frises et un cul-de-lampe sculptés, mais des formerets nus, des arcades et archivoltes doublement biseautés et non moulurées, et des culots non sculptés. Si le petit atlante est conforme au style flamboyant, le reste ne l'est pas. D'autre part, le XIIIe siècle, ou tout au moins la période de construction de la nef, paraissent également peu plausibles, car l'on n'aurait pas bâti deux arcades différentes, se superposant l'une à l'autre. C'est pourtant le XIIIe siècle que retiennent les études les plus récentes menées par l'archéologue Philippe Bilvès et l’historien d'art Mathieu Lours ainsi que l'étude préalable de diagnostic de l'architecte en chef des monuments historiques, Pierre-André Lablaude.

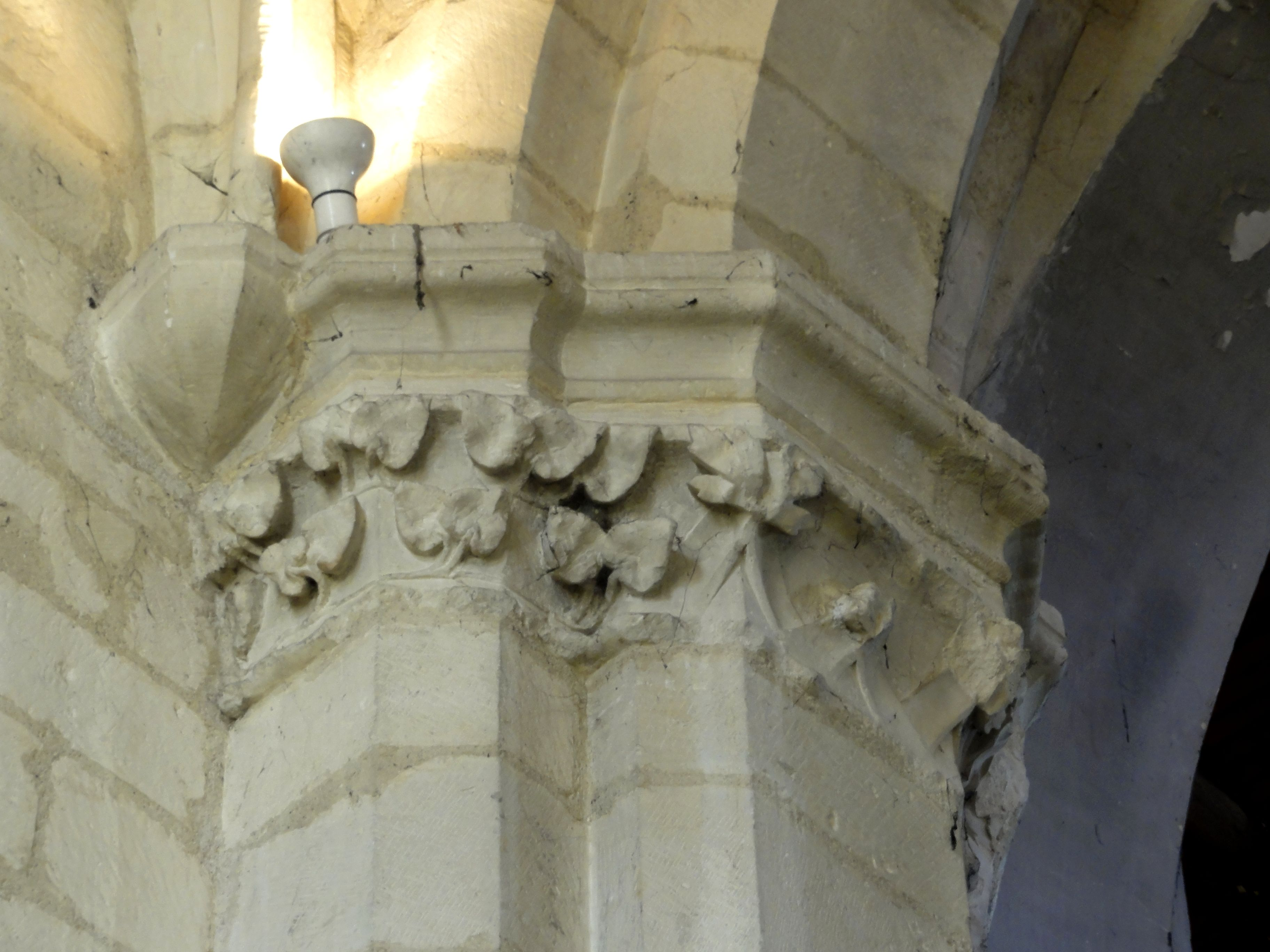
Culot et imposte avec frise à l'est de l'arcade.
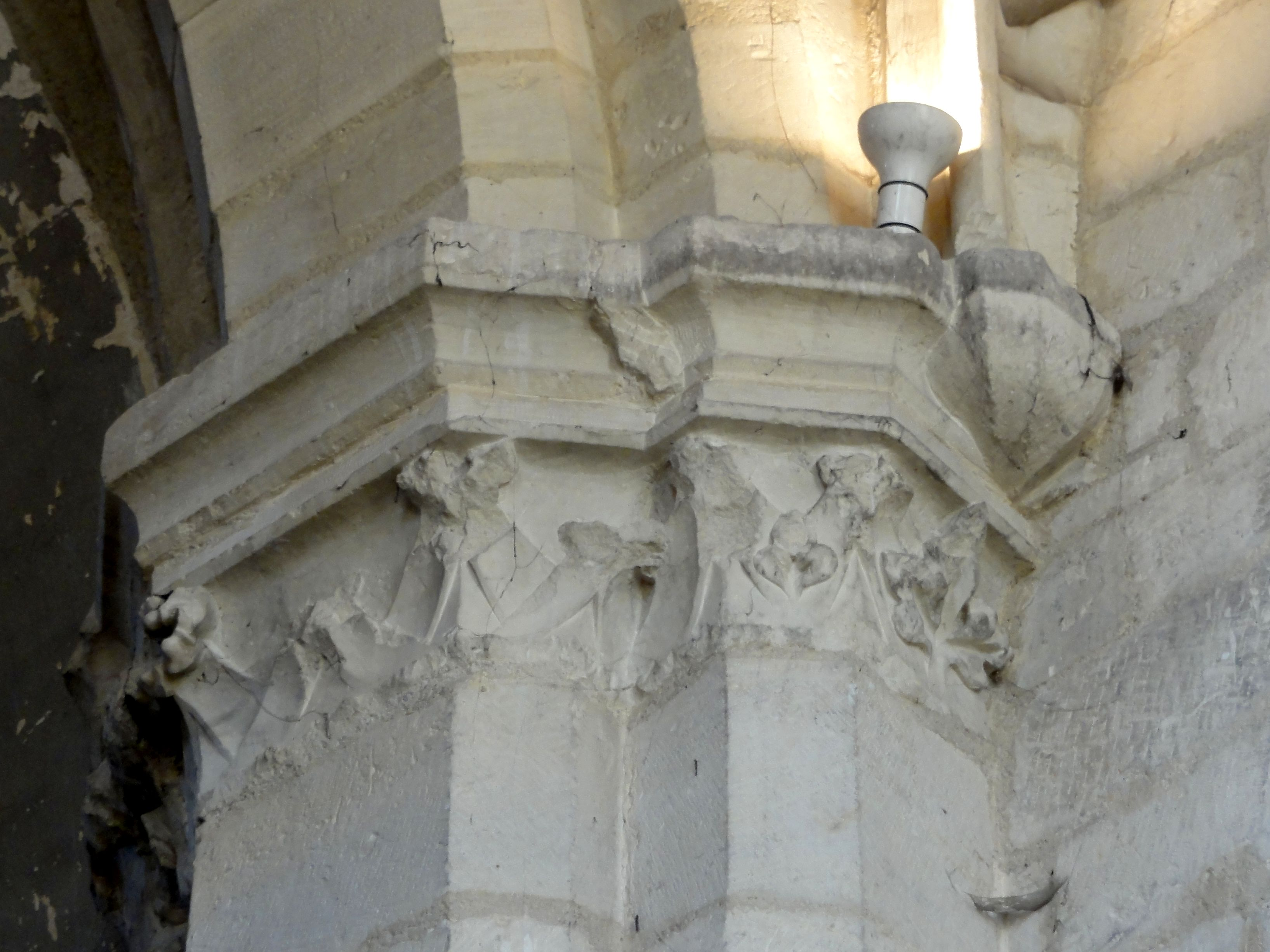
Imposte avec frise et culot à l'ouest de l'arcade.
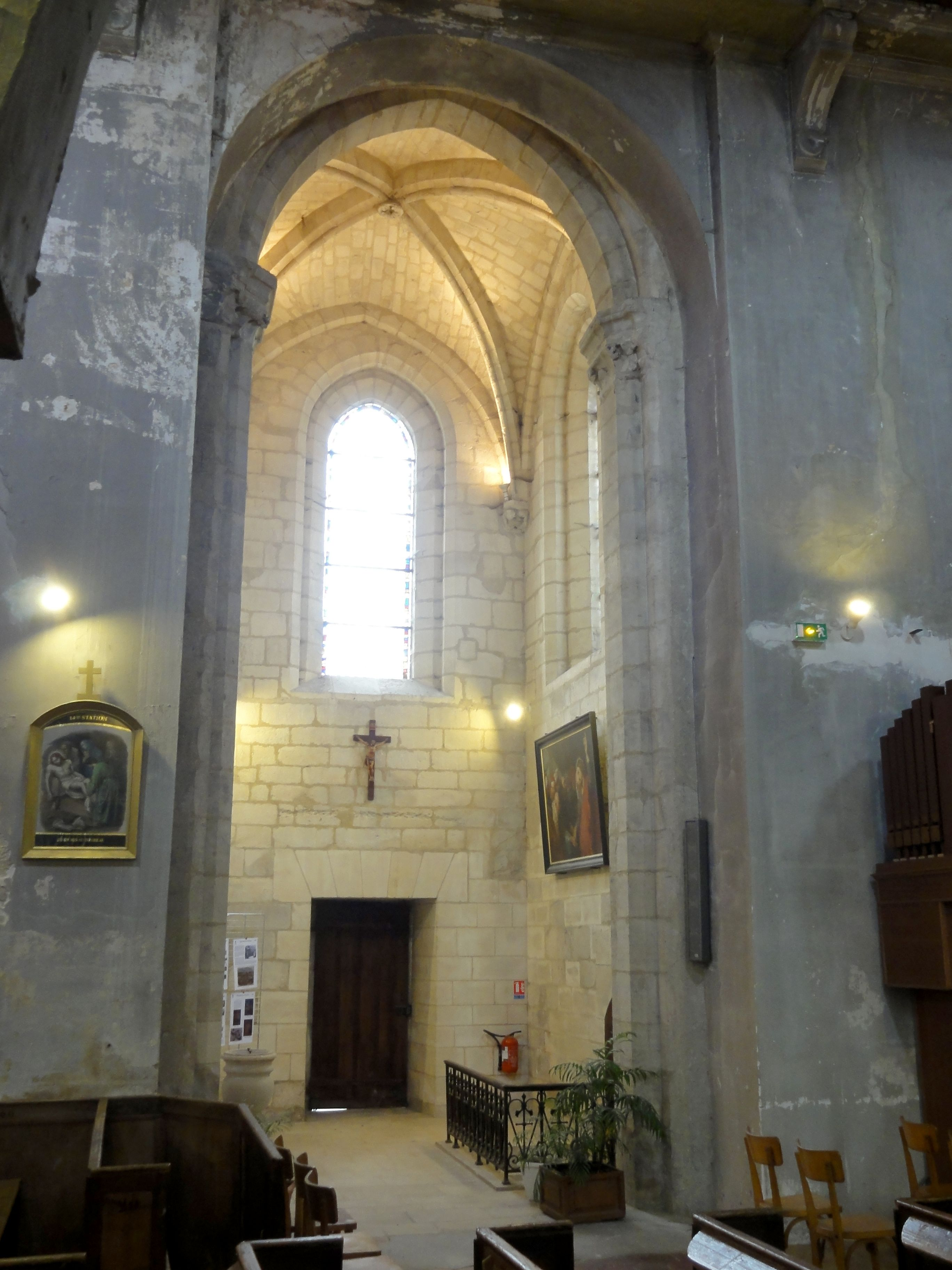
Vue dans la base du clocher depuis la nef.
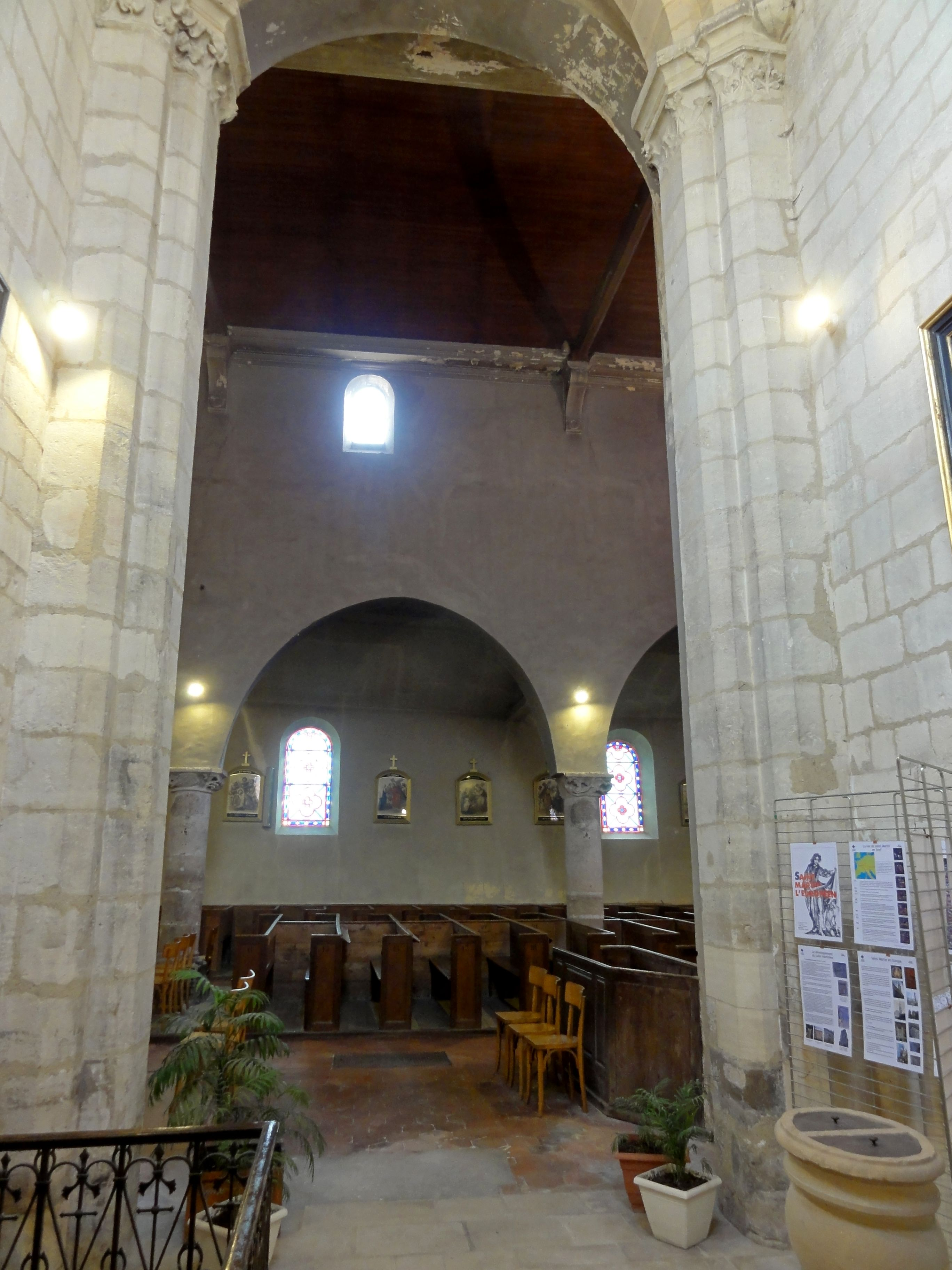
Base du clocher, vue vers le sud, dans la nef.
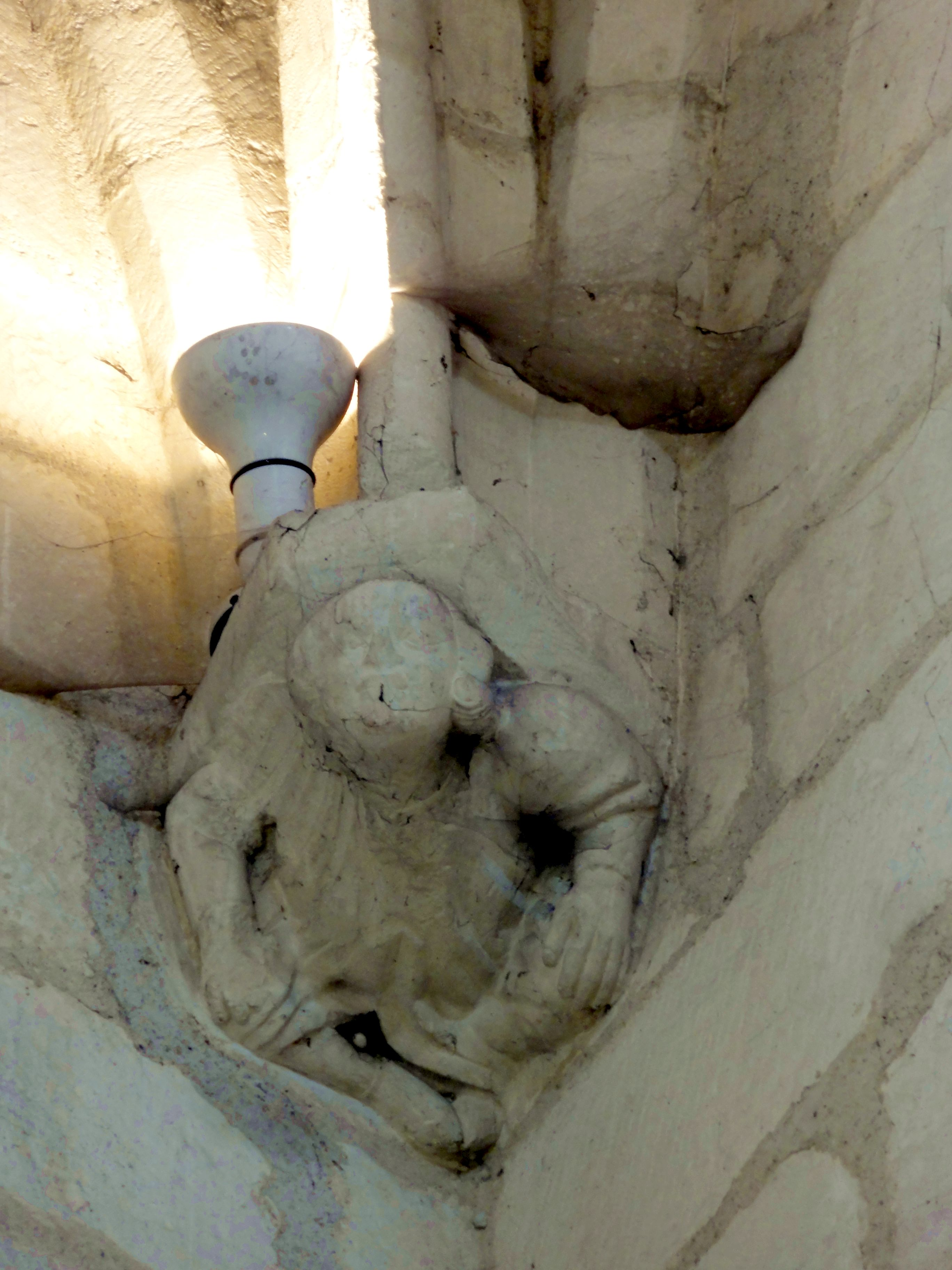
Cul-de-lampe dans l'angle nord-est.
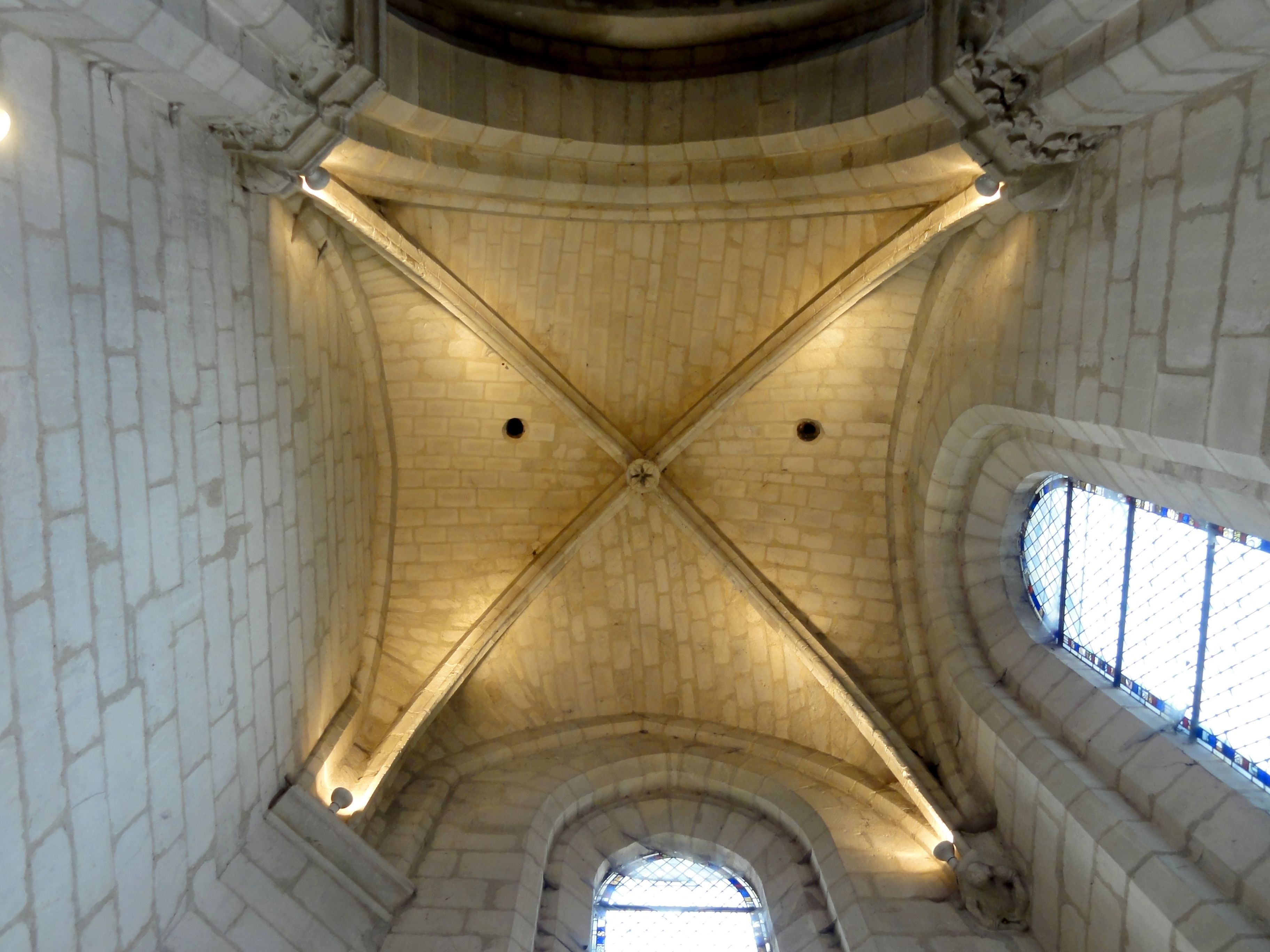
Voûte de la base du clocher.

#### Chœur

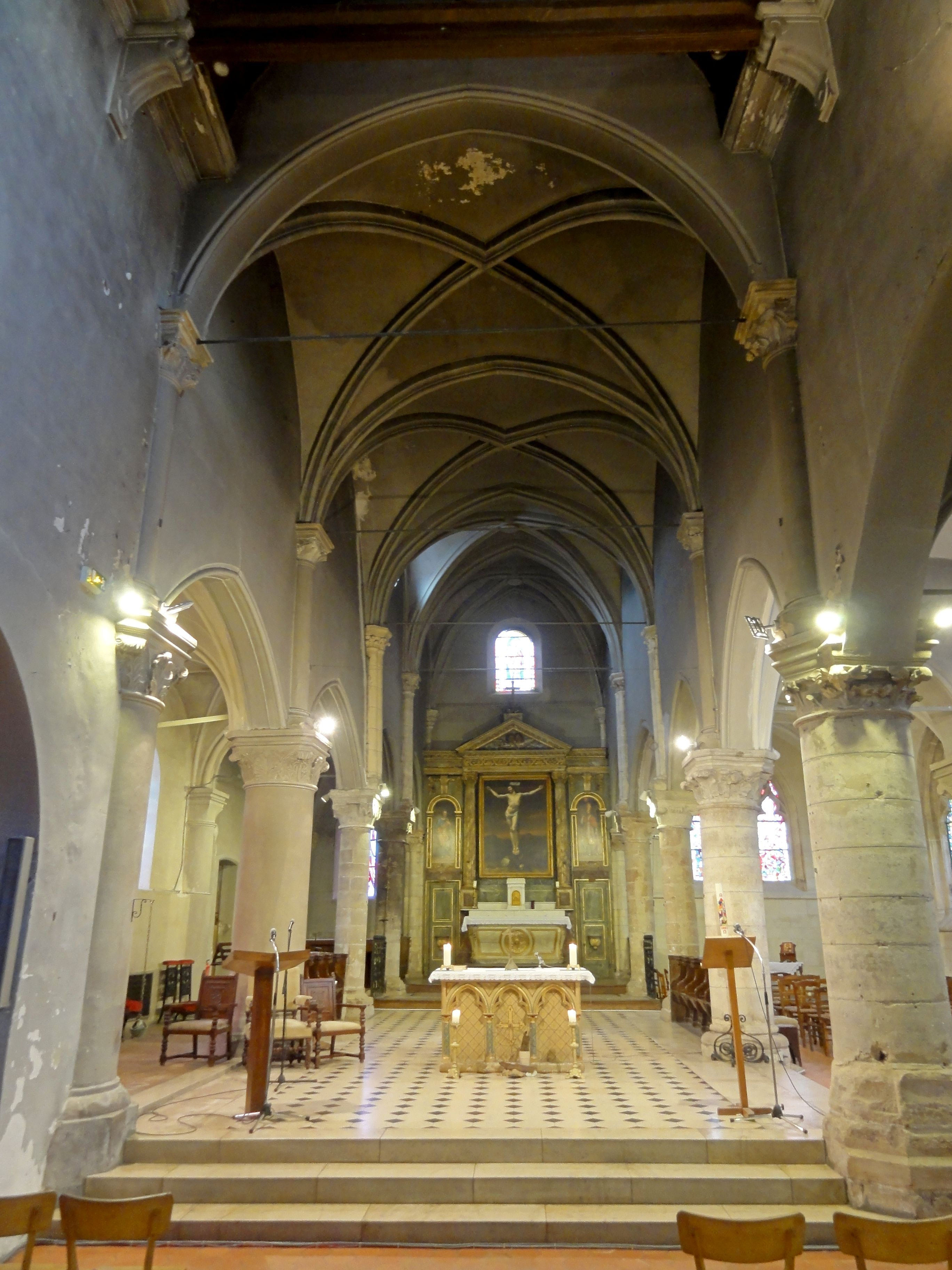
Chœur, vue vers l'est.

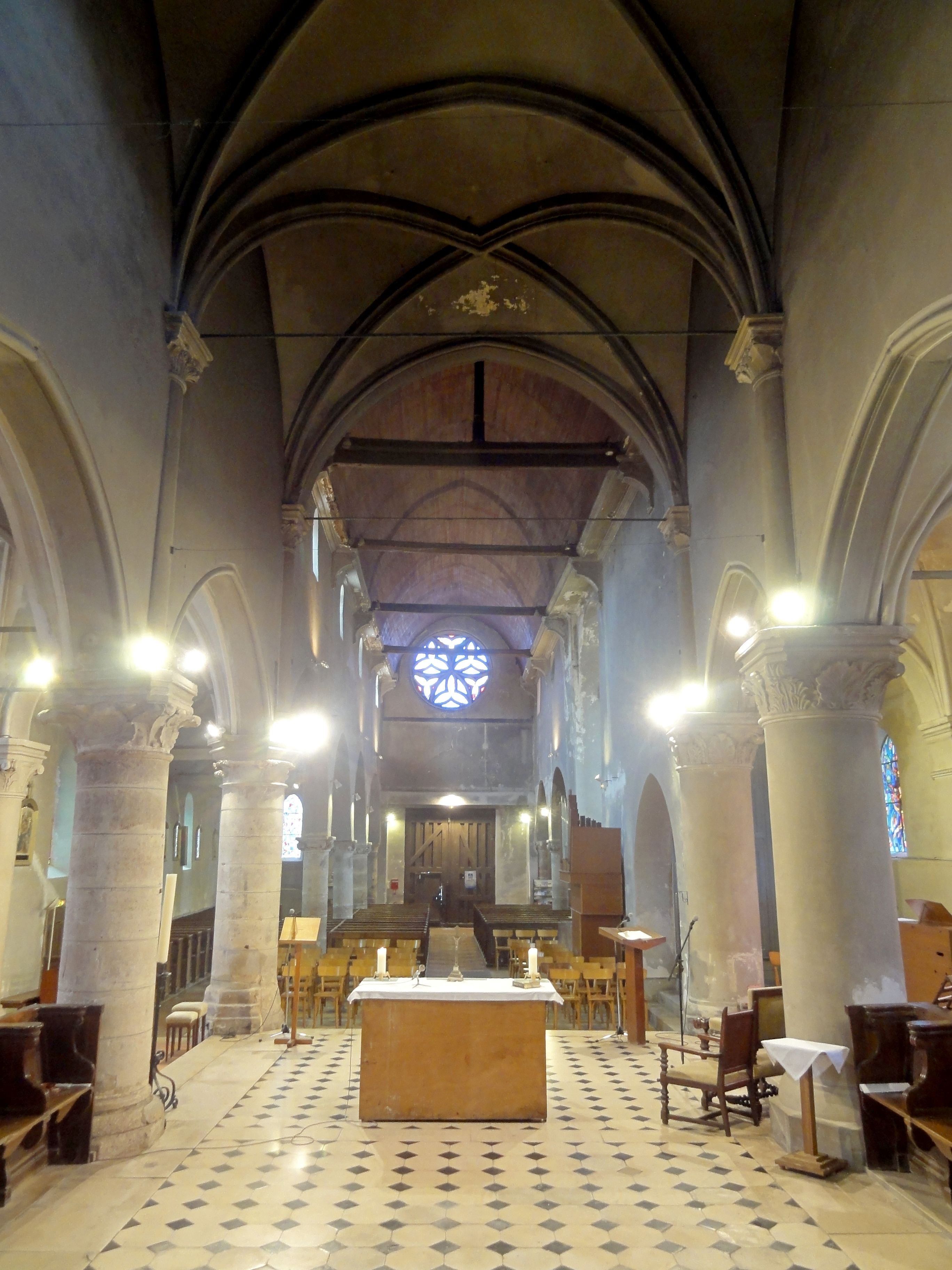
Chœur, vue vers l'ouest.

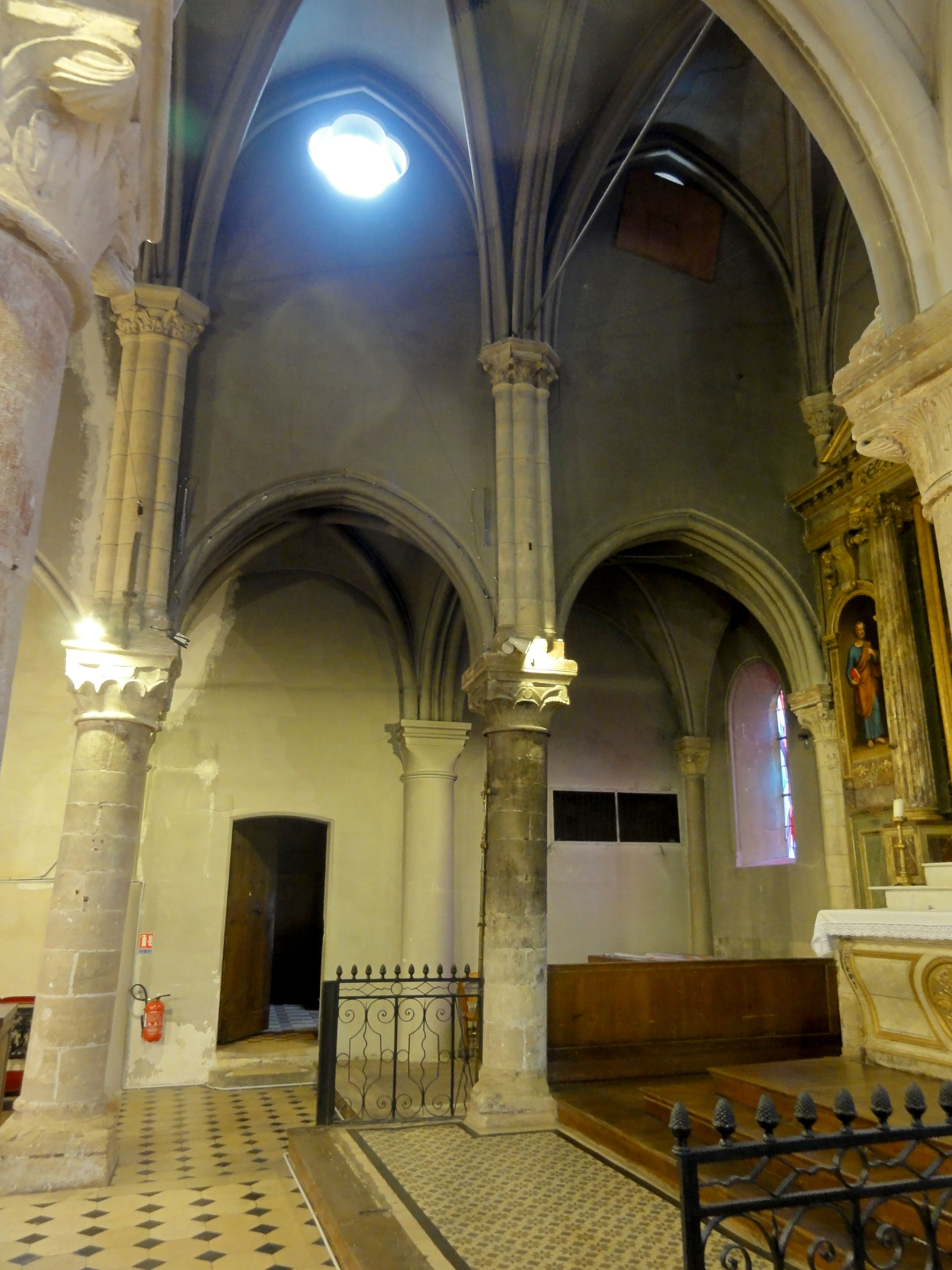
Dernières travées, élévation nord (dernier quart XIIe siècle).

La distinction architecturale entre nef et chœur reflète toujours la subdivision entre l'espace réservé aux fidèles et l'espace liturgique. Le chœur est nettement plus sombre que la nef, car presque sans fenêtres, et l'homogénéité n'est guère plus grande que dans la nef, même si les grandes arcades du nord et du sud sont analogues, à l'exception des chapiteaux. Ceux-ci appartiennent à quatre époques différentes (deux seulement dans la nef), bien que le chœur ne soit issu que de deux campagnes de construction : en effet, un unique chapiteau de la seconde campagne ne subsiste, celui du pilier entre la première et la seconde travée, côté sud. Comme déjà signalé, le chapiteau précédent ne date que de la fin du XIIIe siècle, voire du début du XIVe siècle, et les deux chapiteaux leur faisant face au nord ne datent que de 1891. Les deux campagnes de construction se différencient aussi par les supports du second ordre, le voûtement et la profondeur des travées, qui est nettement plus importantes dans les deux premières travées, plus récentes (respectivement 4,25 m et 4,40 m comparés à 3,15 m). Au sein même de la seconde campagne, il y a une irrégularité, car le tracé des arcs de la première grande arcade au nord et au sud est tronqué. Finalement, seules les deux dernières travées, plus anciennes, possèdent des fenêtres hautes, mais seulement du côté nord, et ce ne sont que des oculi quatre-feuilles, dont l'un est de surcroit condamné. Ces fenêtres dateraient du XIXe siècle, et Albert Besnard n'a pas cherché dans les combles les traces d'anciennes fenêtres hautes, dont l'existence ne peut donc pas être affirmée avec certitude. Une petite baie s'ouvre également dans le mur occidental, au-dessus du retable du maître-autel, et comme le montrera l'examen extérieure, ne correspond en rien à la disposition primitive. Comme analogie avec la nef, l'on peut citer les piliers monocylindriques isolés des grandes arcades, mais celles-ci sont en arc brisé et moulurées : d'un méplat central entre deux baguettes dégagées dans les deux travées occidentales, et d'un tore aigu entre deux gros tores aux angles dans les deux travées orientales, mais au nord seulement : au sud, la reconstruction du collatéral n'a laissé en place que la moitié de la mouluration d'origine. L'assiette des tailloirs est suffisamment grande pour accueillir les colonnettes et nervures des voûtes, et le voûtement d'ogives était donc prévu d'emblée.
L'arc triomphal a le même profil que les grandes arcades des deux premières travées, alors que le premier arc-doubleau adopte le profil des ogives des deux premières travées. C'est un tore très proéminent entre deux cavets très ouverts. Ce profil n'existe pas ailleurs dans l'église. Elle est désormais réduite à la seconde travée, car la première n'a plus qu'une voûte factice en bois. Il n'y a pas de formerets. Les ogives et doubleaux retombent sur les tailloirs de chapiteaux dont les grosses colonnes sont aux trois quarts engagés dans le mur, et donc peu saillantes ; c'est une disposition qui n'est pas courante dans la région. Les chapiteaux sont à feuilles striées, et les tailloirs sont carrés. — Les deux doubleaux qui suivent, qui séparent le second de la troisième et la troisième de la quatrième travée, sont au profil de deux tores aux angles, dégagés par des cavets, les deux cavets inférieurs étant séparés par un filet. Le profil des ogives est ici de deux tores séparés par une gorge concave, comme à Beaumont-sur-Oise. Des formerets n'existent qu'au nord des deux dernières travées, de la première campagne, et au droit du chevet. Ogives, doubleaux et formerets retombent sur des faisceaux de trois colonnettes accolées, celle du centre étant légèrement proéminent. Les corbeilles des chapiteaux sont également sculptées d'un seul bloc, ainsi que les tailloirs ; ceux qui correspondent aux ogives sont orientées en leur direction. Des dispositions semblables se trouvent à Santeuil. Ces supports caractéristiques de la période 1175-1225 environ ont été restaurés à la fin du XIXe siècle, mais restent authentiques, sauf le premier groupe au nord. — Les supports engagés dans le mur du chevet répondent à un système comparable, mais évidemment, seules les colonnettes correspondant aux ogives de la nef montent jusqu'en haut, et le plan de leurs chapiteaux est d'un quart d'octogone. Les chapiteaux sont ici à feuilles striées, et les tailloirs se composent, de bas en haut, d'un tore, d'une scotie, d'un quart-de-rond et de listels très étroits.
Le pilier au début des grandes arcades du nord est engagé dans le mur qui forme la dernière arcade de la nef, depuis que celle-ci a été refaite à une époque indéterminée. Le chapiteau de 1891 présente une composition de feuillage différente sur chaque face, avec des crochets de feuilles d'acanthe aux angles. Hormis un emblème complètement déplacé sur un chapiteau voulant imiter le style du XIIIe siècle, côté nord, il semble être une réplique parfaite de l'ancien. Le fût est un peu plus gros que les autres ; la base est moderne. Le premier pilier libre au nord est analogue, sauf que les arrangements végétaux du chapiteau diffèrent. C'est ici que l'on trouve la date de 1891. Le second pilier isolé du nord remonte à la première campagne de construction, soit au dernier quart du XIIe siècle, et est parfaitement authentique de la base jusqu'au tailloir. La base, sur plinthe carrée, se compose d'un gros tore aplati, d'une scotie étroite et profonde, d'un listel proéminent, et d'un petit tore supérieur. Elle est flanquée de griffes striées. Le chapiteau semble être l'œuvre d'un artisan malhabile, et présente des feuilles tout juste esquissées. Le troisième pilier du nord est également authentique, et possède une base analogue, mais moins bien conservée. Le chapiteau est sculpté d'une feuille striée par angle, et une feuille striée par face, avec, en guise de volutes, une petite feuille au-dessus de chaque autre. — Au sud, le pilier au début des grandes arcades, de la fin du XIIIe siècle, possède une base octogonale avec quatre ressauts en biseau. La corbeille du chapiteau est circulaire, de faible hauteur, et décorée de crochets effilés et maigres. Elle présente une extension vers l'ouest, ainsi que le tailloir, afin de recevoir la dernière grande arcade de la nef, qui retombe toutefois à un niveau trop bas pour pouvoir en profiter. Le tailloir est sinon de plan hexagonal. Le premier pilier isolé du sud a une base moderne, et porte un chapiteau assez remarquable de la première moitié du XIIIe siècle, représentant des feuilles de chêne. Le second pilier libre du sud présente une base à tore déprimé, reliée à sa plinthe carrée par des griffes de larges feuilles enroulées sur les côtés. Le chapiteau est garni de volutes vigoureusement accusées et de feuilles se repliant en coquille ; c'est également une création remarquable, qui, elle, remonte à la première campagne de construction. Puis, le troisième pilier du sud possède une base identique, mais mieux conservée, et le chapiteau met en scène des feuilles striées, comme son homologue au nord, et comme les chapiteaux engagés dans le mur du chevet. Là-encore, les études récentes de Philippe Bilvès, Mathieu Lours  et Pierre-André Lablaude apportent un regard neuf sur la reconstruction du chœur de l'église de Cormeilles aux XIIe et XIIIe siècles.

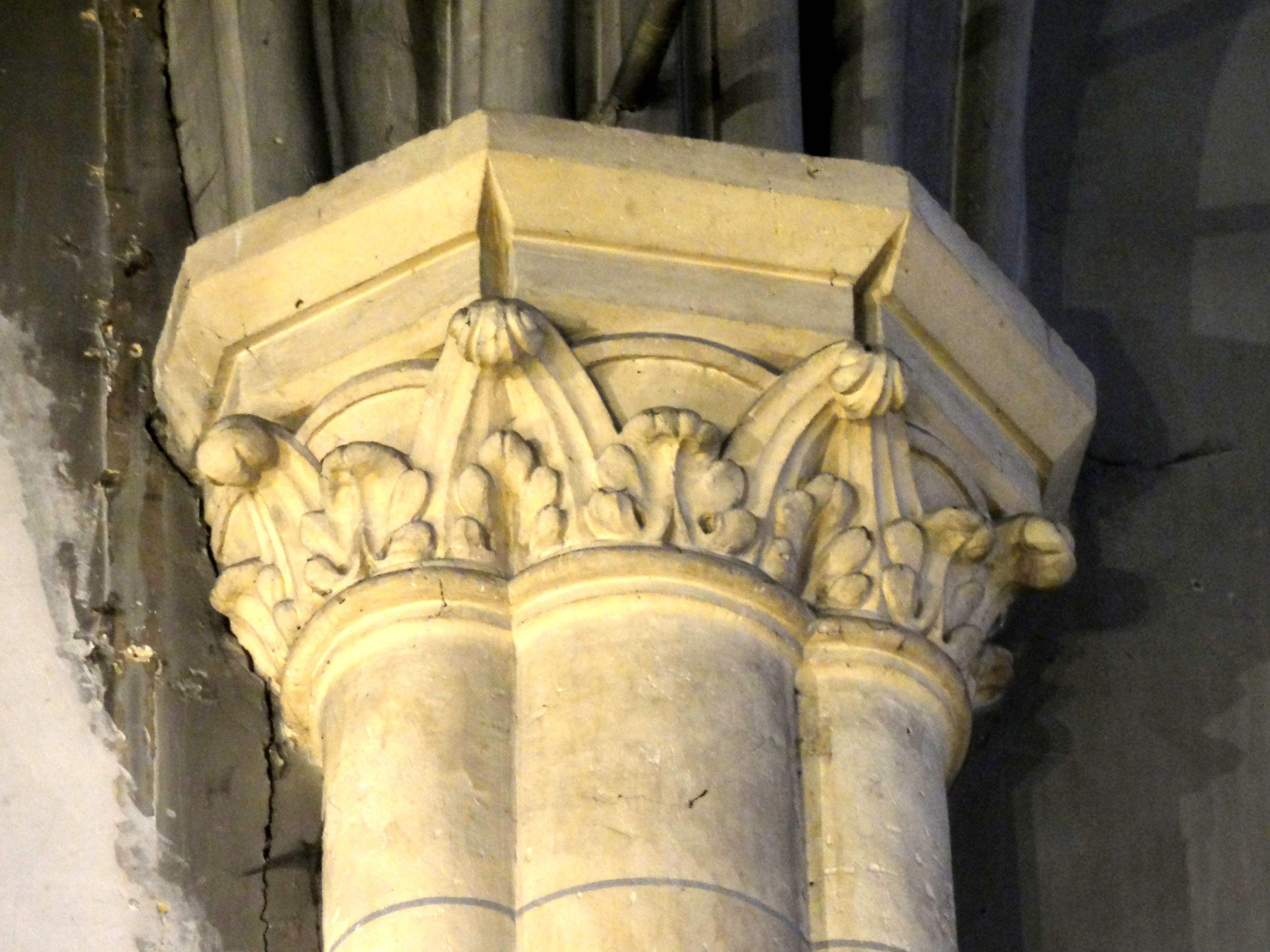
Chapiteaux du 2e ordre des deux derniers doubleaux.
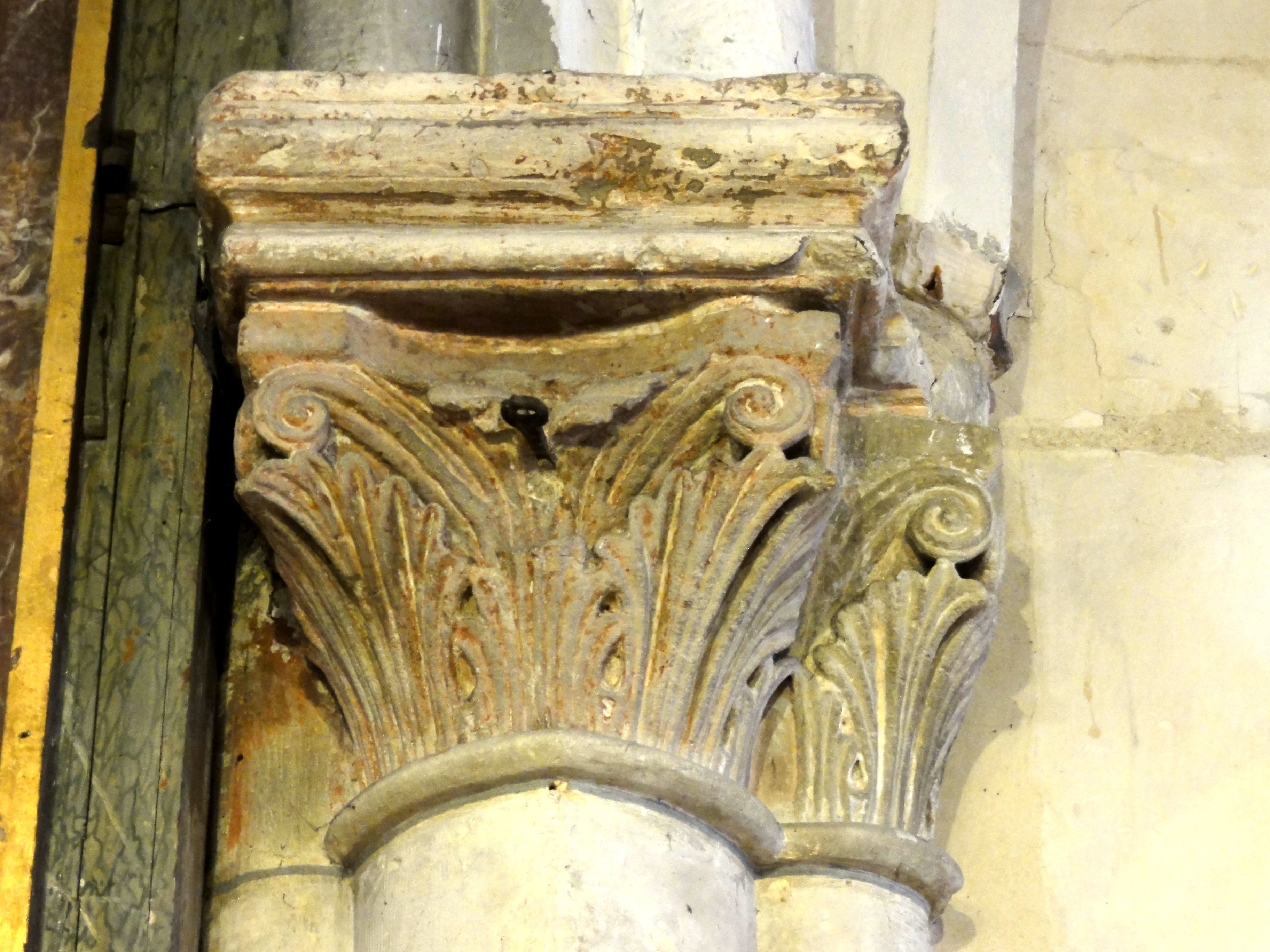
Chapiteaux à la fin des grandes arcades du sud.
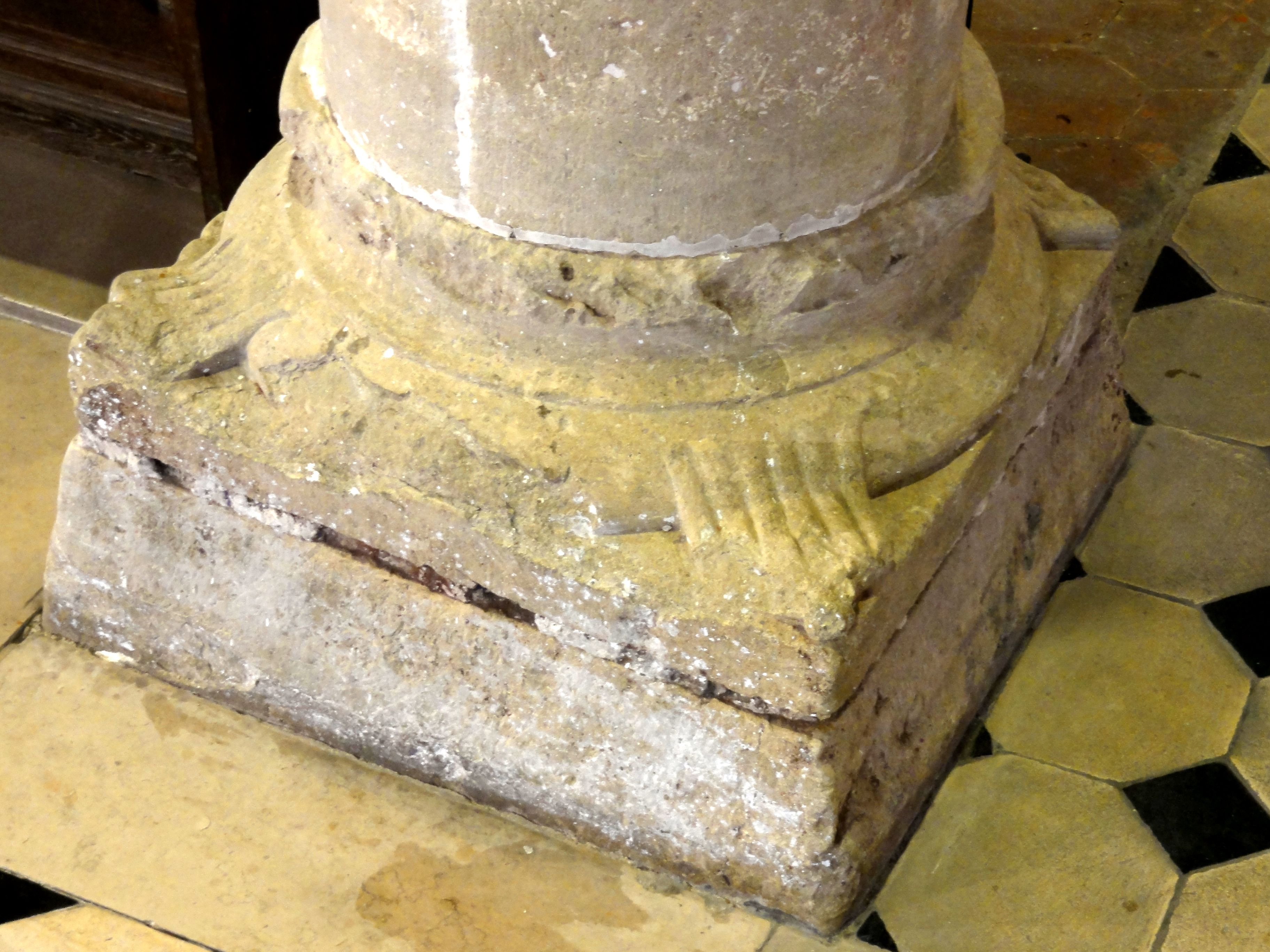
Base du 4e pilier du nord (4e quart XIIe siècle).
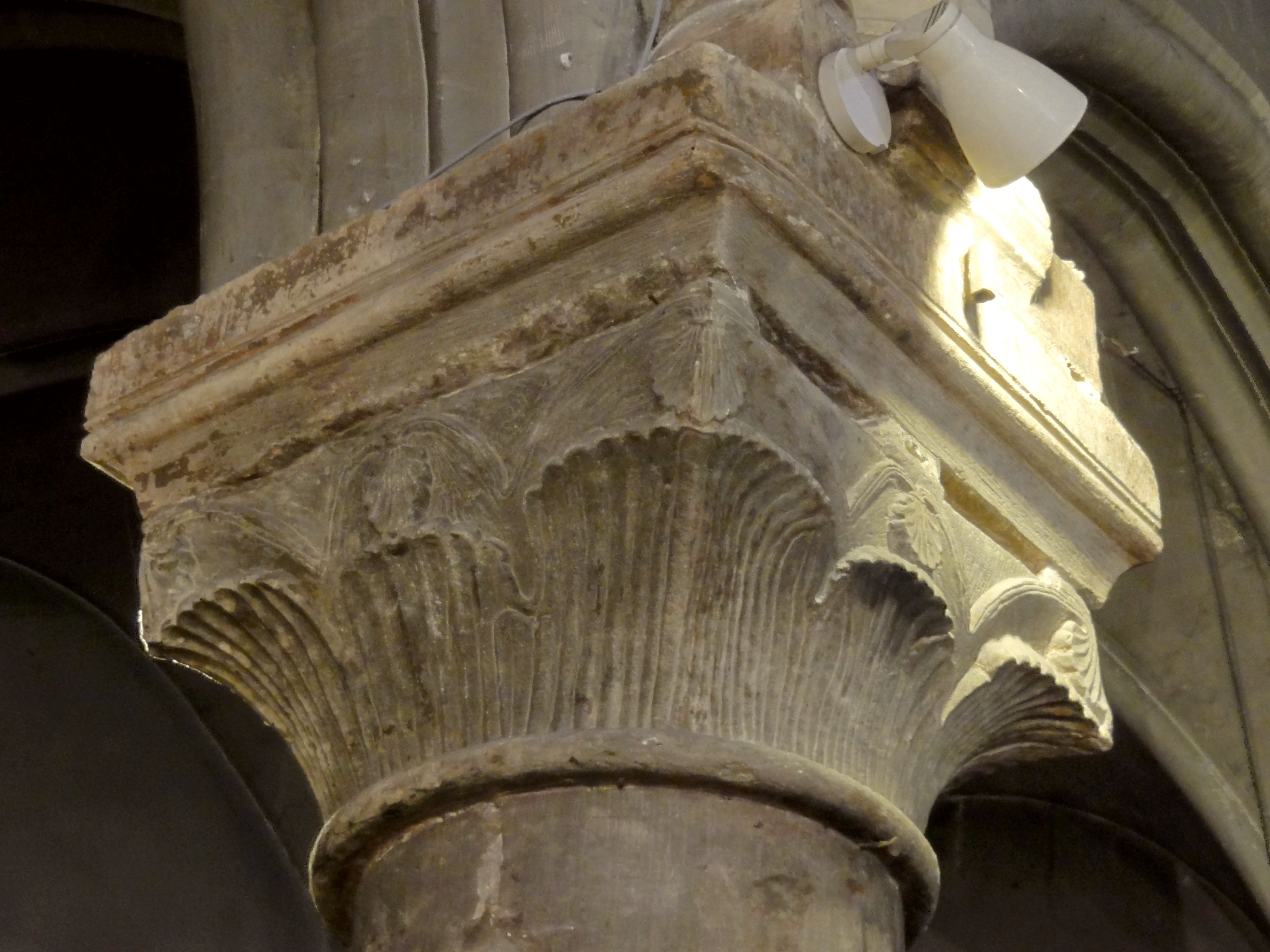
Chapiteau du 4e pilier du nord (4e quart XIIe siècle).
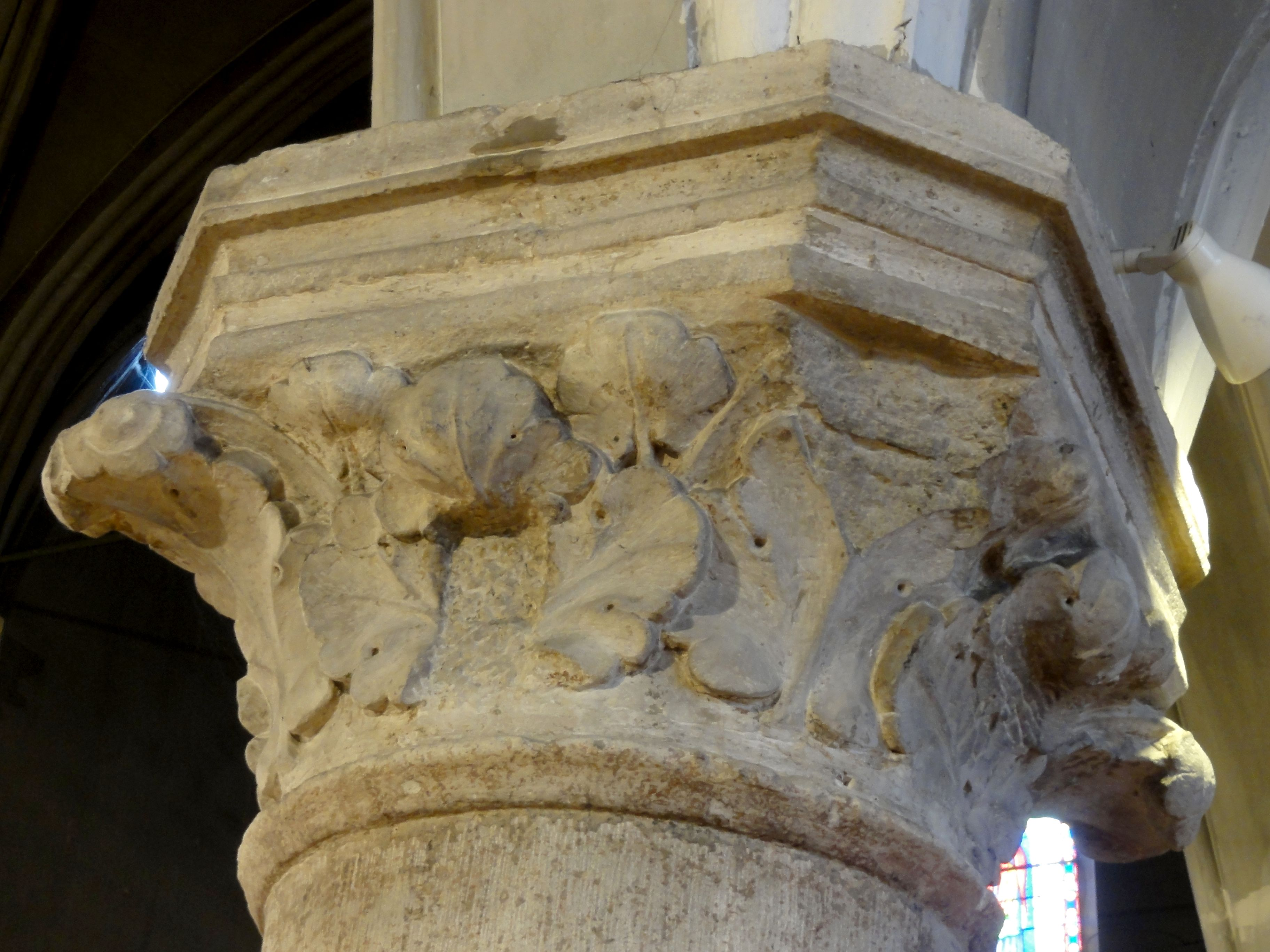
Chapiteau du 2e pilier du sud (1re moitié XIIIe siècle).
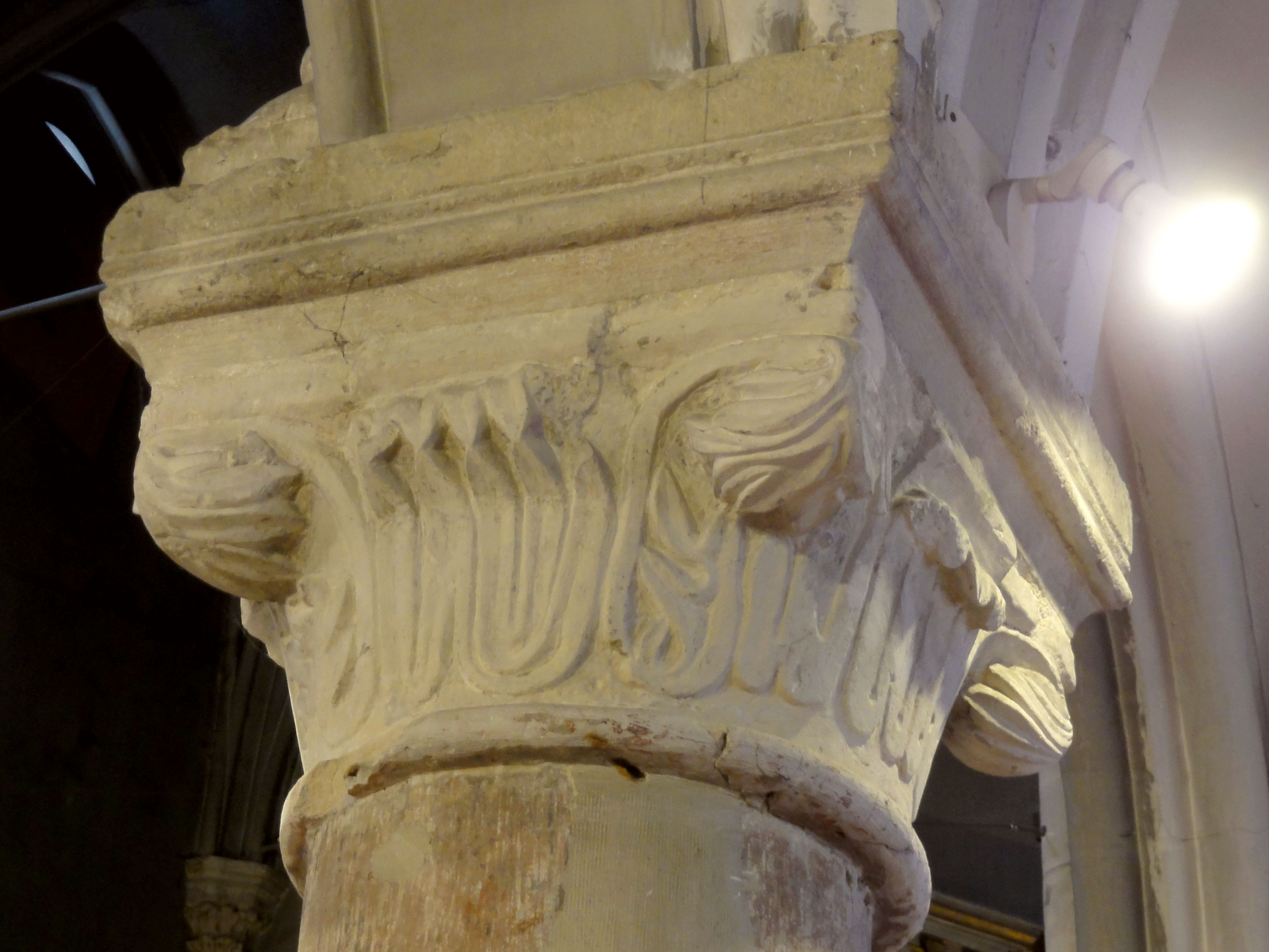
Chapiteau du 3e pilier du sud (4e quart XIIe siècle).

#### Collatéraux du chœur

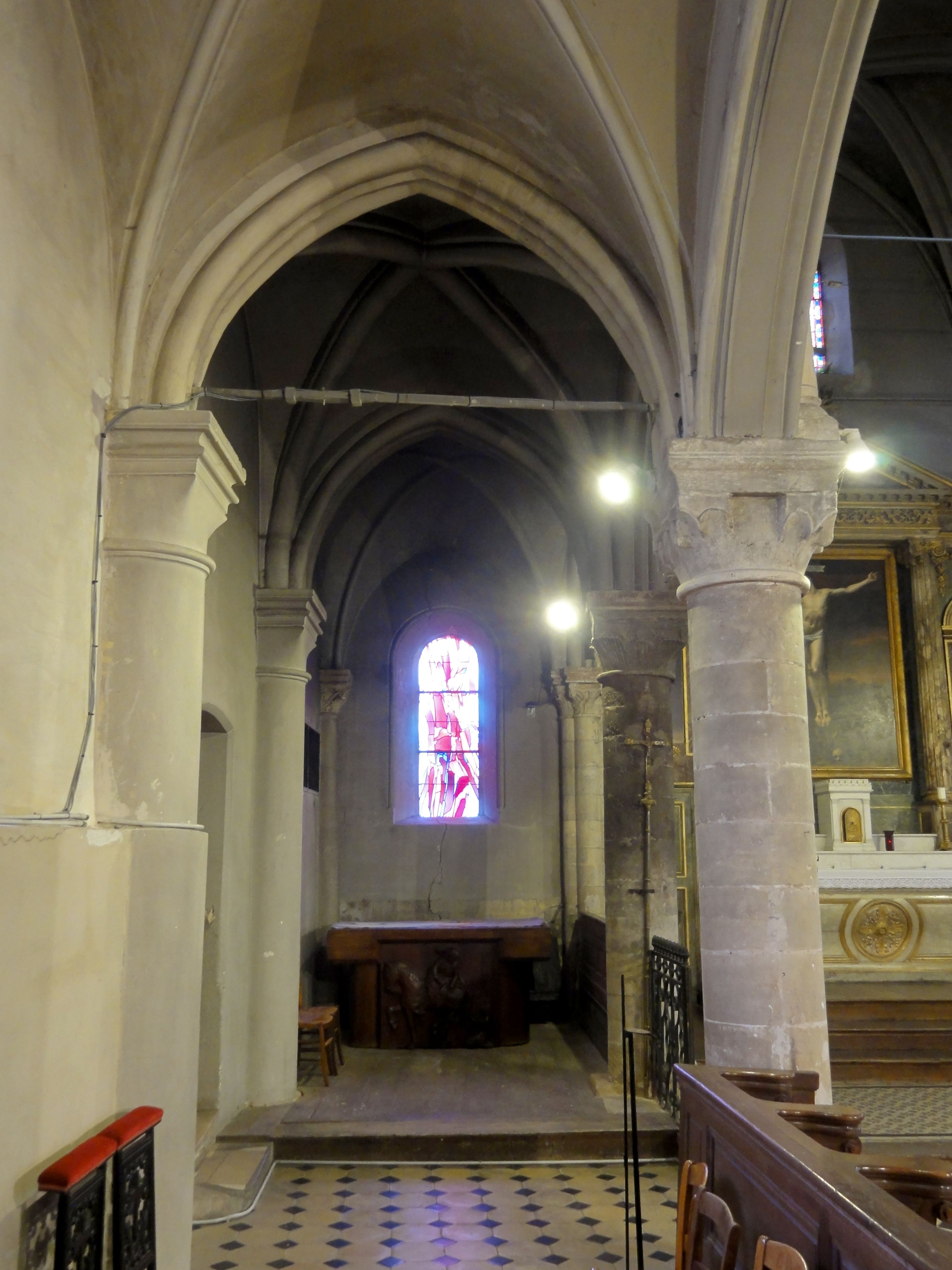
Collatéral nord, vue vers l'est.

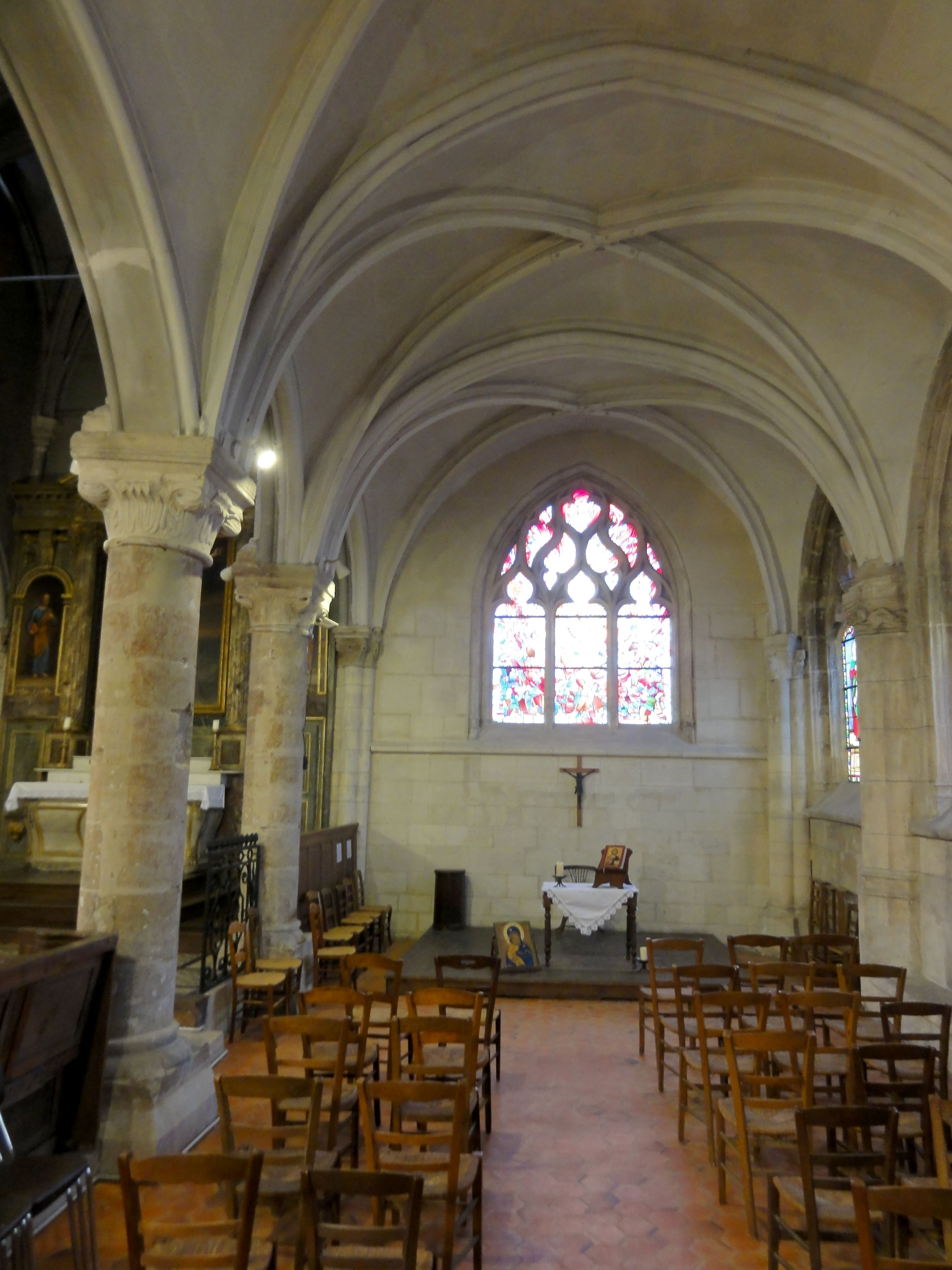
Collatéral sud, vue vers l'est.

Le collatéral nord du chœur est étroit et sombre, et a été défiguré par des restaurations maladroites ou non menées à terme. Il n'est intéressant que sous deux aspects : sa largeur donne une indication sur la configuration du collatéral sud avant sa reconstruction flamboyante, et sa troisième travée conserve une voûte d'ogives fort ancienne. Ses ogives sont au profil d'un gros tore, comme on le rencontre dès le second quart du XIIe siècle, par exemple à Béthisy-Saint-Pierre, Luzarches, Marolles, Nesles-la-Vallée, Morienval et Saint-Martin-des-Champs. Cette voûte pourrait dater du milieu du XIIe siècle, mais dans ce cas, la construction de l'église aurait connu une interruption après l'achèvement des deux dernières travées du bas-côté nord, à moins que la datation actuelle de la première campagne de construction ne soit trop avancée. Des voûtes identiques se trouvent en tout cas dans la crypte.
Les trois autres voûtes du collatéral nord, même dans la dernière travée, présentent toutes le même profil d'un mince tore, et devraient remonter au XIIIe siècle. L'on peut s'interroger si elles ont toutes les trois été refaites, ou seulement la dernière voûte ; c'est une réfection dont les circonstances sont aussi mal déterminées que pour le chapiteau au début des grandes arcades au sud du chœur. En tout cas, le profil n'apparaît pas ailleurs dans l'église. Quant aux supports du collatéral nord, ils ont tous été refaits. Les deux piliers engagés de la seconde campagne de construction ont cédé la place à des pilastres avec des chapiteaux aux corbeilles nues, et les deux piliers suivants portent également des chapiteaux non sculptés. Dans l'angle nord-est, le chapiteau est une imitation réussie du style de la seconde moitié du XIIe siècle, et date du XIXe siècle. Les fenêtres septentrionales de la seconde campagne de construction ont été refaites au XIXe siècle, et les deux suivantes sont bouchées depuis l'adjonction de la sacristie.
La première travée du collatéral sud est déjà plus large que le bas-côté de la nef, mais bien que les travées suivantes le soient aussi, l'arcade séparant cette première travée de la seconde n'est pas plus large que celle vers le bas-côté. Elle est par ailleurs moulurée de la même façon. Ainsi, un renfoncement est formé du côté sud, mis à profit pour la pose de boiseries. La travée prend donc le caractère d'une chapelle, qui est aujourd'hui la seconde chapelle baptismale. Elle est dédiée à saint Joseph. La clé de voûte du XVIe siècle présente deux anges portant un écusson, sur lequel figurent trois fleurs de lys. Albert Besnard n'exclut pas qu'un membre de la famille royale ait financé la chapelle, mais l'on n'en sait pas davantage. La voûte aux nervures prismatiques était du XVIe siècle, mais a été refaite au XXe siècle en bois et plâtre. Au nord, les ogives retombent sur les chapiteaux des grandes arcades, et dans les deux angles au sud, elles sont reçues par des culots moulurés. La fenêtre est pourvue d'un remplage assez simple influencé par la Renaissance, avec trois formes en plein cintre surmontées d'une accolade épurée encadrant un oculus. La datation de la chapelle pourrait paraître évidente, si les deux arcades vers le bas-côté et vers la travée suivante du collatéral n'étaient pas munies de chapiteaux néogothiques, qui imitent le style du milieu du XIIe siècle.
Les trois autres travées du collatéral sud forment un ensemble assez cohérent. La période flamboyante n'est toutefois pas la seule qui est présente. Le chapiteau dans l'angle sud-est occupait déjà l'emplacement analogue dans le collatéral primitif, et a été réutilisé en raison de son bon état de conservation. Les deux doubleaux intermédiaires sont au profil de deux tores séparés par une gorge, comme les ogives des deux dernières travées du vaisseau central. Ils proviennent du collatéral du dernier quart du XIIe siècle et ont été remontés lors de la reconstruction, avec emploi de claveaux supplémentaires taillés de la même façon. Puisque l'ancien collatéral était de largeur moindre, le tracé des doubleaux était plus aigu que nécessaire par rapport à la largeur actuelle, ce qui rendait les voûtes bombées, comme souvent au temps des premiers voûtements d'ogives. Ce ne semble plus être le cas actuellement. Les voûtes en pierre ont toutes été remplacées par des voûtes factices en bois, et il y a apparemment eu une incidence sur les doubleaux. Il n'y a pas de clés de voûte décorées, ce qui était déjà le cas avant la démolition des voûtes du XVIe siècle. Trois chapiteaux portés par des piliers ondulés existent au droit du mur méridional : l'un dans l'angle sud-ouest, et les autres à la retombée des doubleaux. Le premier représente un ange couché tenant un phylactère devant sa poitrine. Sur le second, deux anges couchés se font face et portent un écusson avec les armoiries de l'abbaye Saint-Denis, à savoir une croix. Le troisième chapiteau met en scène un homme et un chien pareillement couchés et affrontés, qui soutiennent un cercle avec deux espèces de bourgeons à la gauche, ce qui évoque un « D » calligraphié du XVe ou XVIe siècle. Il fait également référence à l'abbaye Saint-Denis, qui, en tant que principal décimateur de Cormeilles, avait financé la reconstruction du collatéral. Dans le département, l'on trouve des chapiteaux ou frises sur piliers ondulés d'une facture semblable au début de la nef de Méry-sur-Oise, dans le chœur de Presles, et dans les bas-côtés sud de Louvres et Viarmes. Autant que les chapiteaux, les fenêtres affichent le style flamboyant. Au sud, elles prennent appui sur le glacis d'un mur-bahut, et présentent un réseau de deux lancettes trilobées surmontées par des soufflets et mouchettes. Au chevet, le glacis manque, et la fenêtre est située plus haut. Elle est aussi plus large, et son remplage comporte une troisième lancette.

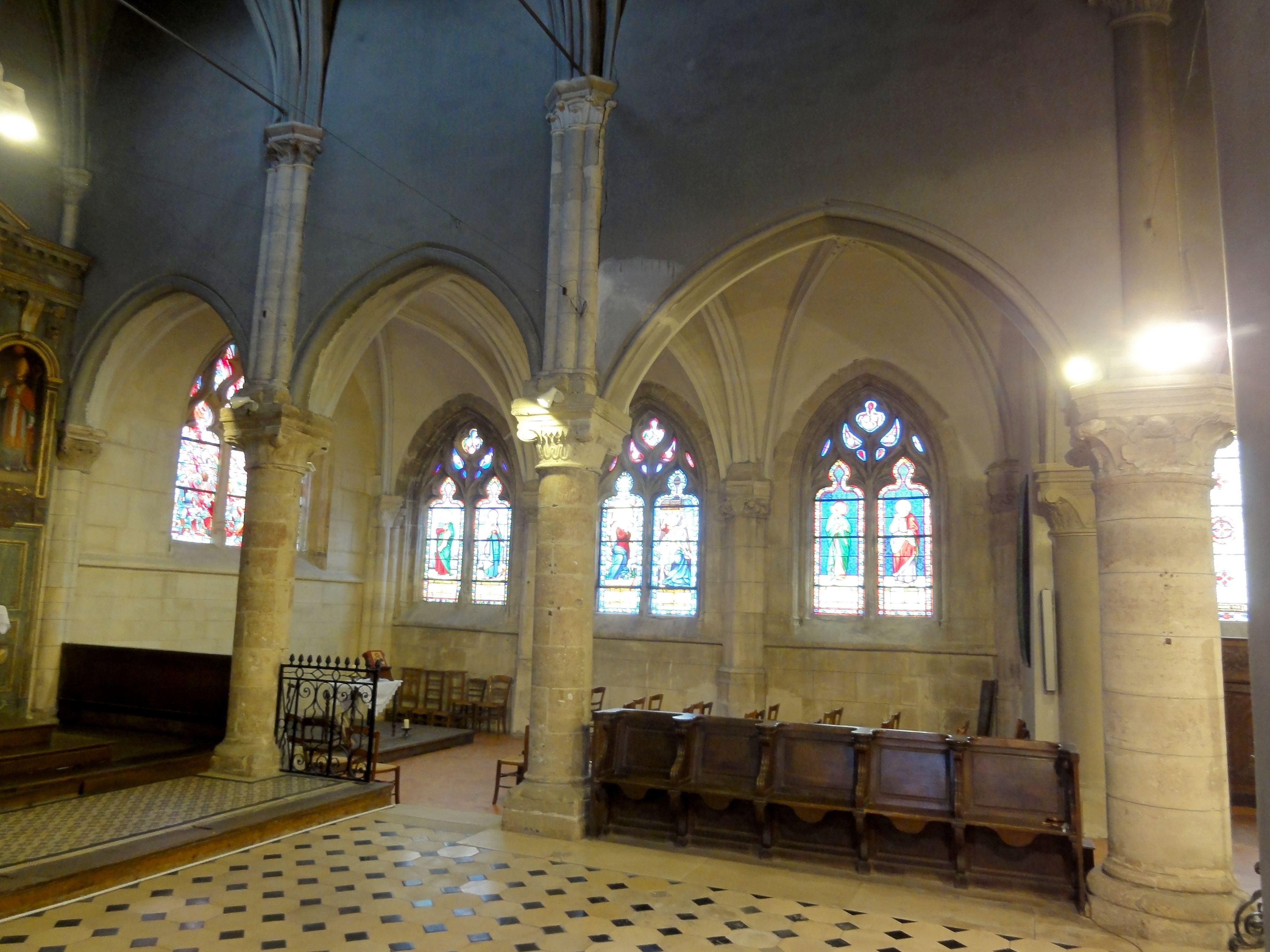
Chœur, vue sur le collatéral sud (trois dernières travées).
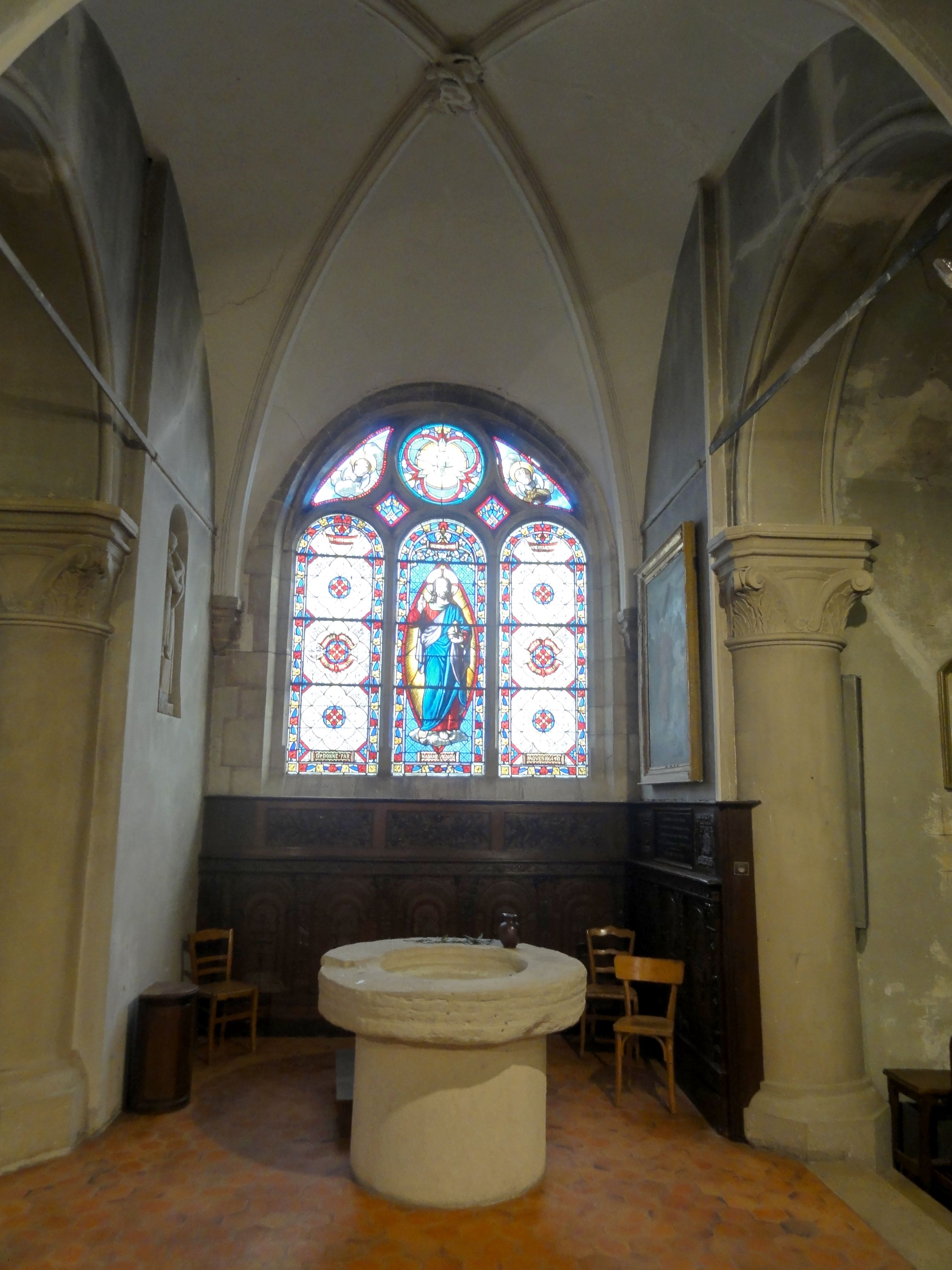
Chapelle des fonts baptismaux, vue vers le sud.
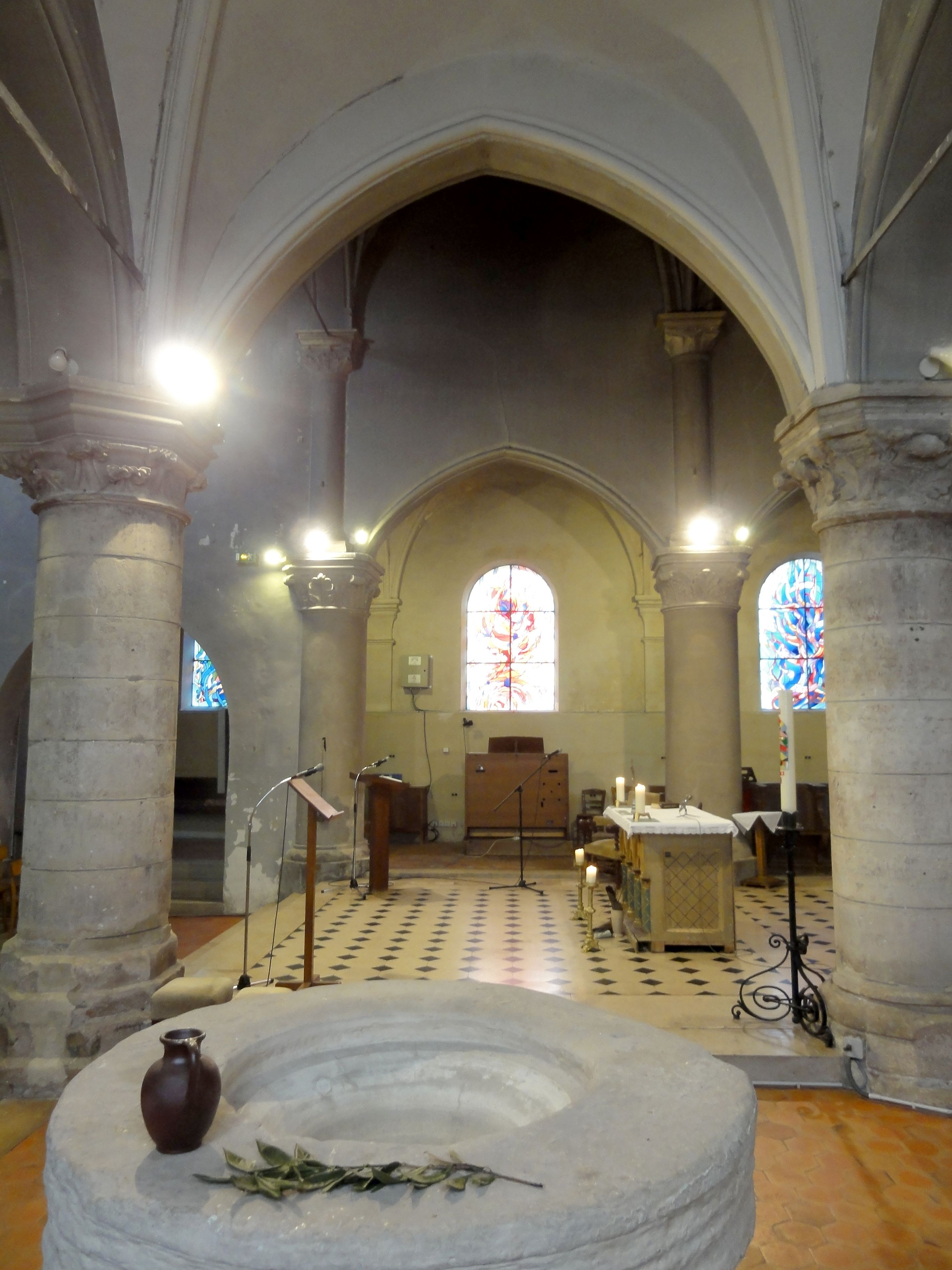
Chapelle baptismale, vue vers le nord.
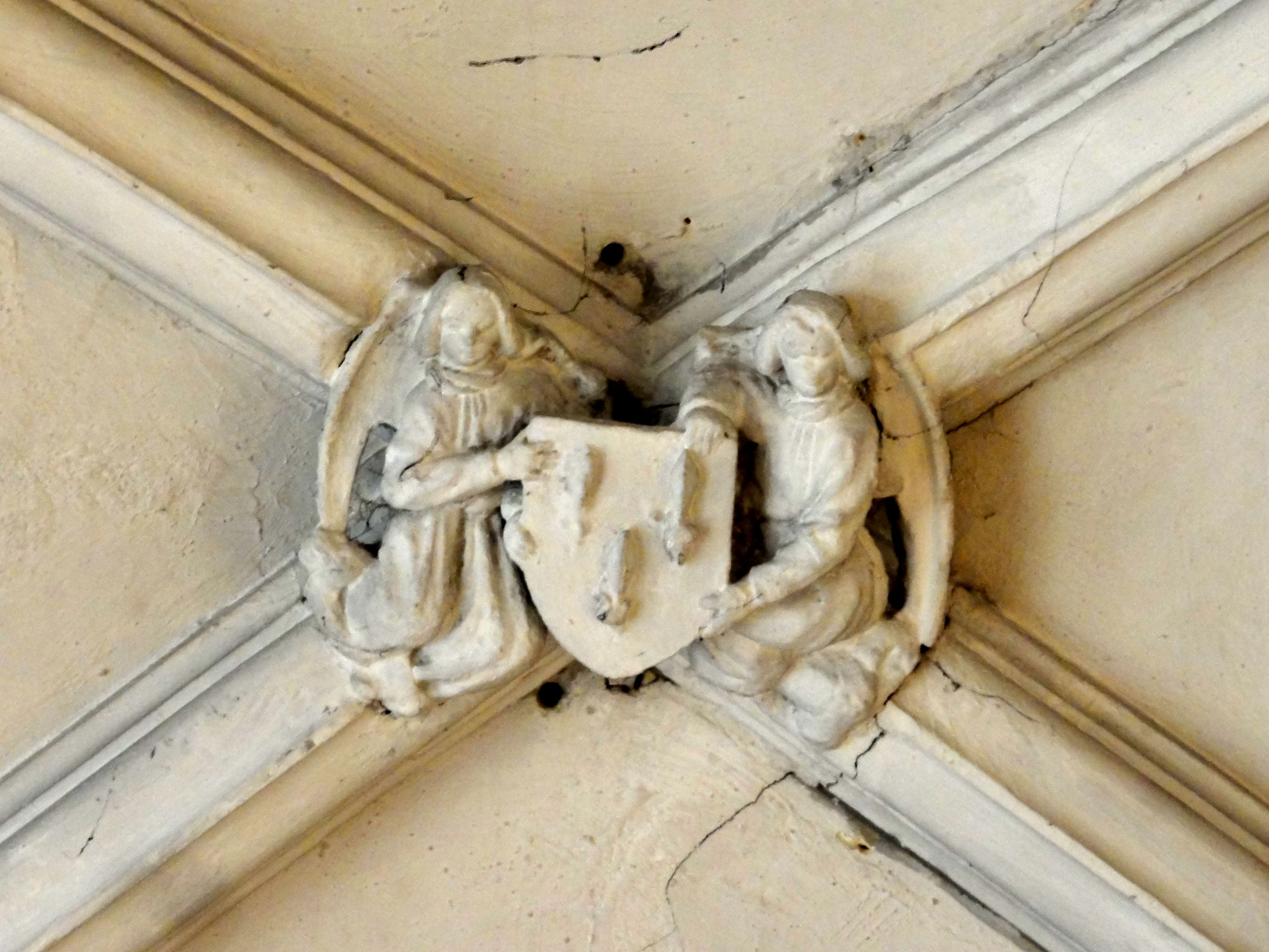
Clé de voûte de la chapelle des fonts baptismaux.
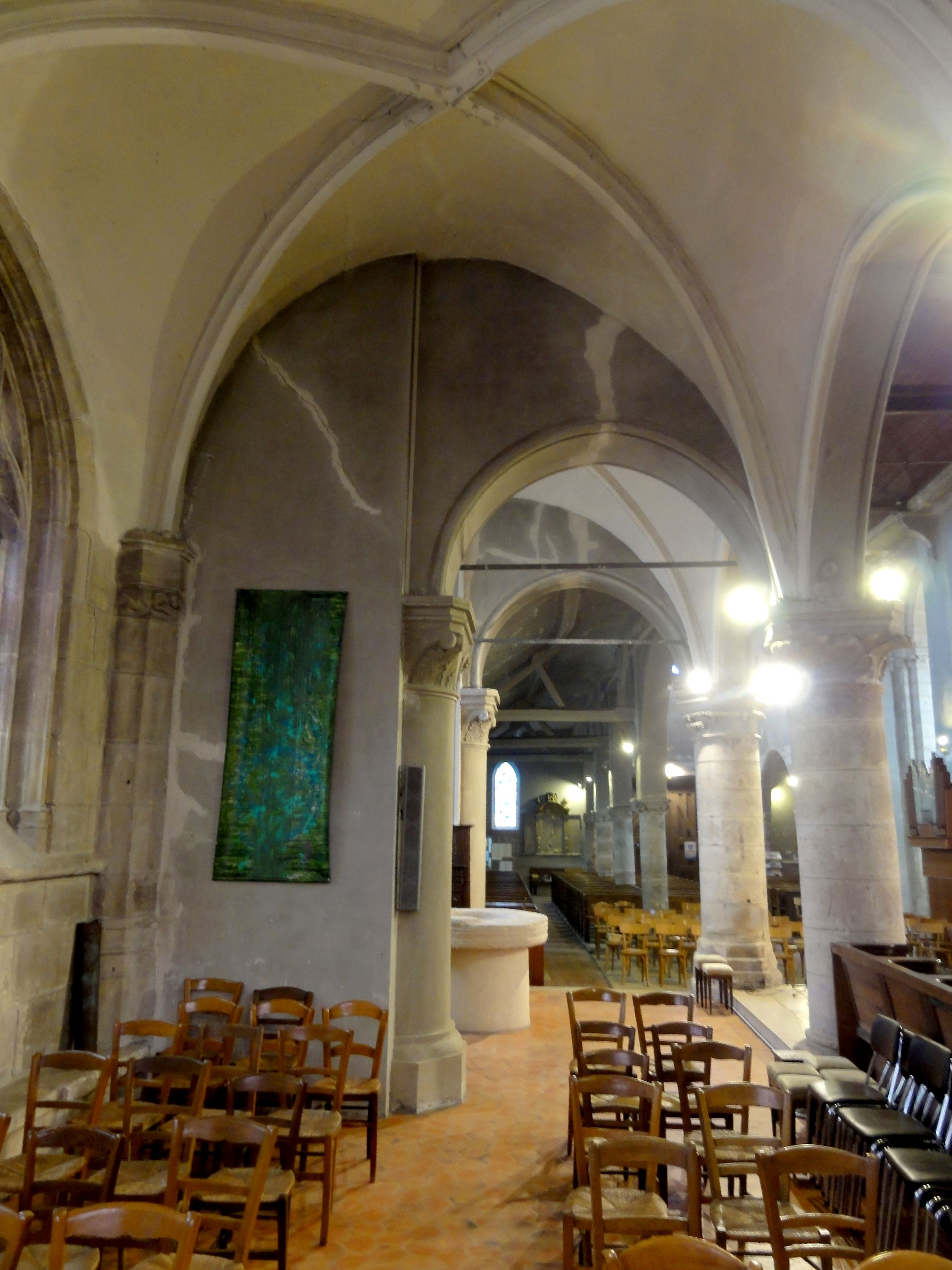
Collatéral sud, 2e travée, vue vers l'ouest.
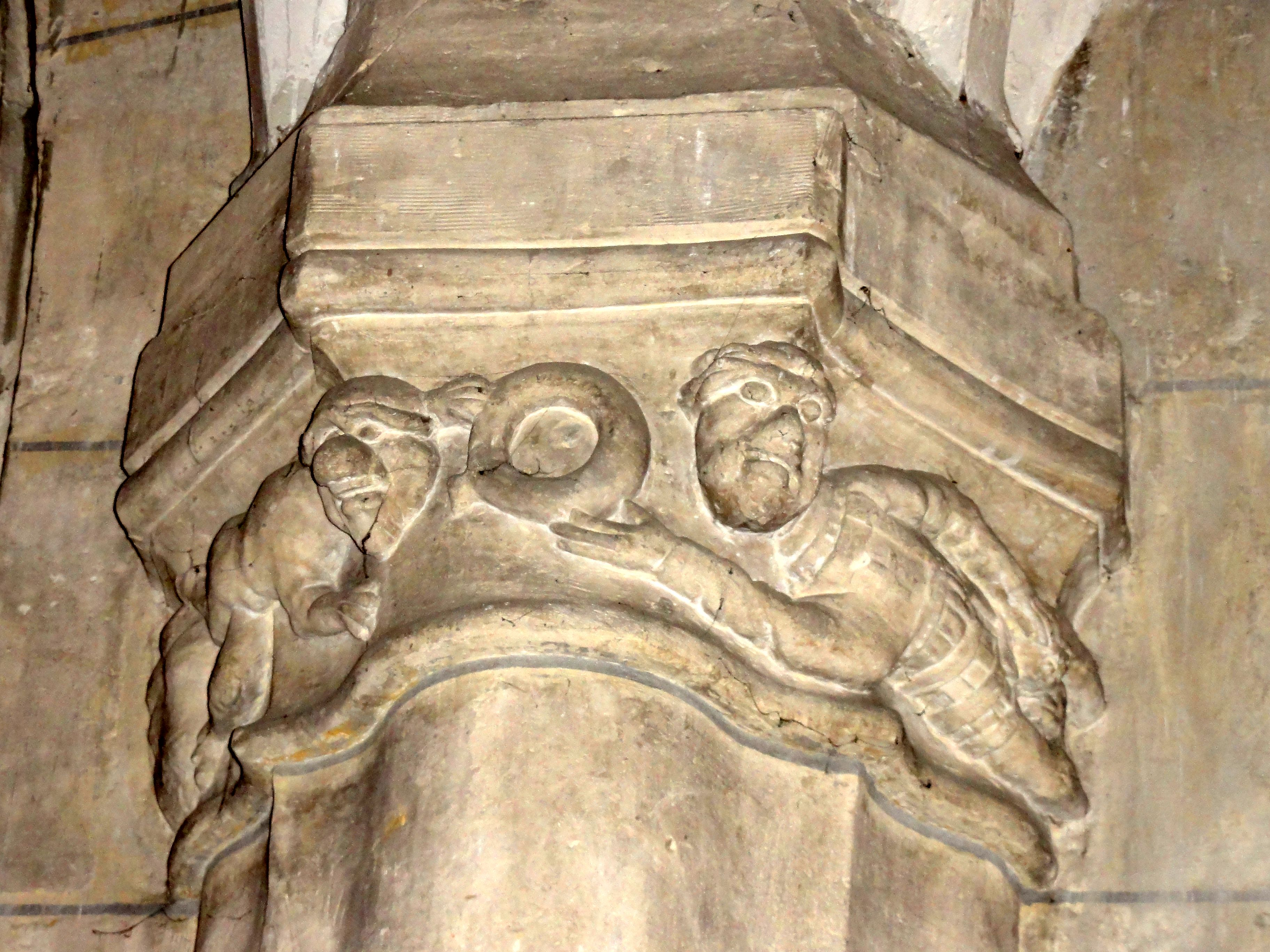
Chapiteau avec l'initiale « D » pour saint Denis.

### Extérieur

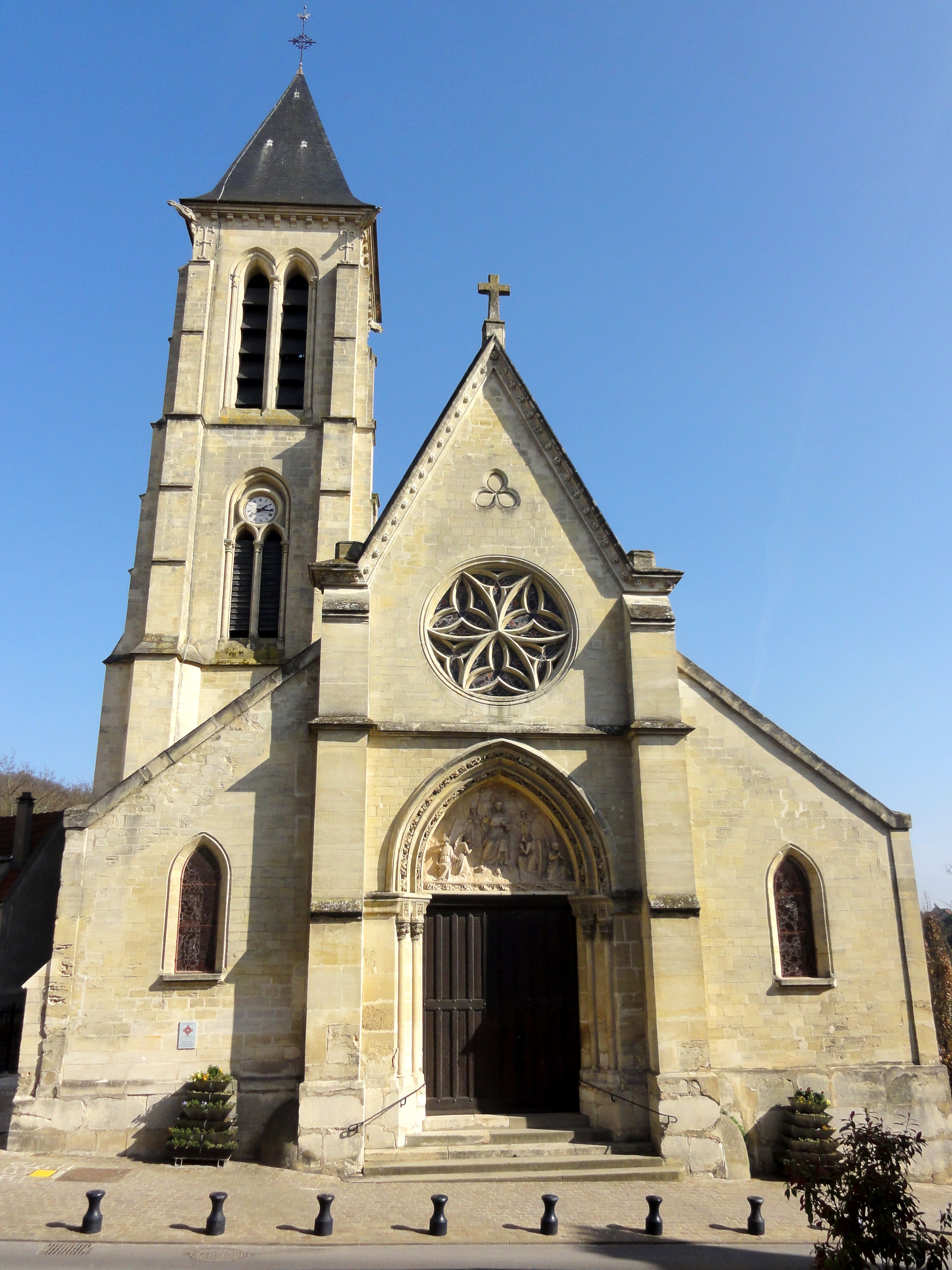
Façade occidentale.

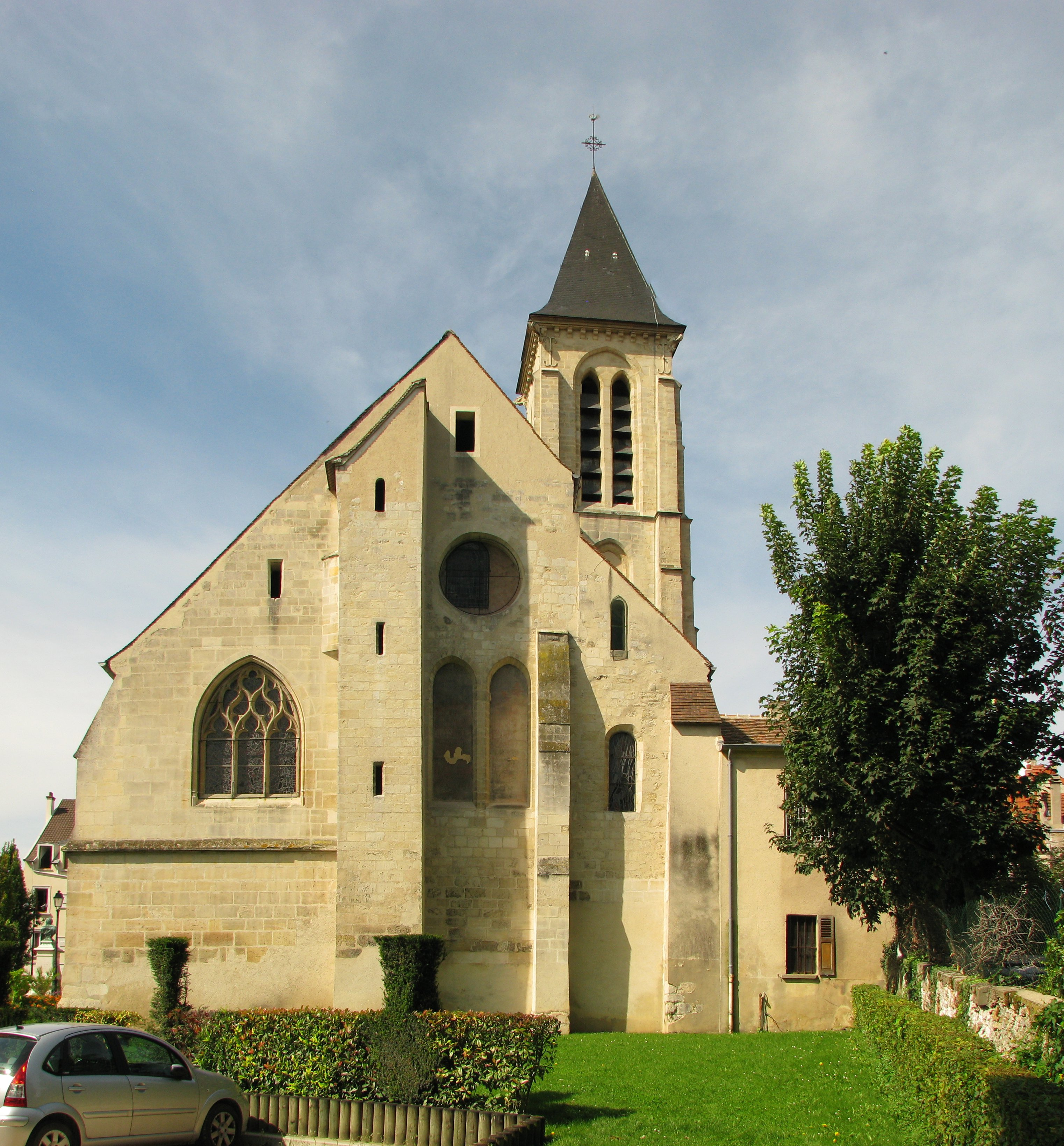
Chevet.

La façade occidentale est de style troubadour et a été élevée en 1865 en utilisant peut-être quelques éléments anciens. Elle a été construite avec grand soin, et entièrement en pierre de taille. Deux contreforts épaulent le mur de la nef, initialement amortis par des clochetons d'une facture très simple ; il n'en reste plus que les moignons. Horizontalement, la façade de la nef est scandée par deux bandeaux, qui se continuent sur les contreforts, mais n'incluent pas les murs des bas-côtés avec leurs demi-pignons, qui restent parfaitement nus. Le premier bandeau se situe au niveau des impostes du portail, qui occupe presque toute la largeur disponible entre les contreforts, et le second, un peu au-dessus du sommet du portail. La partie supérieure de la façade est ajourée par une rosace d'inspiration flamboyante, et un trèfle en bas-relief orne le pignon. Celui-ci est assez aigu et suggère une toiture plus haute qu'elle ne l'est en réalité. Des frises de bourgeons sphériques suivent les rampants. Le portail s'ouvre entre deux colonnettes à chapiteaux, dont les tailloirs supportent une double archivolte en tiers-point, ainsi qu'un linteau avec un tympan. L'ordonnancement général du portail correspond au style du XIIIe siècle, mais les feuilles qui enveloppent les chapiteaux et les pampres qui garnissent le linteau et les deux voussures de l'archivolte évoquent le style du XVe siècle. Le tympan arbore un bas-relief représentant le Christ pantocrator entouré de six anges, dont quatre sont en prière, et deux autres, à gauche et à droite, jouent de la trompette. L'instrument de l'ange à gauche a toutefois disparu. Le torse, la tête et les bras des personnages se détachent presque complètement du fond, ce qui confère à la composition une plasticité remarquable, qui la rend très vivante,.
La base du clocher et le premier étage sont datable du XIIIe siècle tandis que le second étage est une surélévation du XIXe siècle. Ce dernier étage appartient à la même époque et au même style que la façade (1865), sauf la face méridionale du premier étage et la face orientale. Le clocher est flanqué par deux contreforts orthogonaux à larmiers à chaque angle, qui ne sont anciens que jusqu'à mi-hauteur environ. Le premier étage est percé d'une seule fenêtre en arc brisé sur chaque face, dont celle, bouchée, du sud, pourrait être authentique. La fenêtre occidentale tournée vers le bourg accueille le cadran de l'horloge, et le remplage pseudo-gothique lui réserve une place au-dessus des deux lancettes, ce qui trahit directement la réfection. Les meneaux des lancettes sont toriques, tout comme leurs archivoltes, et portent de petits chapiteaux ronds. Les deux fenêtres géminées de l'étage de beffroi sont décorées pareillement. Sur la face orientale, les deux fenêtres s'ouvrent sous un arc de décharge commun, ce qui n'est pas courant en Île-de-France, mais reflète sans doute la situation avant la reconstruction. Une gargouille fait saillie à chaque angle, et les murs se terminent par une corniche de corbeaux. Le toit est une petite pyramide en charpente, recouverte d'ardoise.
La nef se remarque seulement par son beau toit de tuiles plates panachées, qui dessinent des losanges. Les murs hauts de la nef sont enduits et dépourvus de corniches. Les bas-côtés sont dotés de contreforts assez rustiques en petits moellons irréguliers, en talus et amortis par un glacis recouvert de tuiles. Le chœur n'est pas visible latéralement, car réuni sous un toit unique avec les collatéraux. À son angle saillant au sud-ouest, la première travée ne possède qu'un unique contrefort, qui regarde vers l'ouest. Un glacis formant larmier court autour du collatéral au niveau du seuil des fenêtres, y compris sur les contreforts. Ceux-ci s'achèvent par un haut glacis formant également larmier. On cherchera en vain les éléments du vocabulaire décoratif habituel de la période flamboyante : l'ornementation fait entièrement défaut. La façade orientale avec son chevet plat est particulière du fait de son irrégularité : L'on y trouve, de gauche à droite, une grande baie au remplage flamboyant ; une tourelle d'escalier carrée ; deux baies ogivales gémelées, aujourd'hui bouchées, et surmontées d'un oculus ; et une baie plein cintre. Deux baies gémelées, mais inscrites dans un arc de décharge commun, éclairent également les chevets de Livilliers et Méry-sur-Oise. Quant à l'oculus, il est partiellement bouché, et c'est lui qui donne à l'intérieur l'impression d'une fenêtre en plein cintre. Au nord des deux dernières travées du collatéral nord du chœur se trouve la sacristie.

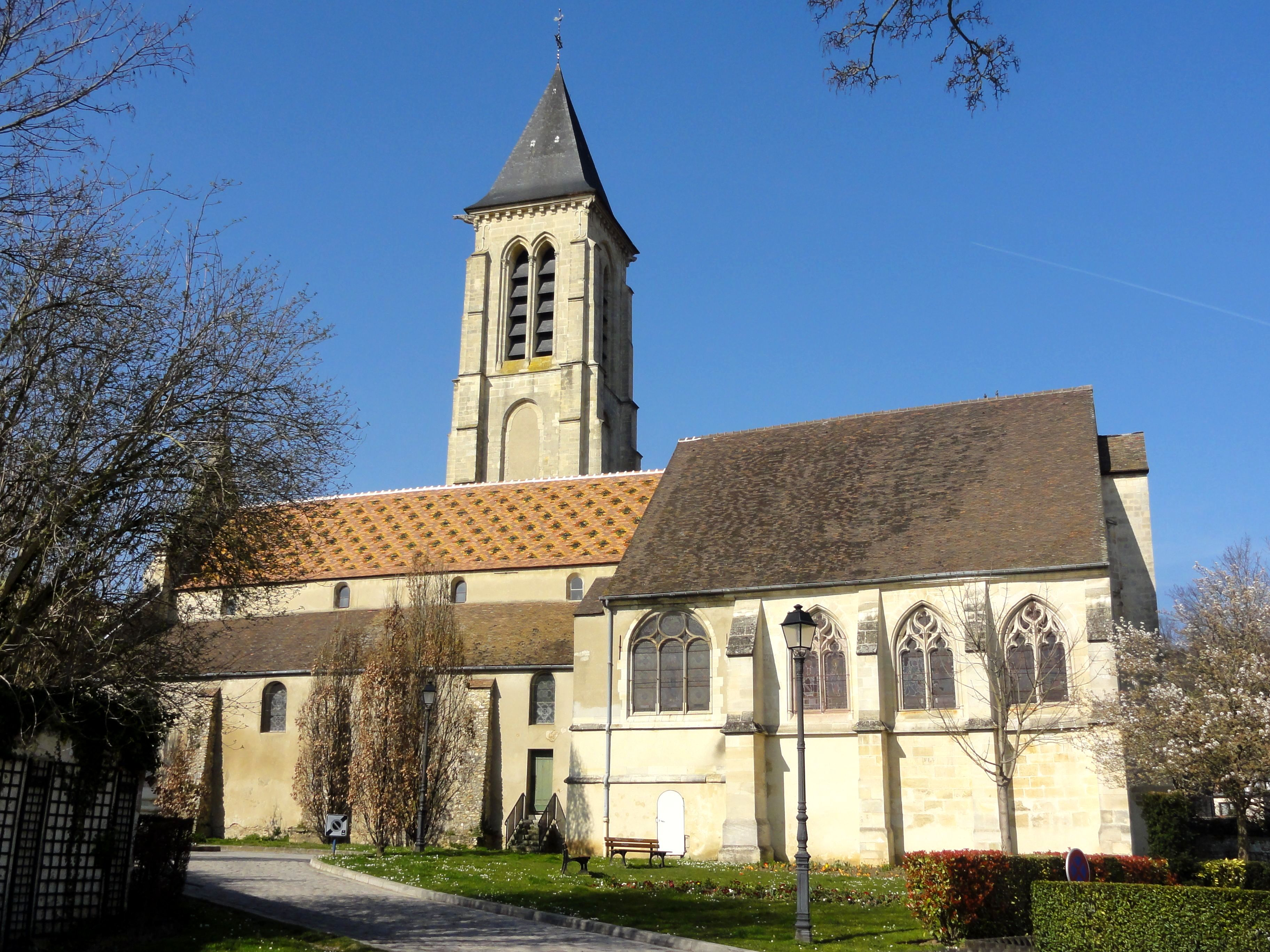
Vue depuis le sud.
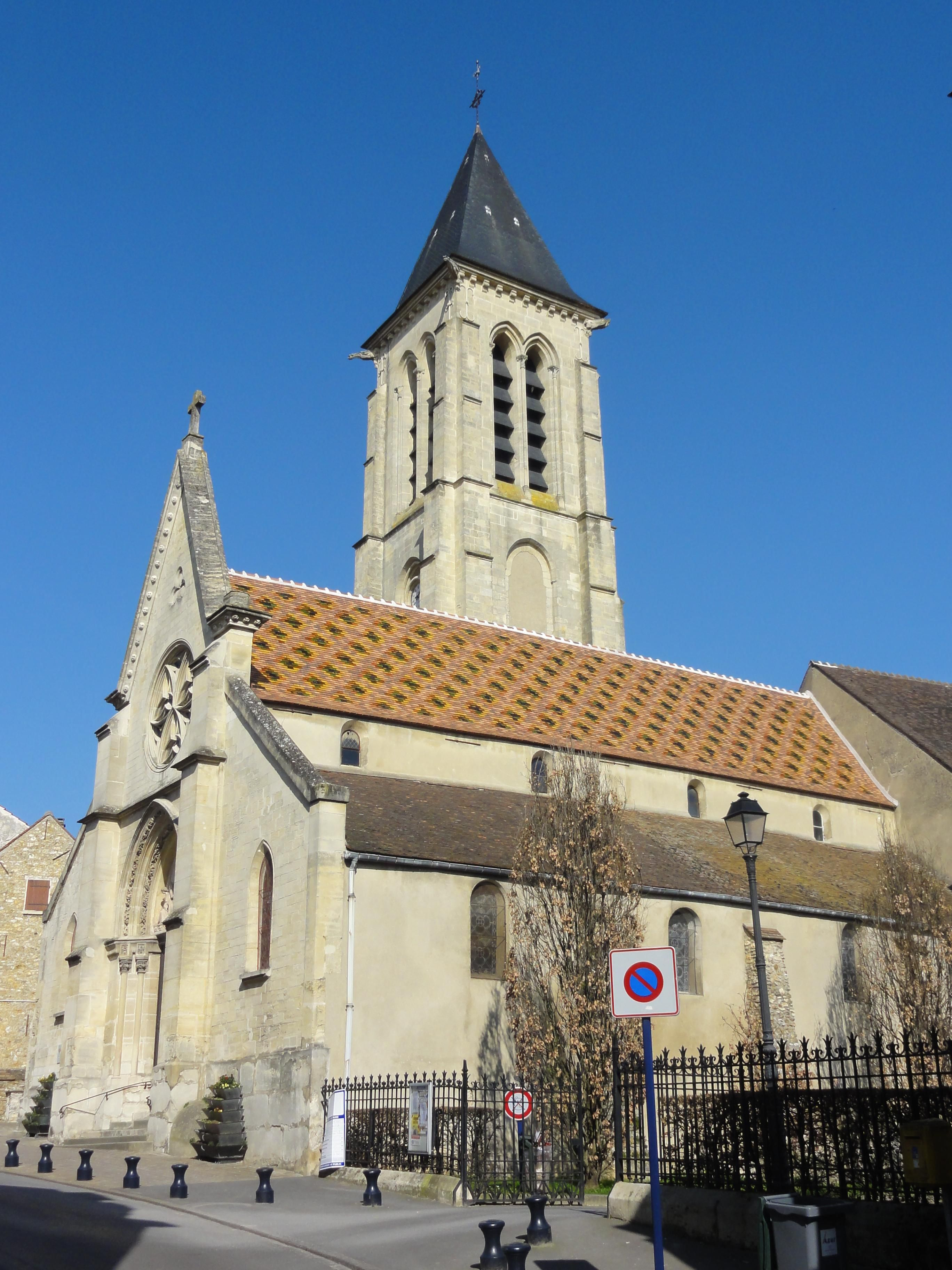
Vue depuis le sud-ouest.
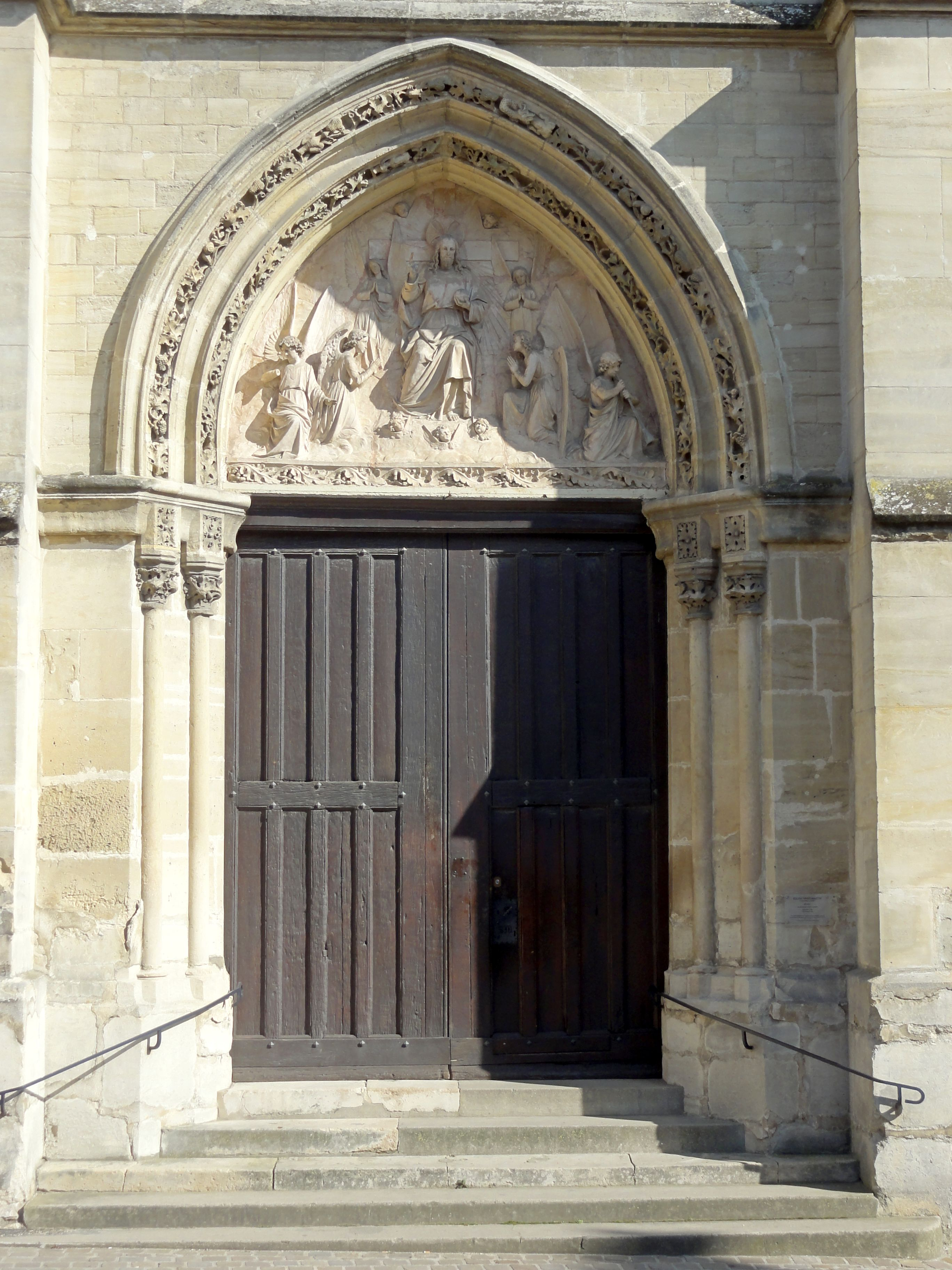
Portail occidental.
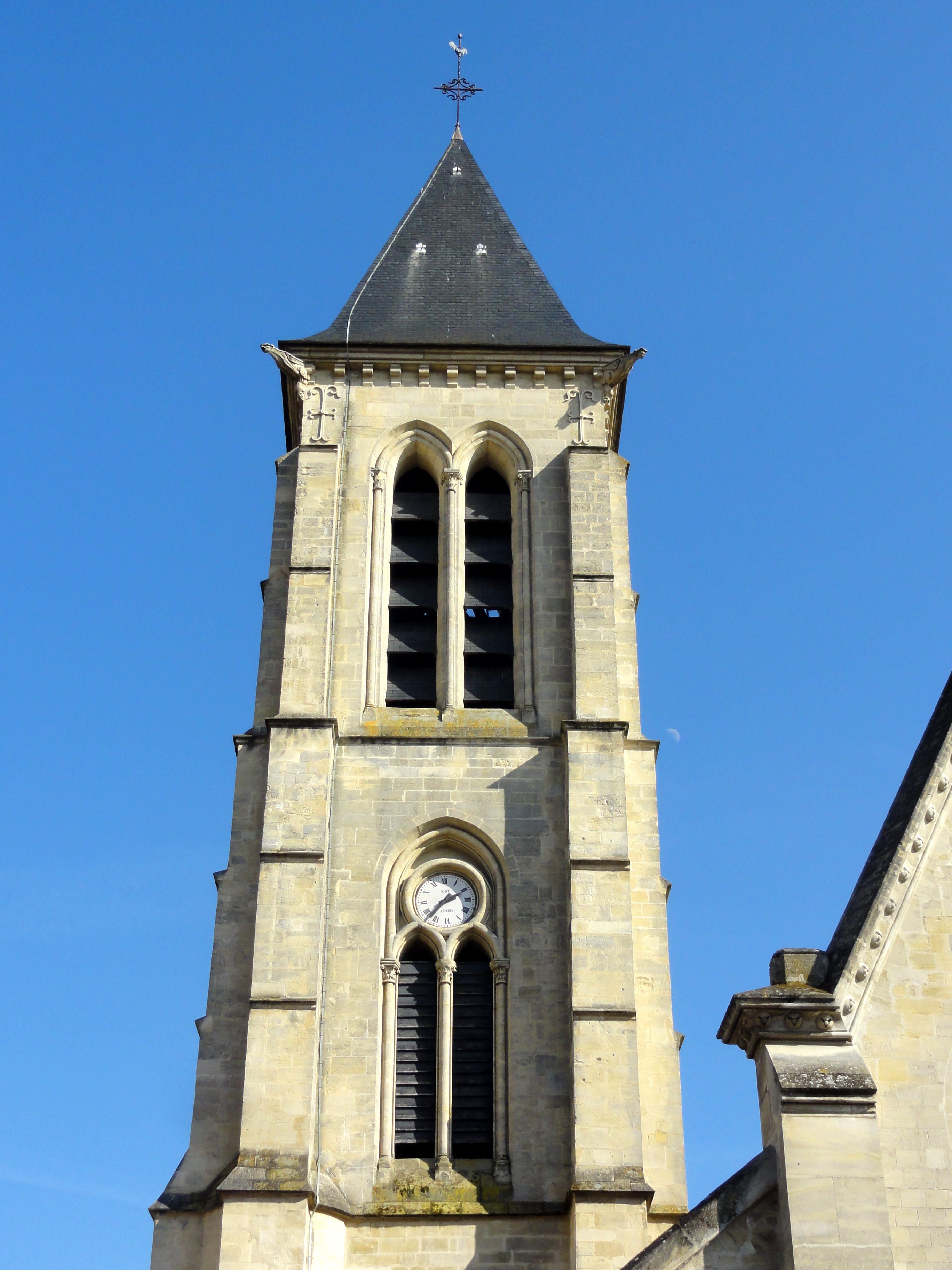
Clocher, côté ouest.
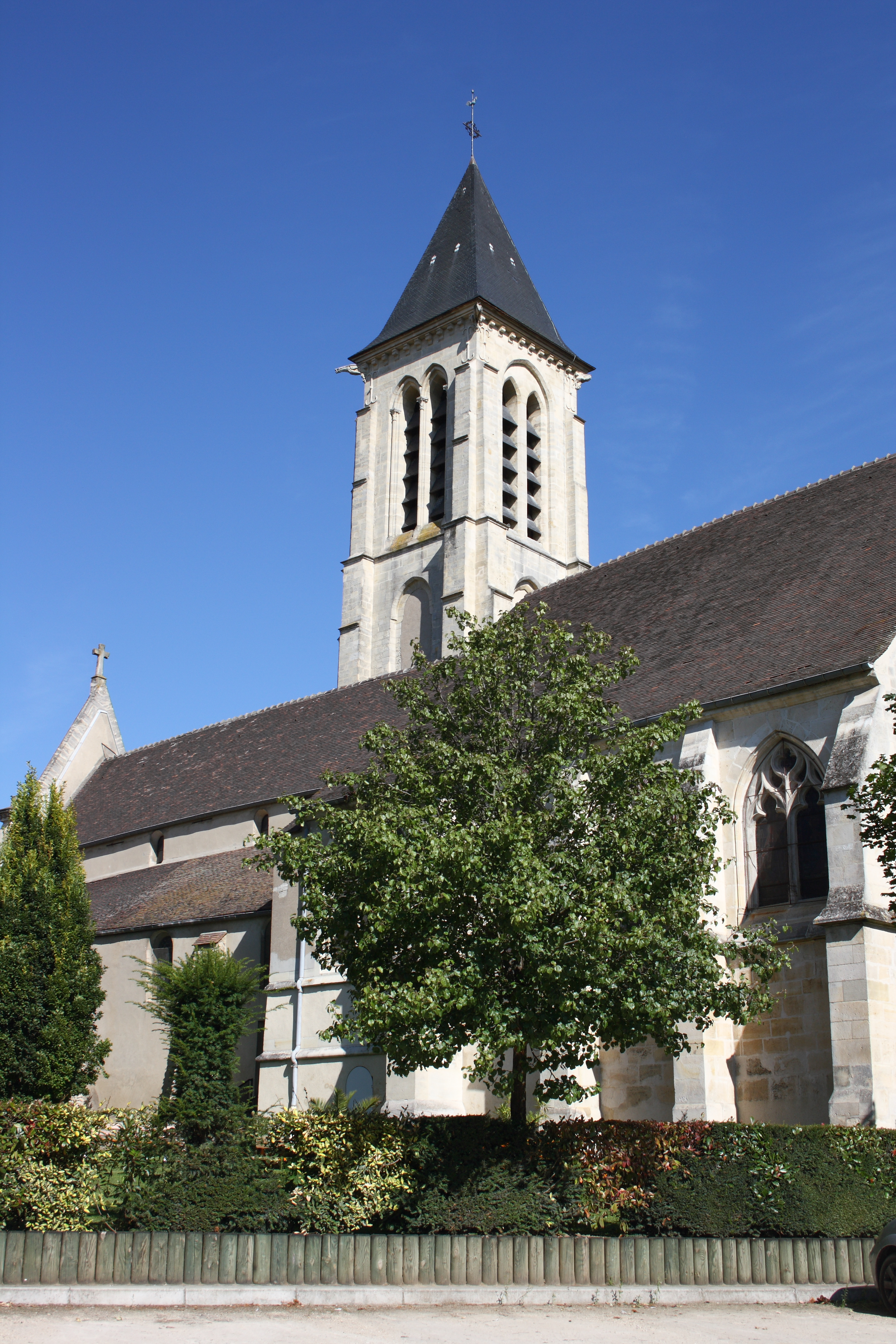
Vue depuis le sud-est.
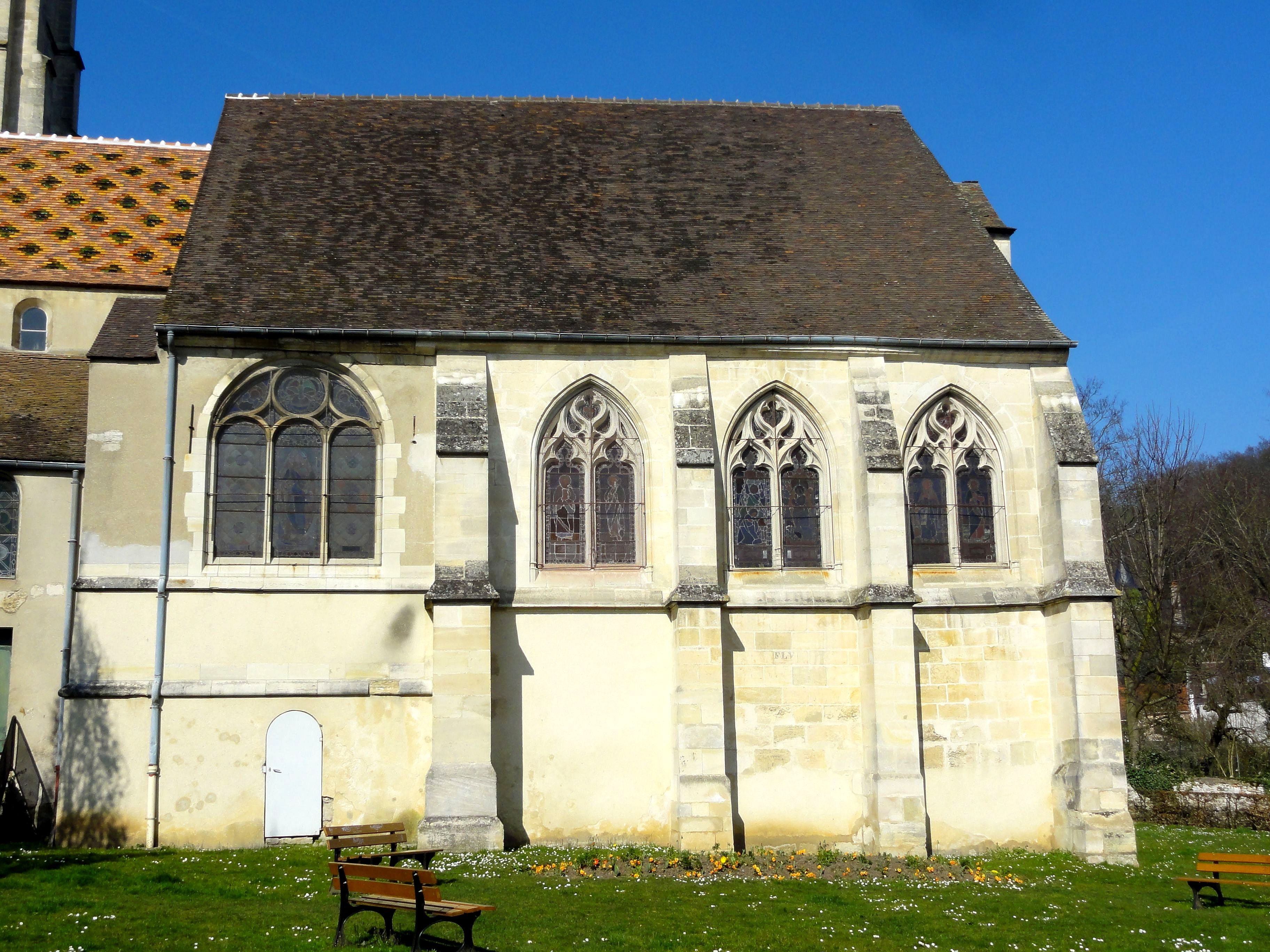
Collatéral sud.

### Crypte

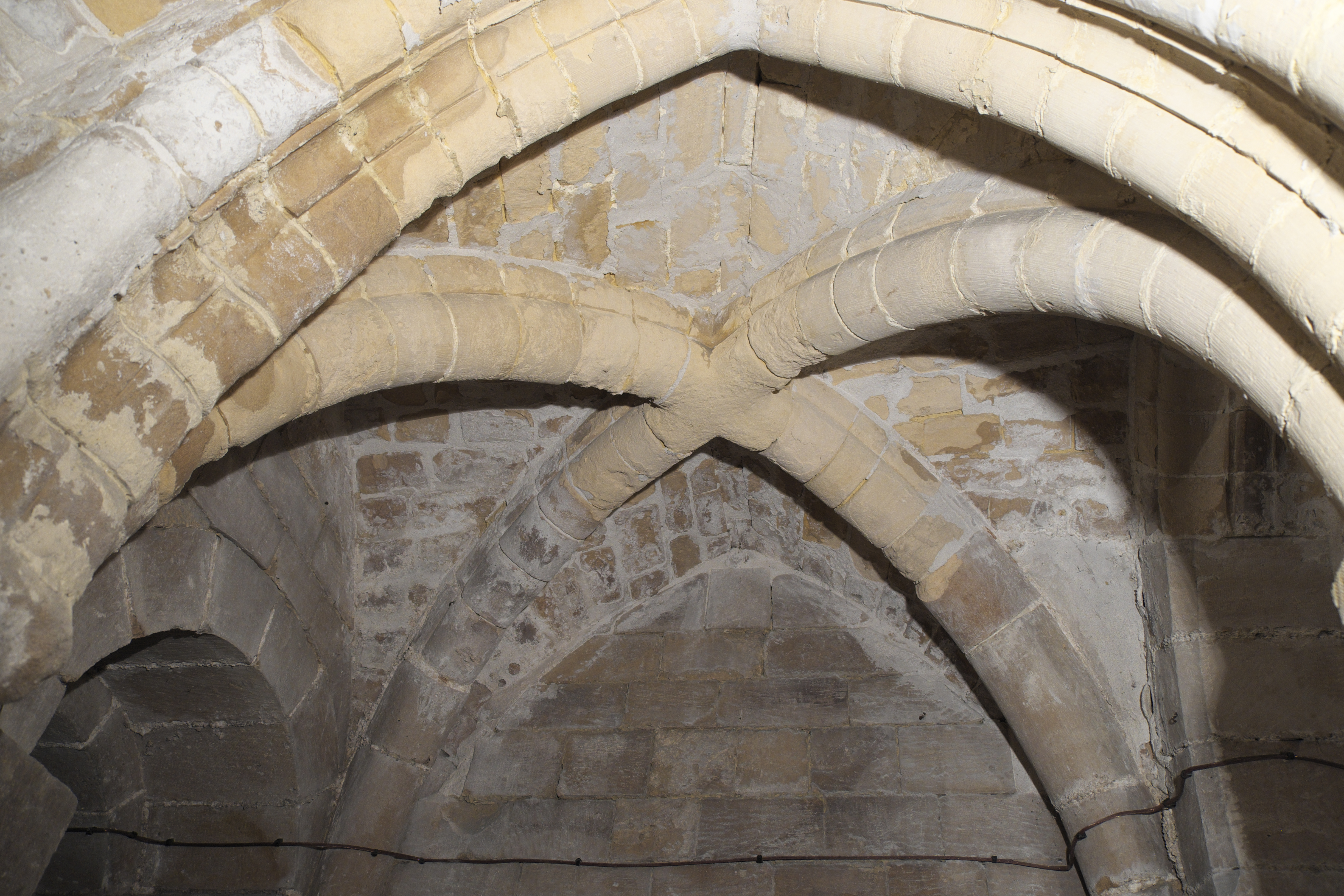
Voûte gothique.

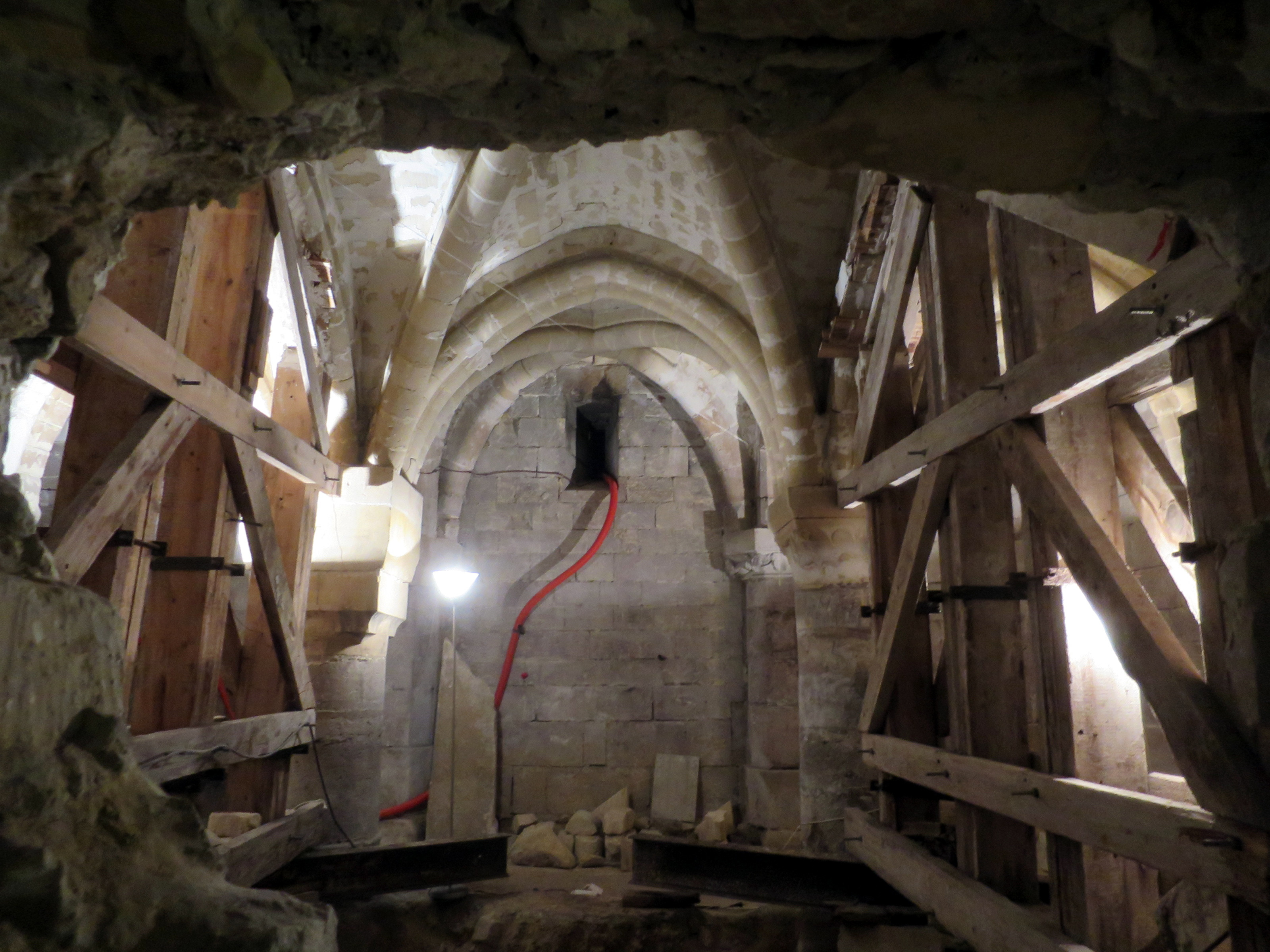
Vaisseau central.

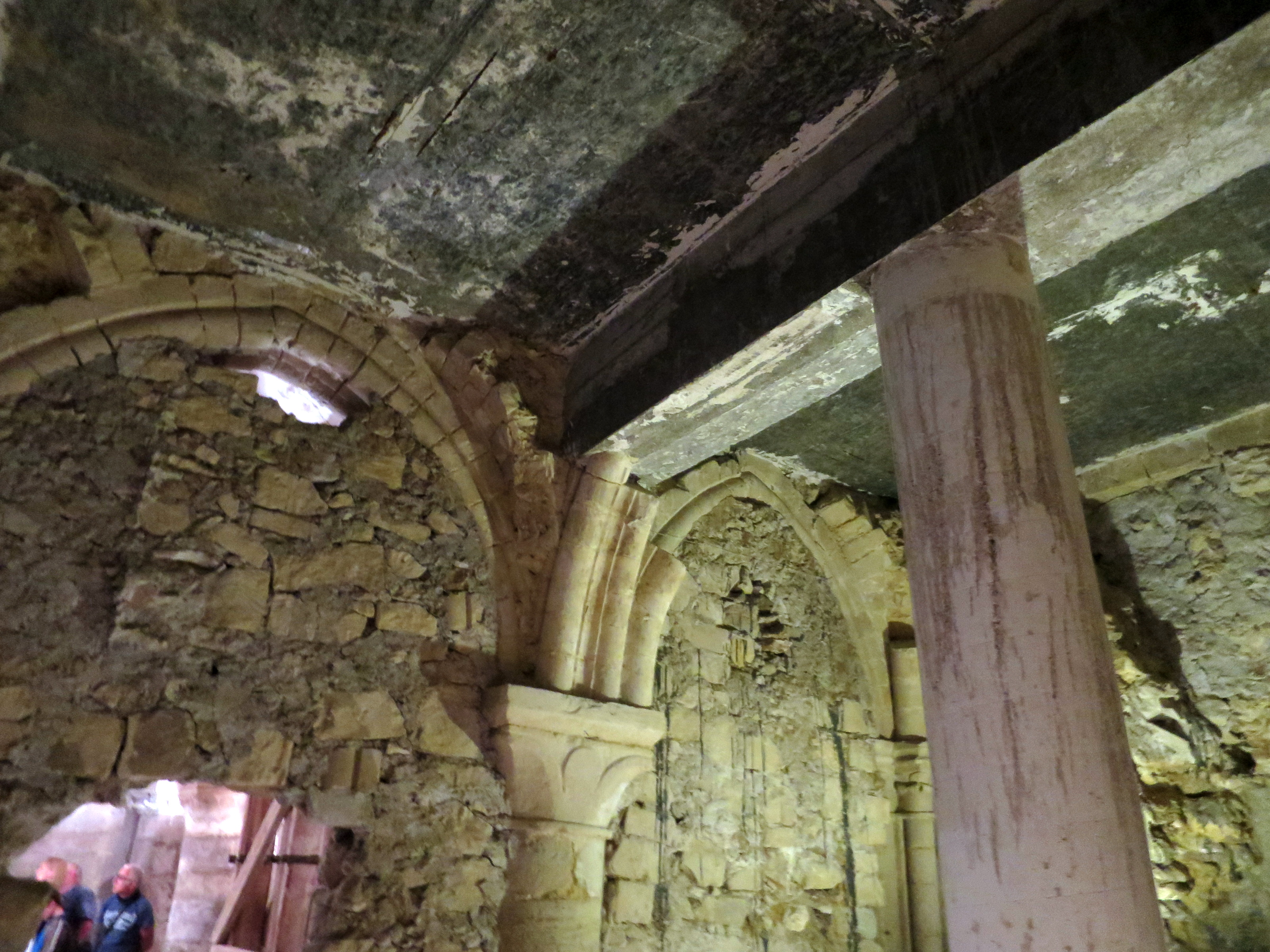
Formerets de voûtes effondrées.

L'église Saint-Martin de Cormeilles est bâtie sur l'une des rares cryptes gothiques que l'on connaisse, et avec celle de la basilique Saint-Denis, elle représente l'une des deux plus anciennes cryptes gothiques, les seules commencées avant 1150. Malgré son haut intérêt archéologique qui découle notamment de la rareté de ce type de construction, l'existence de cette crypte était largement ignorée par les experts, jusqu'à ce que Louis Gonse n'attire l'attention sur elle par un chapitre dans son ouvrage L'Art Gothique, paru en 1891. Gonse y soutient l'opinion que la crypte soit antérieure à 1140, et donc à celle de Saint-Denis. Or, l'arc brisé y paraît déjà, ce qui n'est pas le cas dans la crypte de Saint-Denis, et ce doit donc plutôt être le contraire : l'abbé Suger, qui connaissait sans doute la crypte de Cormeilles puisque son abbaye possédait une maison de santé près du bourg, n'aurait pas manqué d'appliquer une innovation qu'il y aurait trouvé à Saint-Denis. Rien ne trahit l'existence de la crypte ; ni depuis l'extérieur, ni depuis l'intérieur de l'église. Il n'y a pas une seule fenêtre, et les deux soupiraux qui existaient au nord ont été murés. Une petite fenêtre permettait initialement de regarder vers l'intérieur de la crypte depuis l'église, mais elle a également disparu. Comme déjà signalé, l'accès se fait désormais uniquement par un escalier dans la base du clocher, côté est. Derrière la porte toujours fermée, un boyau informe, rudimentairement creusé et en pente raide, descend vers une galerie maçonnée, recouverte d'une voûte en berceau rampante. Cette crypte avait pourtant la particularité d'être prévue pour un double accès, intérieur et extérieur. En effet, une entrée extérieure, désormais désaffectée, se trouve depuis un petit local situé derrière une porte dans le mur de la première travée du collatéral sud du chœur, à l'extérieur. Il arrive à l'ouest du vaisseau oriental. Si des reliques étaient vénérées dans la crypte, il a pu servir au défilement des fidèles, qui pouvaient entrer par une porte et ressortir par l'autre. Les reliques auraient pu être conservées dans une petite armoire murale avec meneau central, que l'on trouve toujours dans la crypte. Indépendamment de l'utilisation cultuelle qu'on a dû lui trouver, l'on suppose que la construction de la crypte était motivée par l'instabilité du terrain, et jugée nécessaire pour l'édification du chœur. L'instabilité du terrain est notamment mise en exergue par les nombreuses reprises en sous-œuvre qu'ont connues les grandes arcades de l'église, sauf celles bâties au-dessus de la crypte. Les deux derniers piliers des grandes arcades sont implantés au-dessus des piliers de la crypte, mais ce n'est pas le cas au sud, et les murs extérieurs du chœur sont situés en arrière des murs de la crypte,,.
La crypte est, à l'origine, une grande salle rectangulaire de trois vaisseaux voûtées d'ogives, chacun comportant trois travées. La largeur était légèrement supérieure à la profondeur. La seconde travée des trois vaisseaux est un peu plus profonde que les autres, et le vaisseau central est plus large, de sorte que la travée du milieu soit la plus grande, et les quatre travées aux angles les plus petites. C'est à l'ouest du vaisseau septentrional que débouche la galerie d'accès, et on y trouve une porte en plein cintre sous un arc à double rouleau, qui enjambe un court escalier à cinq marches. La travée du milieu repose initialement sur quatre piliers monocylindriques appareillés en tambour, moyennant les tailloirs carrés de gros chapiteaux, qui sont sculptés assez simplement de feuilles d'eau avec volutes d'angle. Mais depuis longtemps, seul le chapiteau du pilier nord-est subsiste intégralement. Celui du pilier nord-ouest a été remplacé par un bloc non encore sculpté, et les autres piliers ont été à moitié noyés dans des massifs de maçonnerie : la solidité de la crypte a maintes fois dû susciter des inquiétudes dans le passé. Ainsi, tout le vaisseau méridional a-t-il été remblayé et muré, sauf un renfoncement entre les deux massifs de maçonnerie. Ce n'est que vers la fin du XXe siècle qu'il a été dégagé, sans toutefois démolir le mur de cloisonnement. Les nervures des voûtes sont soutenues par les piliers isolés, les massifs de maçonnerie, des demi-piliers engagés dans les murs à la limite entre deux travées, et par des culs-de-lampe en forme de têtes grimaçantes dans les angles. Les ogives sont monotoriques, comme dans la troisième travée du collatéral nord du chœur, et les doubleaux sont formés par deux gros tores séparés par une gorge, comme les deux doubleaux du collatéral sud du chœur, et les ogives des deux dernières travées du vaisseau central du chœur (plus aucune voûte ne subsiste dans le vaisseau méridional de la crypte). Les piliers engagés étaient tous formés par une colonne correspondant au doubleau, cantonnée de deux colonnettes pour les ogives. Il y en avait huit. Seuls les trois faisceaux à droite de l'entrée et contre le mur méridional demeurent à peu près intacts. Deux sont cachés par le mur condamnant le vaisseau méridional. Les trois autres ont été remplacés par des piliers rectangulaires aux arêtes abattues, à la période flamboyante, et sur leurs trois chapiteaux, deux sont restés frustes. L'unique chapiteau sculpté de l'époque flamboyante se trouve au droit du mur nord, à l'intersection entre la seconde et la dernière travée. Il est presque identique au chapiteau de la même époque dans le collatéral sud du chœur, où deux anges portent le blason de l'abbaye de Saint-Denis,,. Les travaux de Philippe Bilvès ont récemment apporté un nouvel éclairage sur la construction de la crypte au milieu du XIIe siècle et sa fonction initiale,.

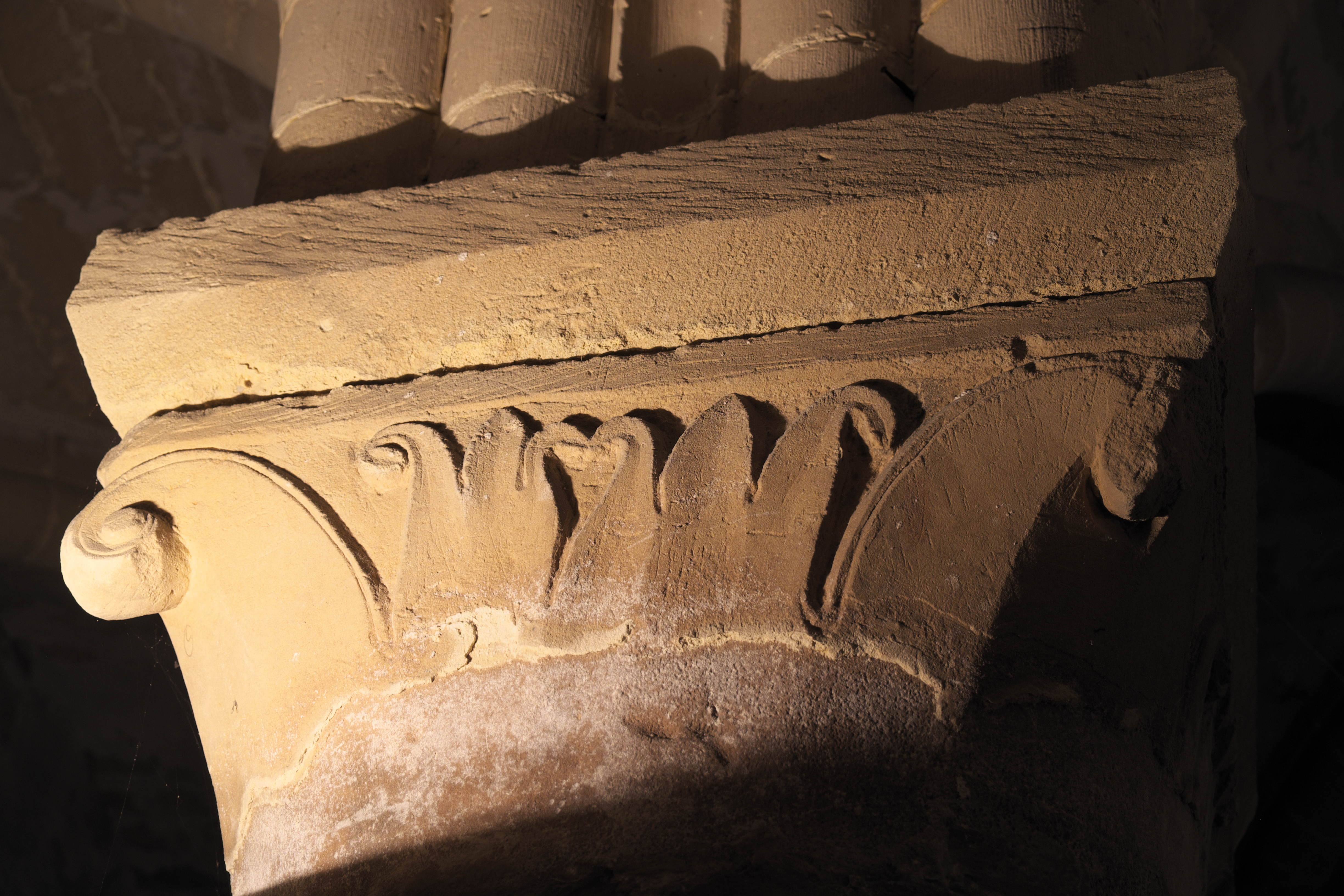
Chapiteau gothique primitif.
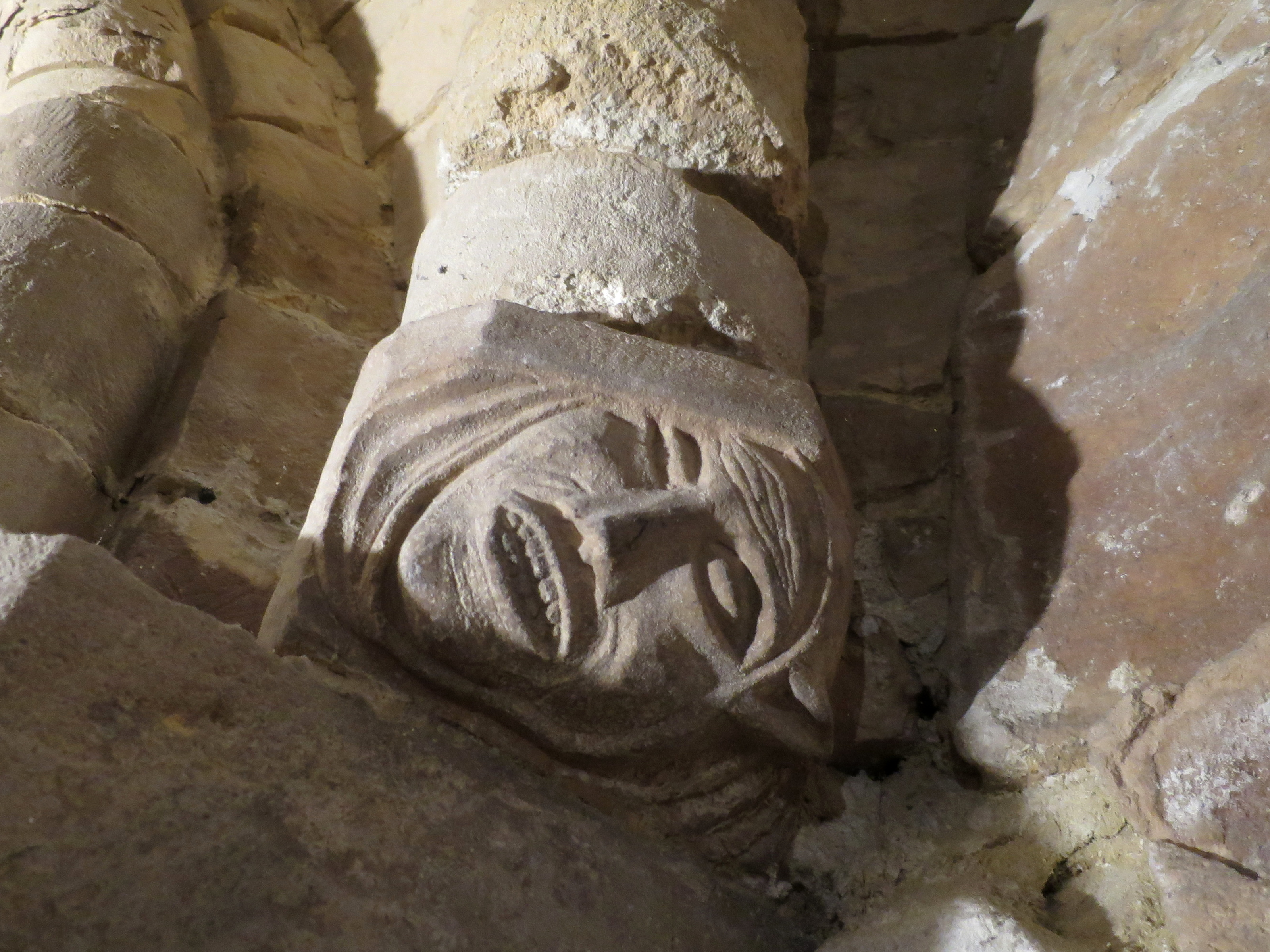
Cul-de-lampe.
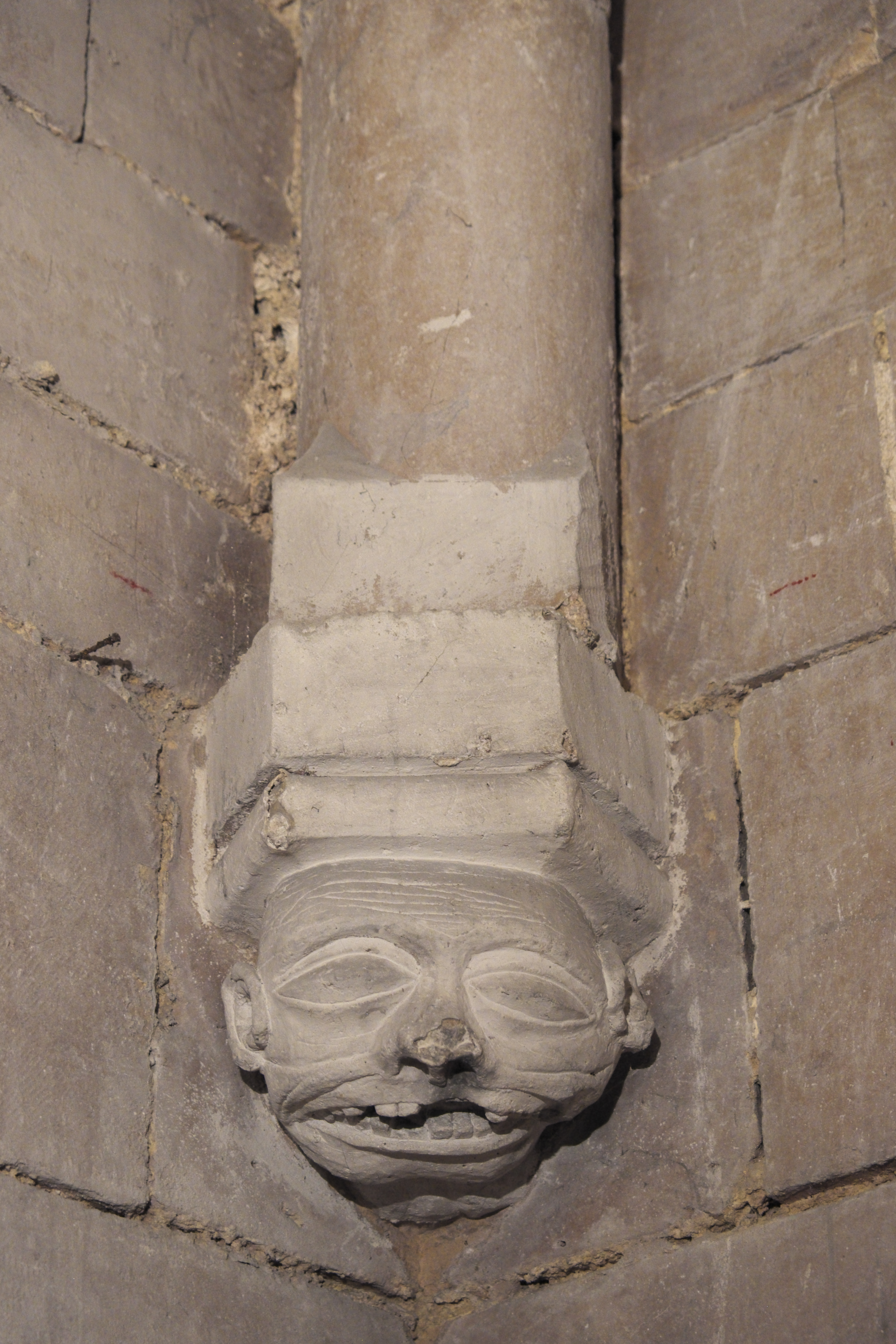
Cul-de-lampe.
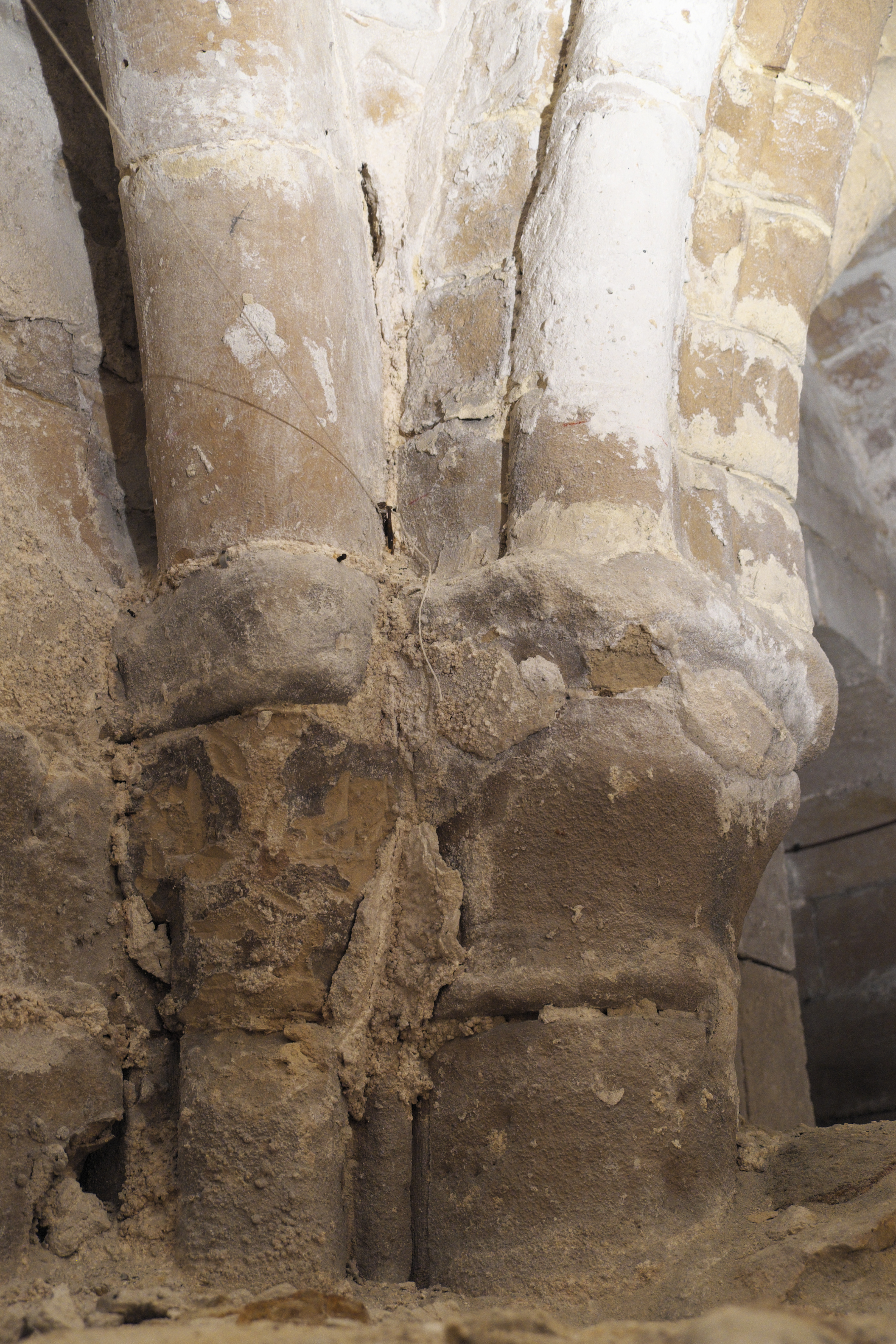
Chapiteaux gothiques classiques.
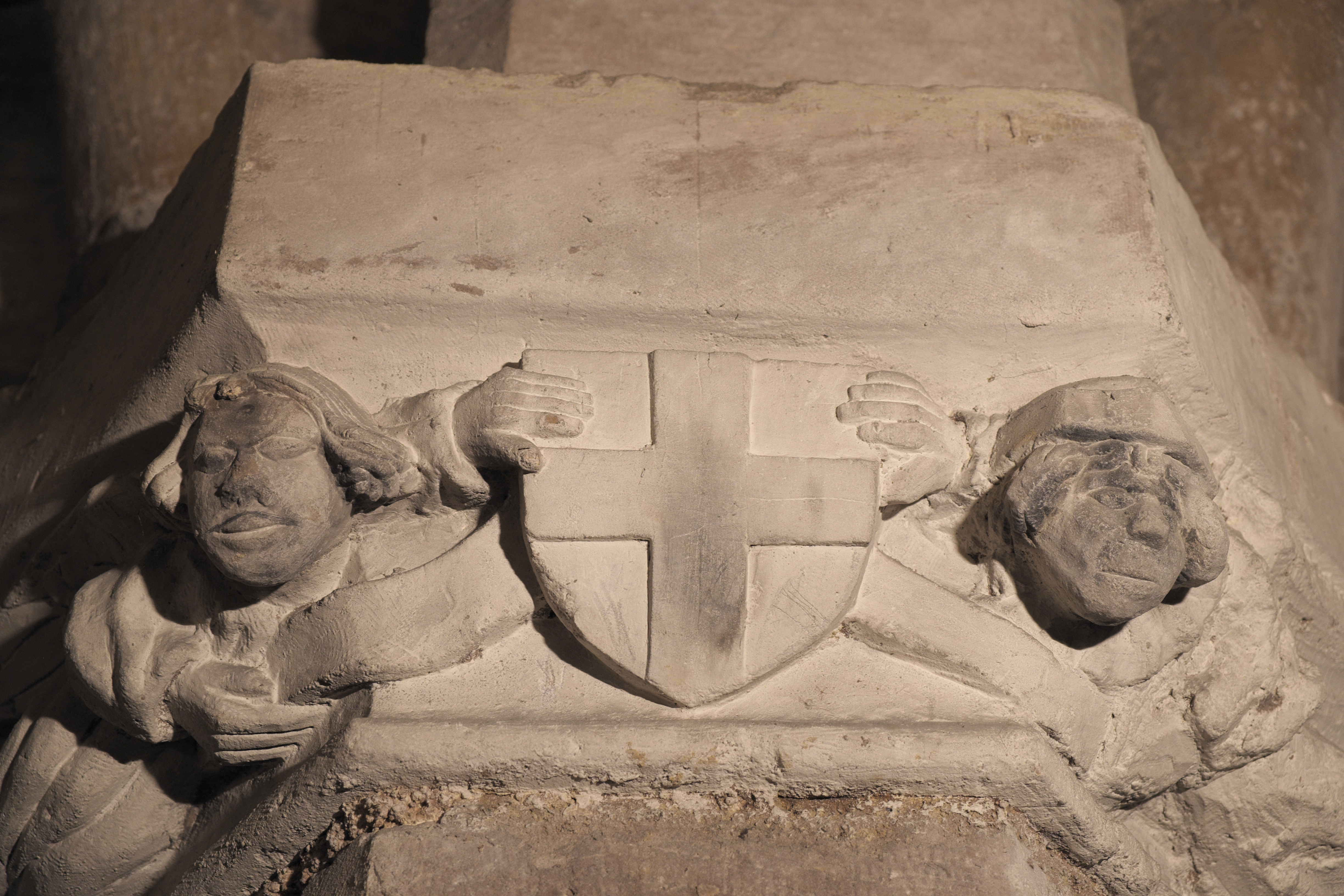
Chapiteau gothique flamboyant.
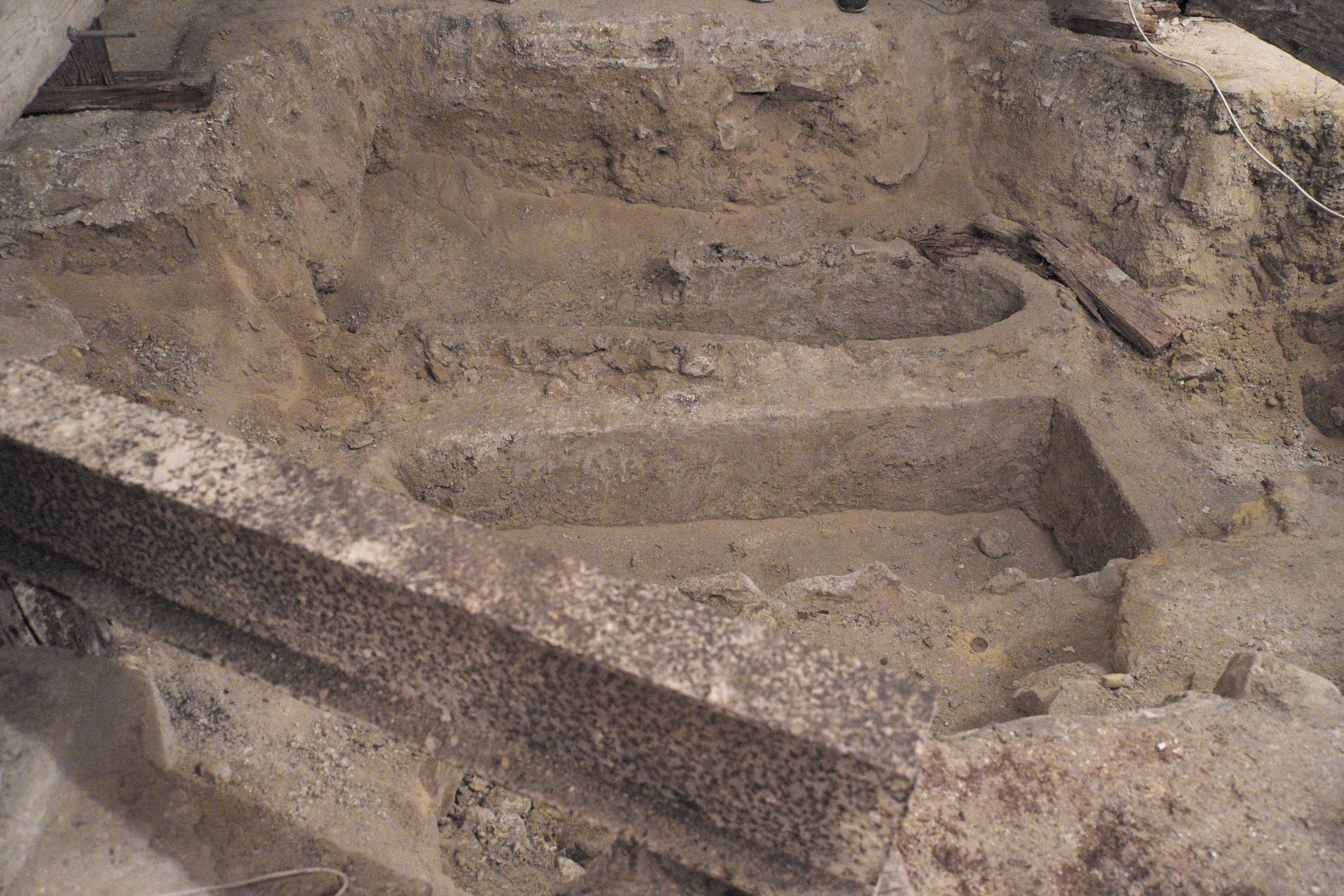
Tombes.

## Mobilier

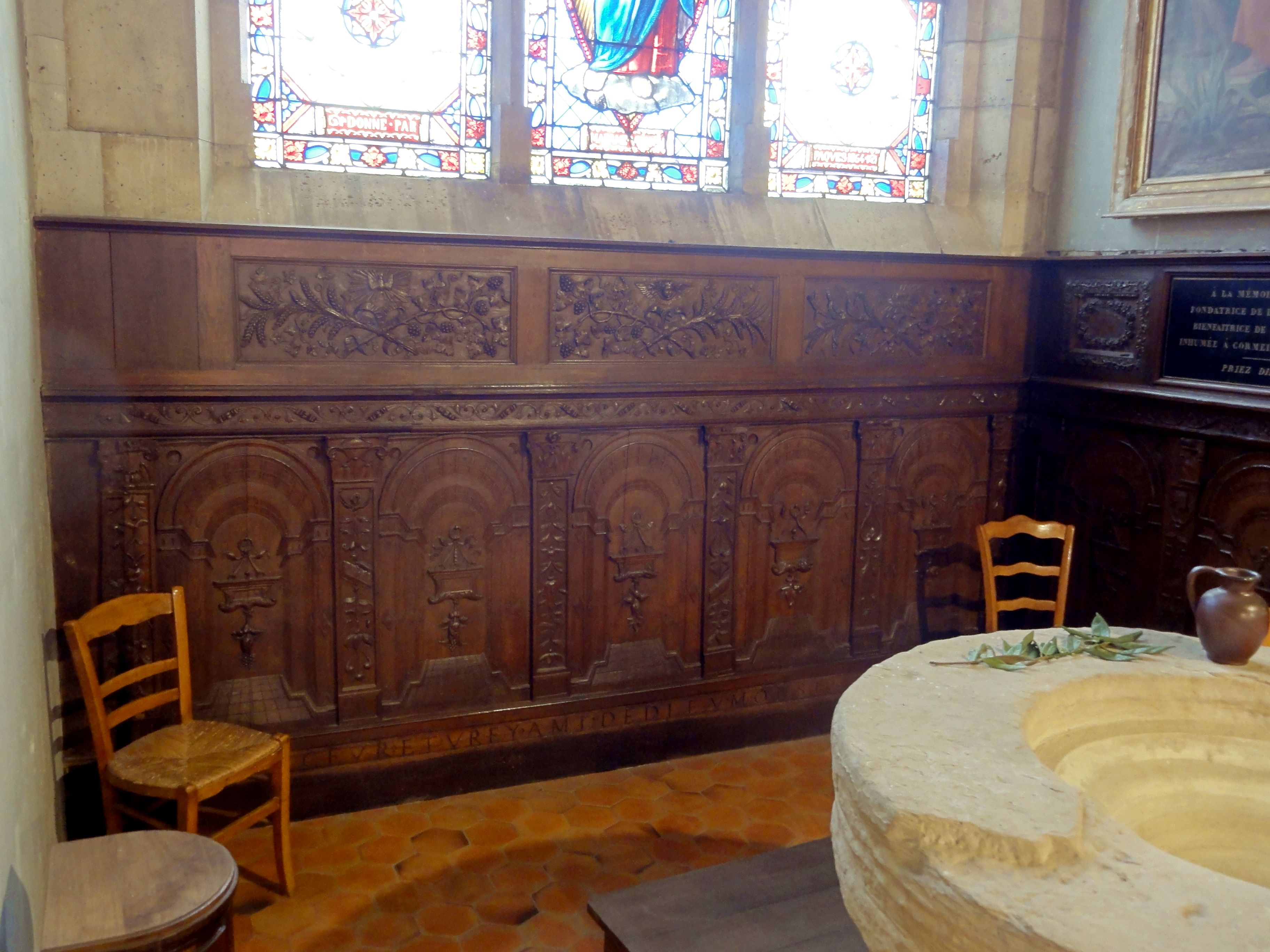
Boiseries du XVIe siècle.

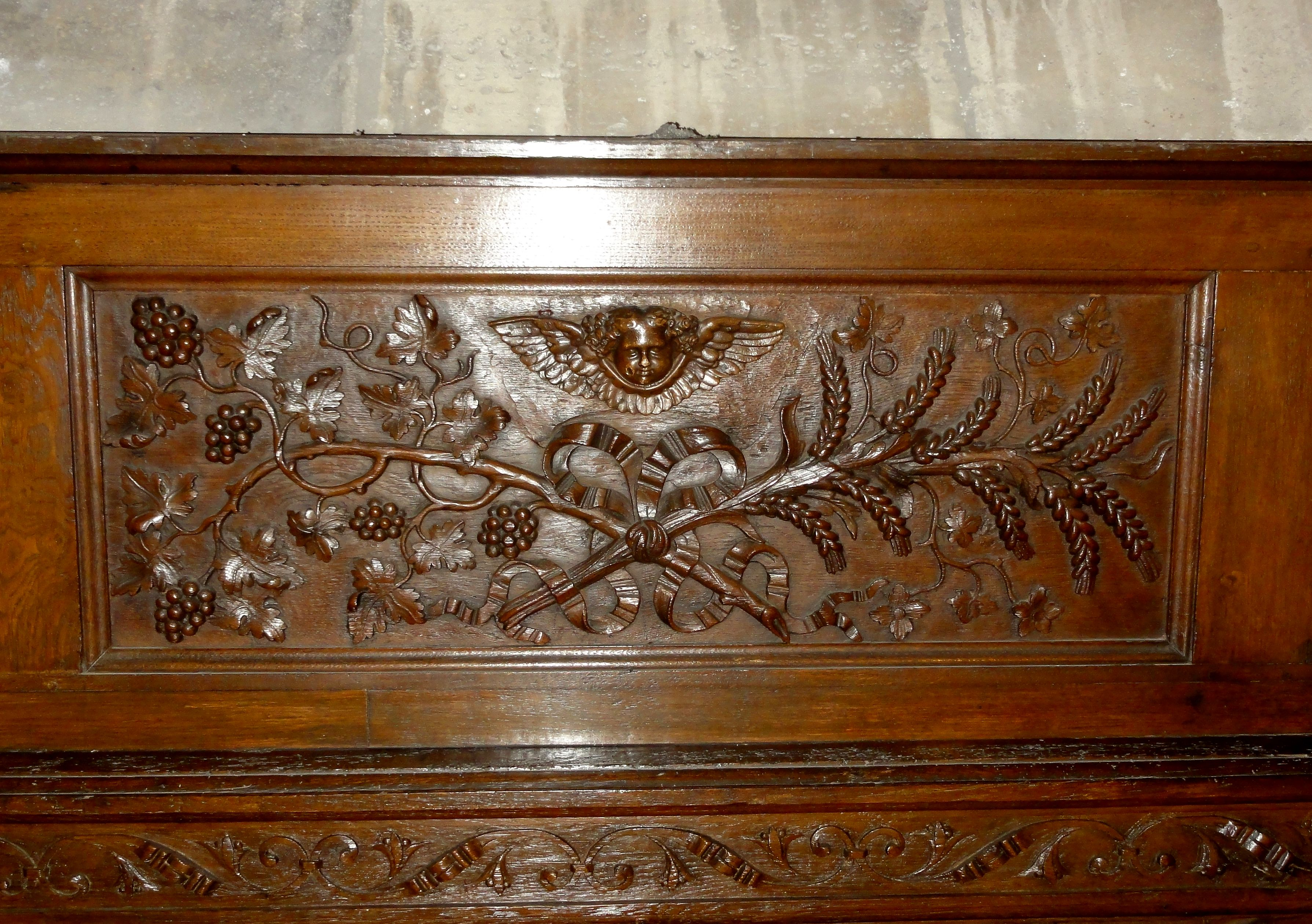
Boiseries, panneau supérieur.

L'église Saint-Martin renferme un élément du mobilier classé monument historique au titre des objets, à savoir les boiseries du XVIe siècle de la première travée du collatéral nord, qui est la chapelle baptismale et la chapelle Saint-Joseph. D'un quart de siècle plus anciennes que la chapelle, les boiseries sont susceptibles de provenir d'une autre église. Le fait qu'elles aient été offertes par un M. Vignon au cours du XIXe siècle, parle également dans ce sens. Les boiseries habillent les murs du sud et de l'est, jusqu'à la hauteur du seuil de la fenêtre. Elles comporte deux registres. Les huit panneaux du registre inférieur sont plus élevés. Séparés par des pilastres ioniques qui supportent un entablement, ils représentent tous un décor architecturé en perspective, avec une arcade en plein cintre ouvrant sur une niche de la même forme, où une pancarte vide est accrochée au mur, maintenue par une pomme de pin accrochée en dessous. Le registre supérieur comporte quatre panneaux deux fois plus larges. Chacun présente un cartouche avec un bouquet d'épis et une vigne noués ensemble, surmontés par la colombe du Saint-Esprit ; une tête de chérubin flanquée d'ailes ; et un agneau couché. L'inscription actuelle n'est qu'en partie authentique, et devait être incomplète lors de la pose des boiseries, ce qui indique que la série n'est pas complète. En effet, l'inscription en bas PRECVRSEVR.ET.VREY.AMI.DE.DIEU. se référant indéniablement à saint Jean-Baptiste, a été complétée par MONSIEVR.S.MARTIN.SOIT. INTERCESSEVR.POVR NOVS,,.
Un tableau vraisemblablement ex-voto peint en huile sur toile et mesurant 110 cm sur 90 cm et présentant la Vierge agenouillée sur une marche de l'autel face à son enfant, ainsi que plusieurs personnages au deuxième plan, datant de 1663, a été volé entre 1986 et 1992.
Parmi le mobilier non classé, plusieurs éléments sont dignes d'intérêt :
- le petit bénitier en pierre, accroché au dossier du premier banc à droit en entrant, moyennant des ferrures ;
- le monument aux morts de la paroisse, en marbre, au revers du mur occidental du bas-côté sud ;
- le retable en bois sculpté de la Vierge, de style néorenaissance, flanqué de deux pilastres ioniques cannelés, qui encadrent une statue de la Vierge, et supportent un fronton en arc de cercle arborant une gloire. L'inscription fait référence à l'Immaculée Conception : Ô Marie conçue sans pêché, priez pour nous qui avons recours à vous ;
- les petits fonts baptismaux dans la base du clocher, de plan ovale et ornés de multiples moulures ;
- le tableau peint à l'huile sur toile intitule Le tribut de César, d'école flamande, peint vers 1620 d'après une œuvre originale de Pierre Paul Rubens, et récemment restauré ;
- le tableau peint à l'huile sur toile représentant la Vierge Marie, se recueillant devant le Christ mort allongé par terre à ses pieds ;
- le maître-autel néogothique, décorée de trois arcatures plaquées dans le style de la Sainte-Chapelle ;
- les fonts baptismaux de la chapelle Saint-Joseph, qui évoquent une large margelle de puits marquée par l'usure, posé sur un épais cylindre d'aspect neuf ;
- le tableau peint à l'huile sur toile représentant la Montée au Calvaire ;
- l'ancien maître-autel, du type de l'autel-tombeau ;
- le retable du maître-autel, de style néobaroque, datant du début du XIXe siècle. Le tableau de retable représente le Christ en croix. Il est flanqué par deux pilastres ioniques cannelés, qui supportent un entablement garni de rinceaux, puis un fronton triangulaire dont la base et les rampants sont garnis de dentelures, et qui est peint de deux têtes de chérubins. À gauche et à droite du retable principal, des arcatures en plein cintre ornées d'une agrafe encadrent des tableaux de saint Pierre et saint Martin en habit épiscopal, les deux en grandeur nature[11].

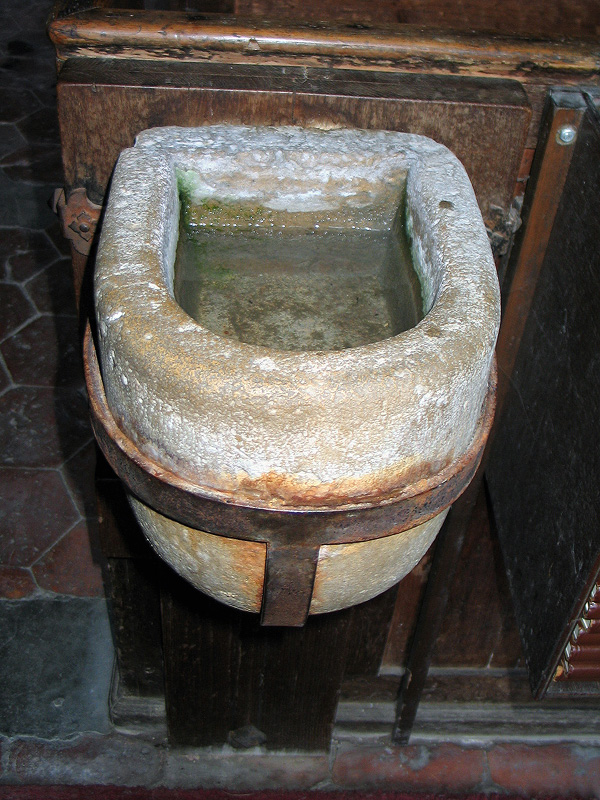
Bénitier.
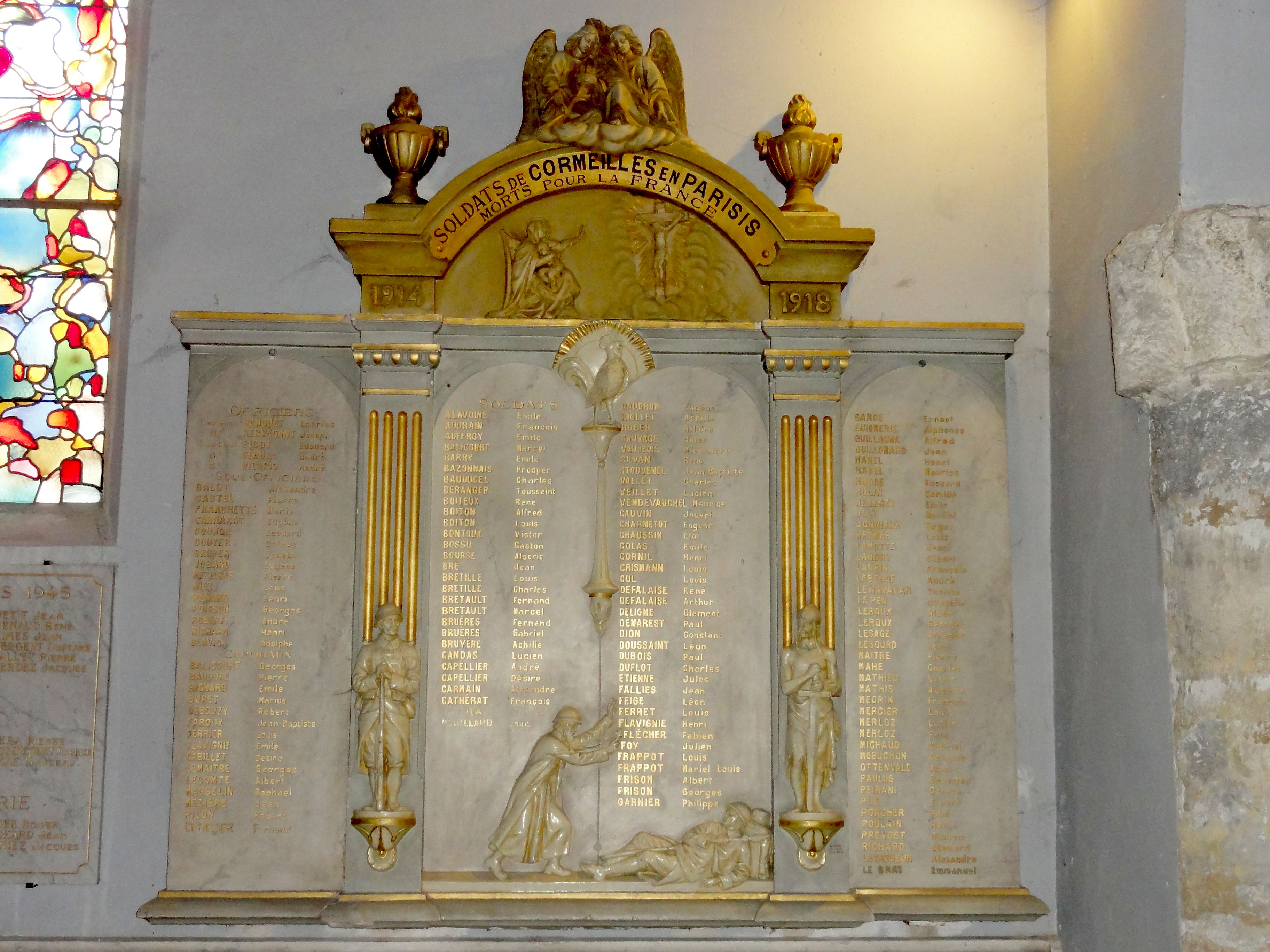
Monument aux morts.
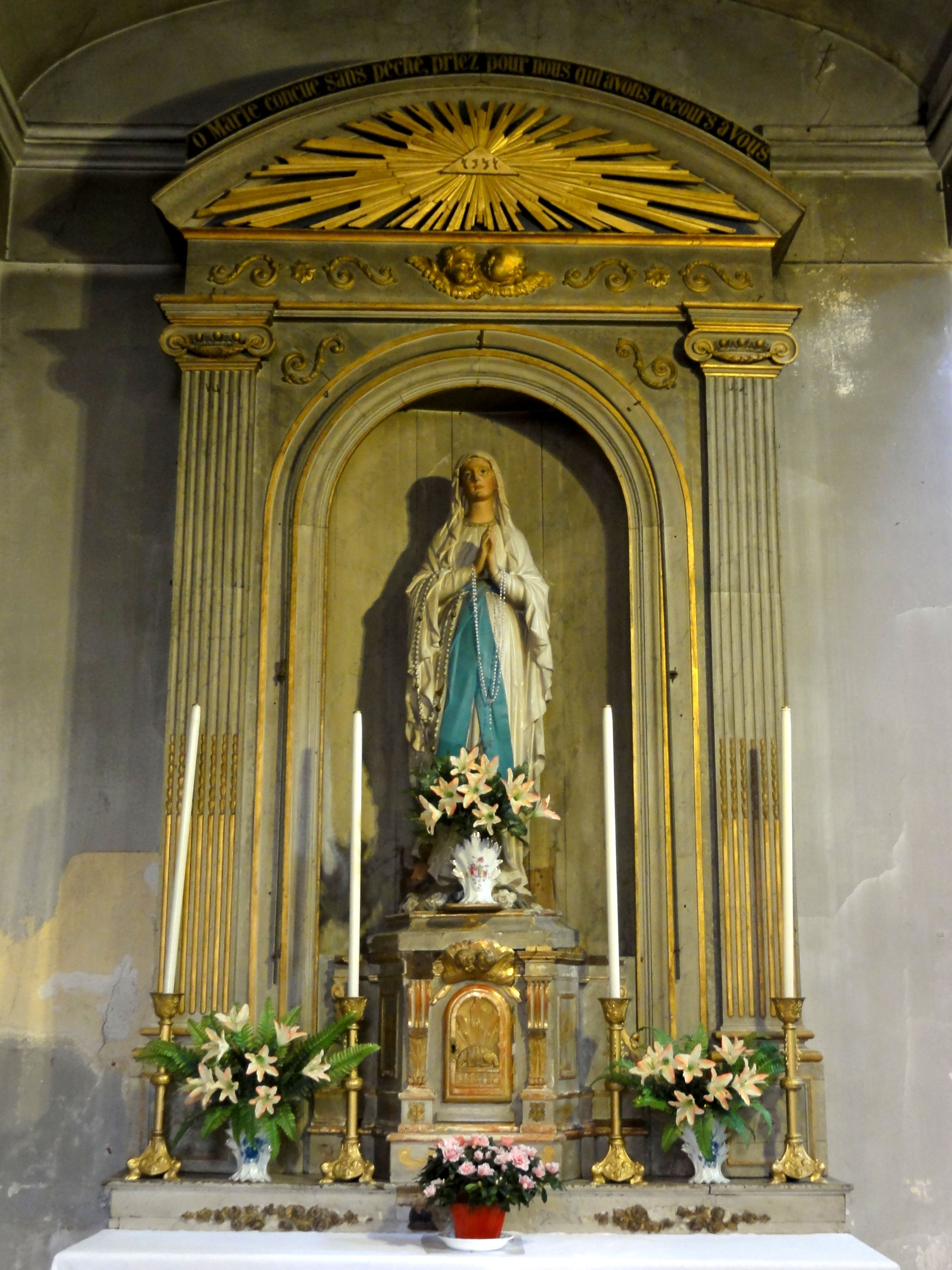
Retable de la Vierge.
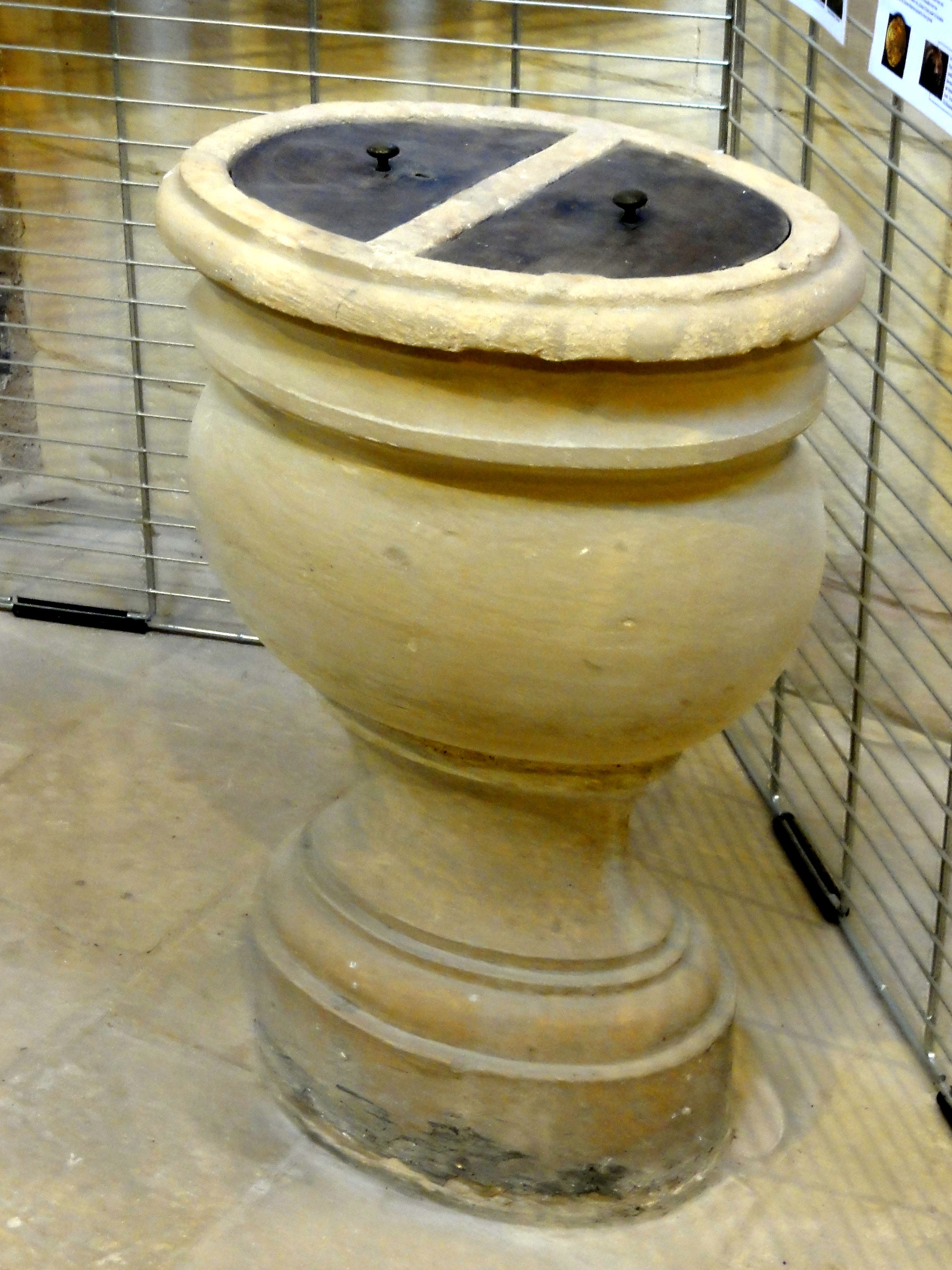
Fonts baptismaux.
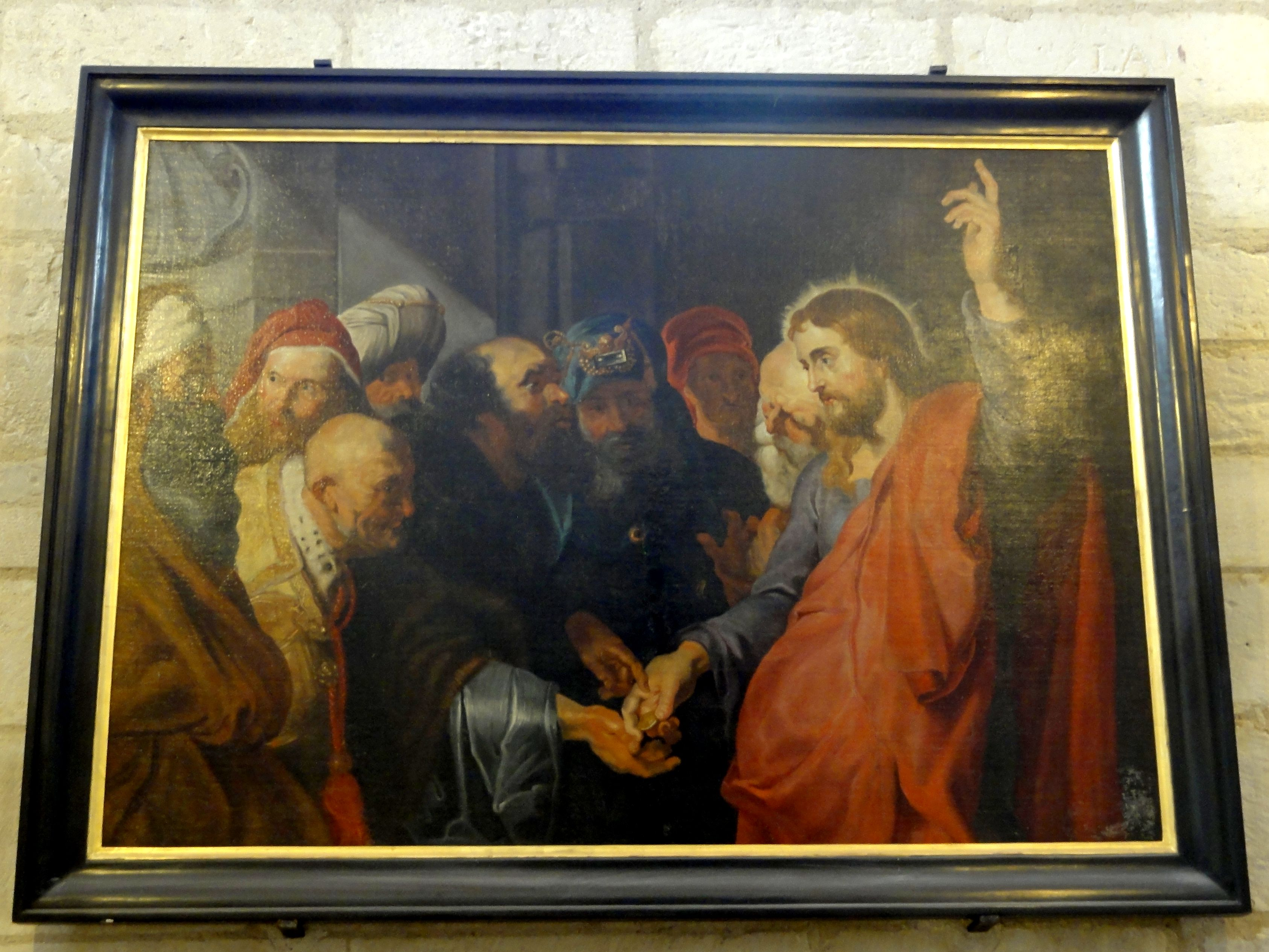
Le tribut de César.
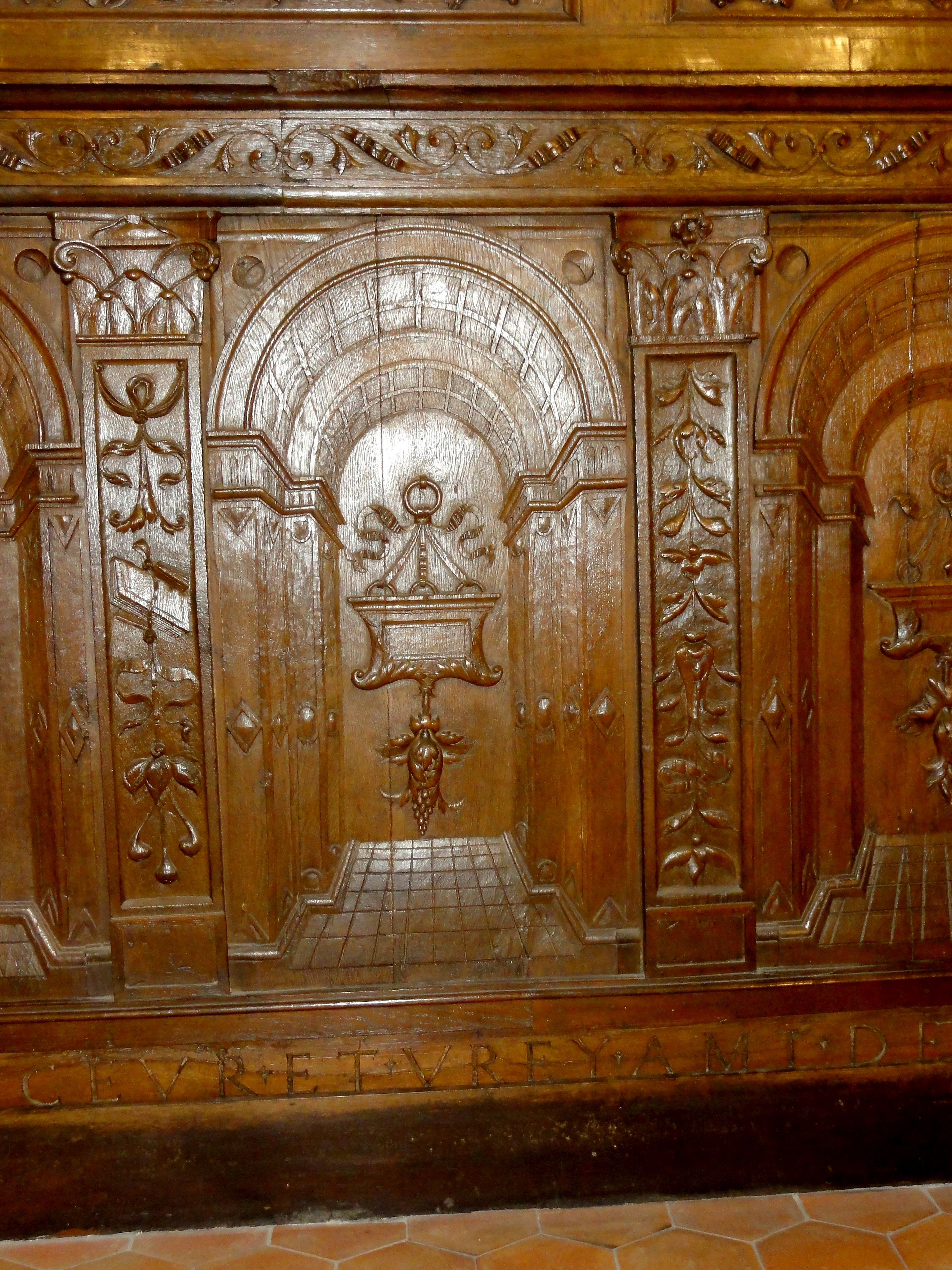
Boiseries, panneau inférieur.
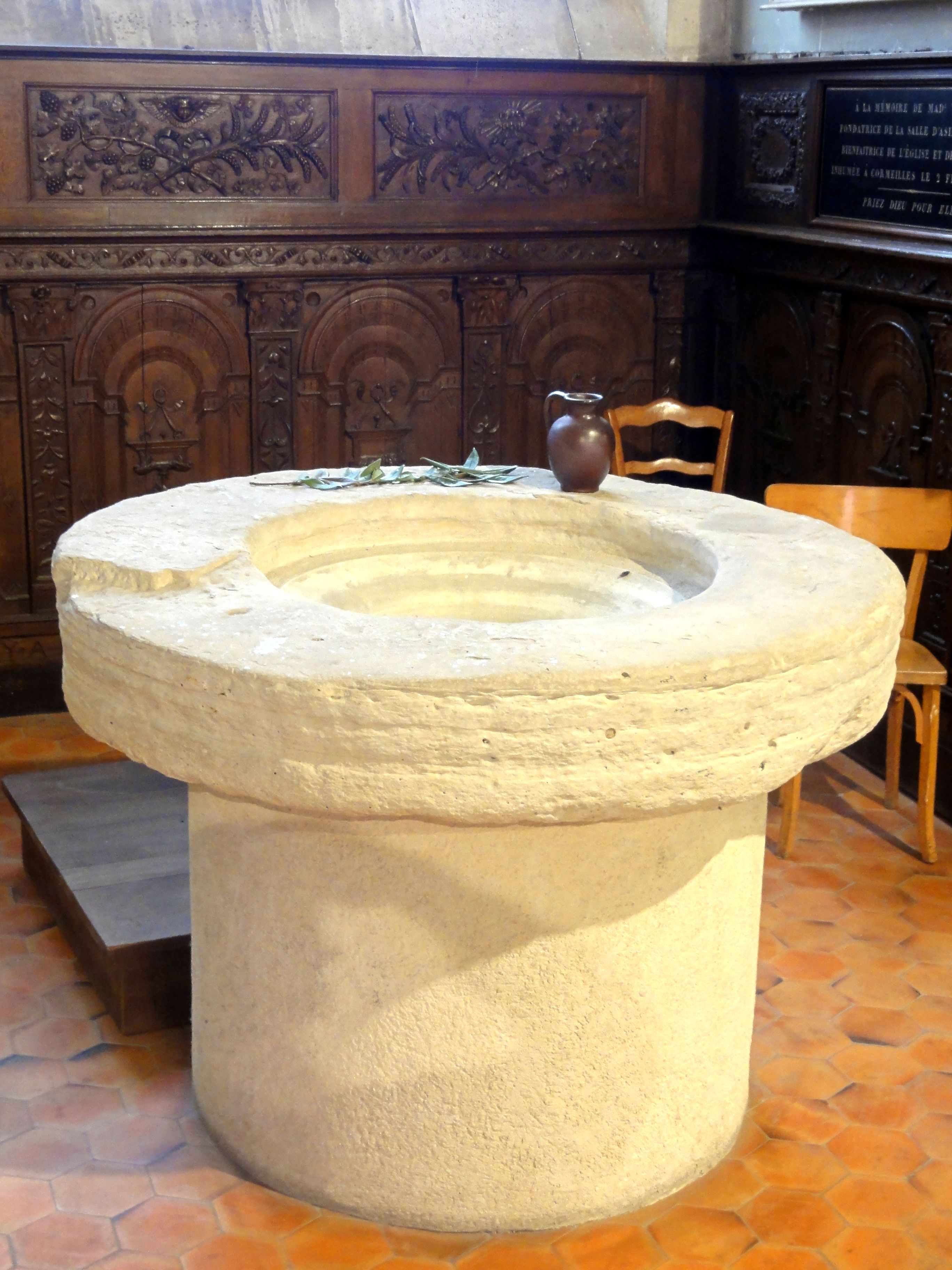
Fonts baptismaux.
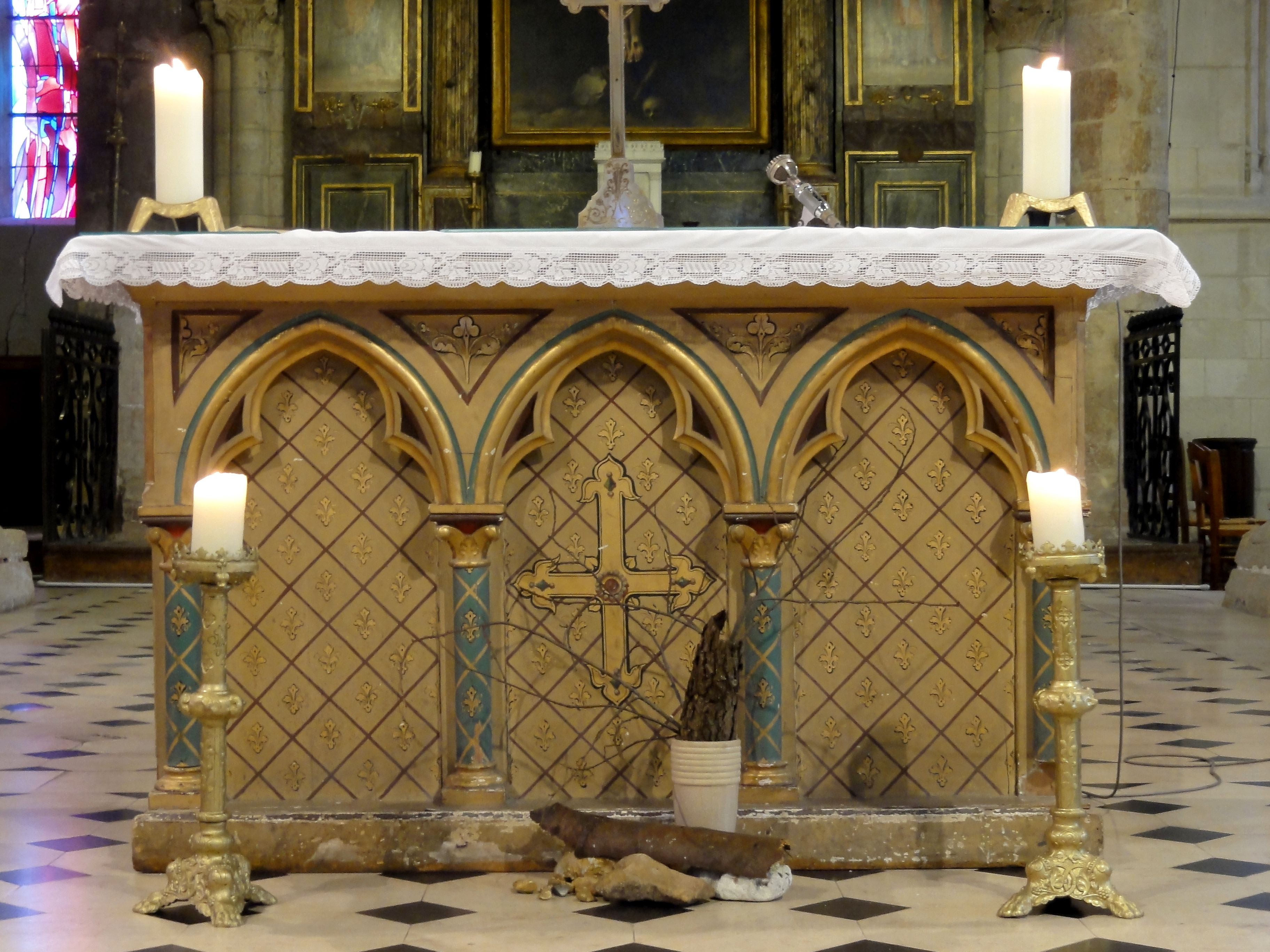
Maître-autel néogothique.
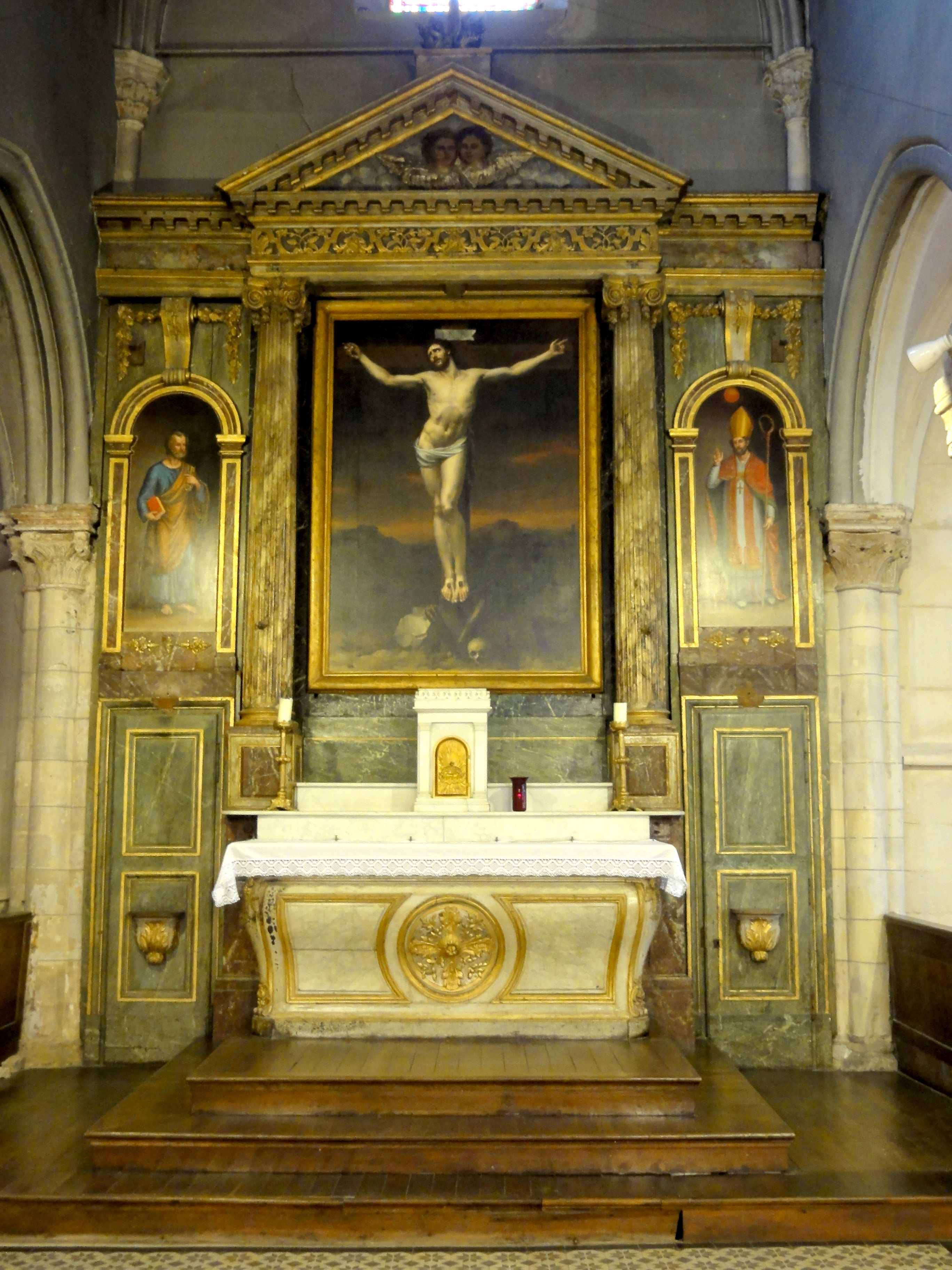
Retable et ancien maître-autel.
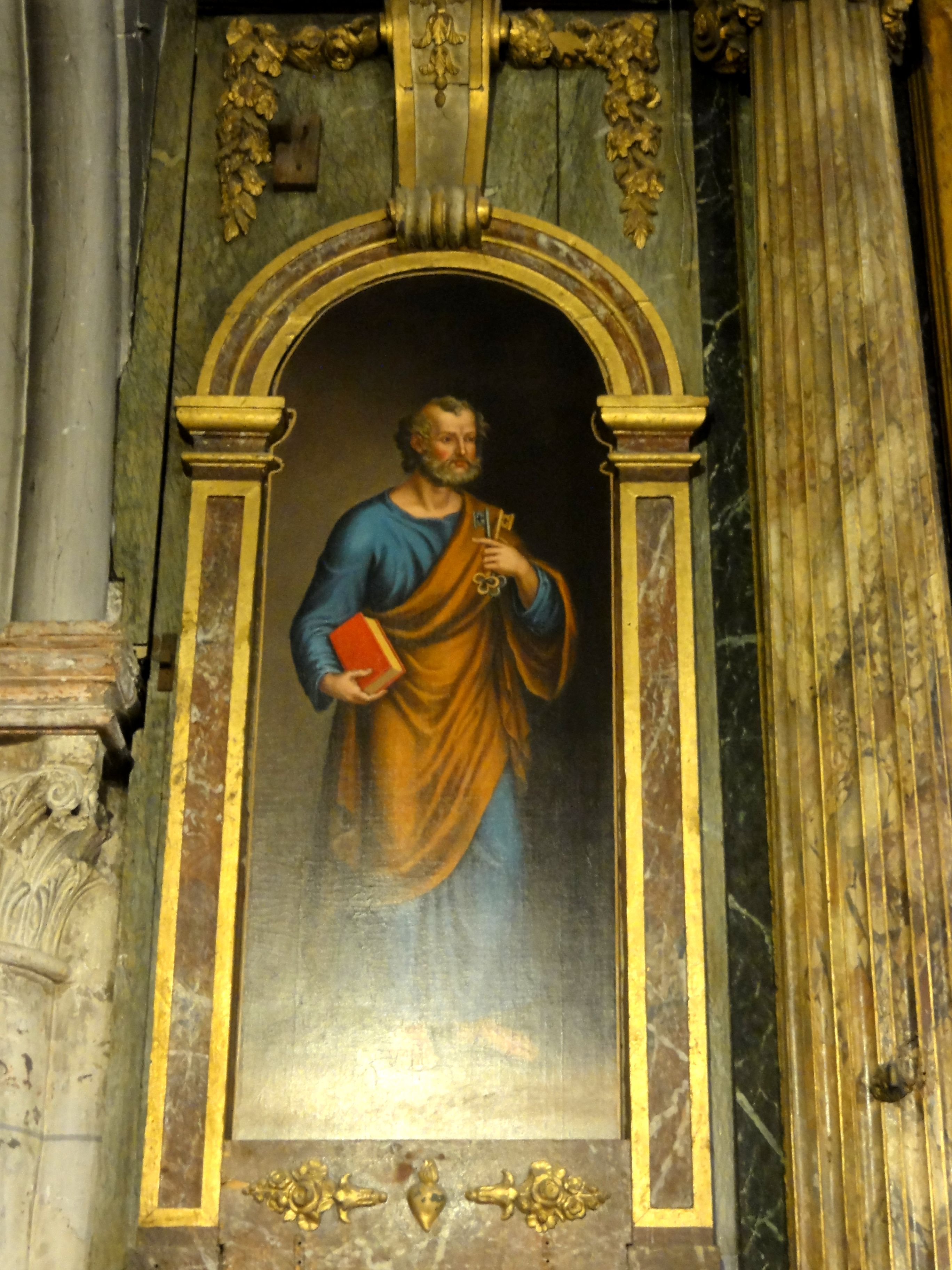
Retable - saint Pierre.
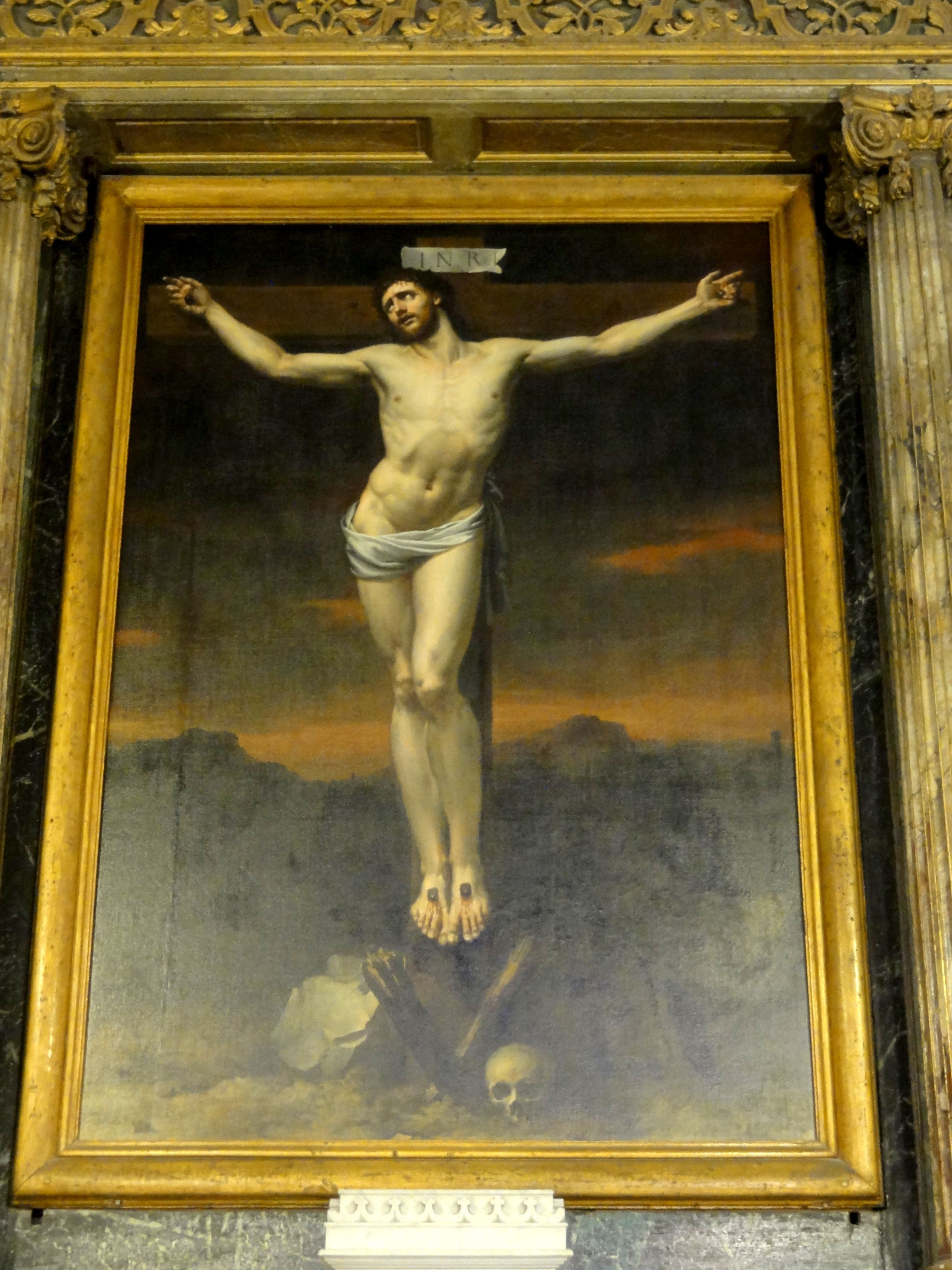
Retable - Christ en croix.
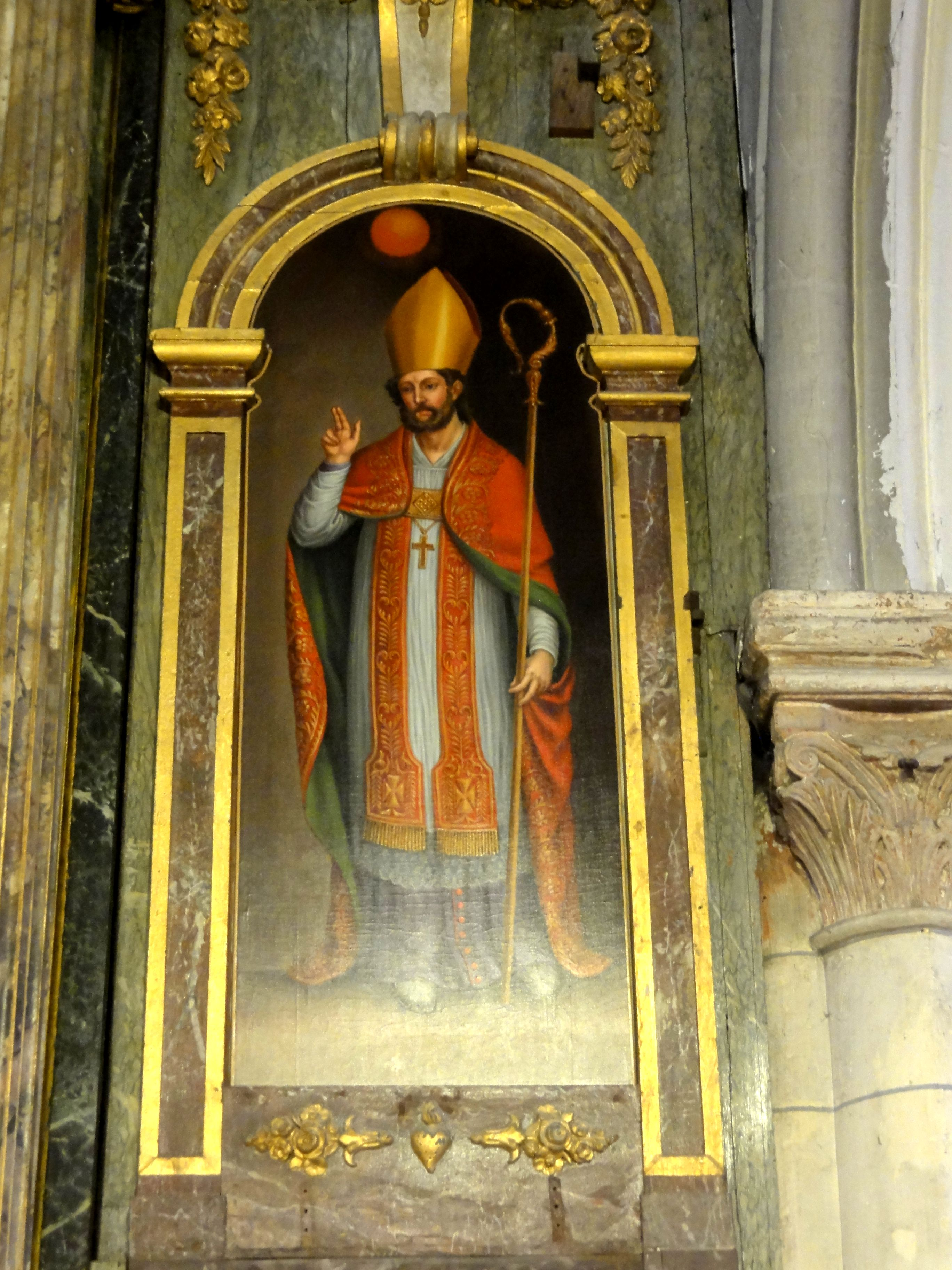
Retable - saint Martin.